# Музей Бойманса — ван Бенінгена
Музей Бойманса — ван Бенінгена (нід. Museum Boijmans Van Beuningen) — художній музей в Нідерландах, розташований у місті Роттердамі, один із найбільших у країні.

## Спонсори-засновники. Бойманс.
У 1847 році суддя з міста Утрехт Ф. Й. О. Бойманс заповів свою художню збірку місту Роттердам. Муніципалітет Роттердама придбав для розміщення колекції стародавню будівлю 1665 року, одну з небагатьох, що залишилась у центрі. Будівля залишилась цілою навіть після нищівних бомбардувань Роттердама під час Другої світової війни. Саме в цьому приміщенні 3 червня 1849 року і відкрито музей Бойманса. Але датою заснування вважається 1847 рік.
Бойманс збирав картини і малюнки, що спричинило подальші напрямки формування музею. Помірковані і практичні голландці застрахували будівлю і колекцію. Це виявилося не даремним, бо у 1864 р. спричинилась пожежа. На гроші, отримані від страхової компанії, дирекція і придбала нові експонати замість загиблих в пожежі. На аукціонах в Європі придбали картини Франса Галса, Ван дер Гелста, Беркгейде, Яна ван Кессела. Зрозуміло, що купували в першу чергу картини своїх майстрів.

## Спонсори-засновники. Бенінген

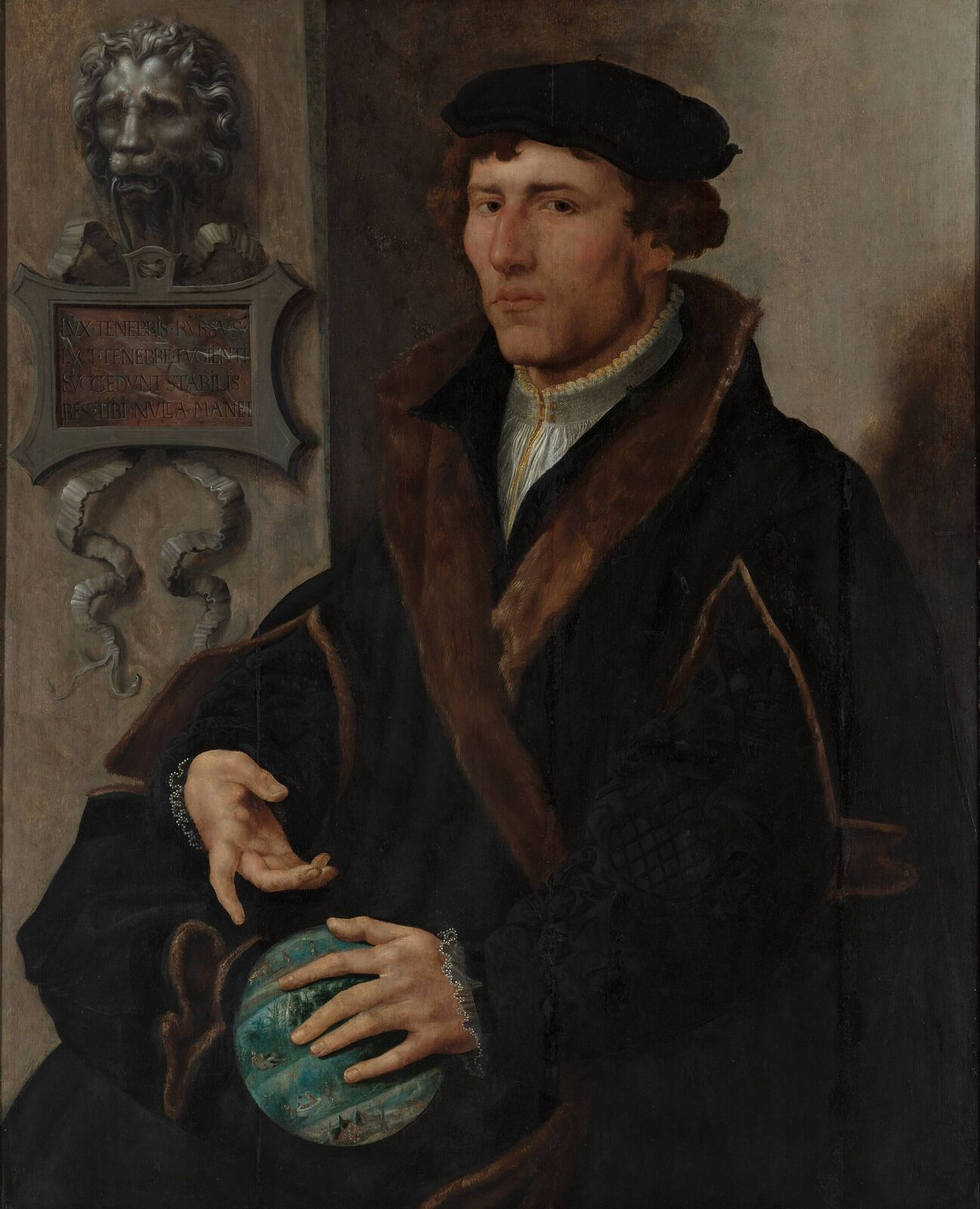
Мартен ван Хемскерк. Портрет Рейнеруса Гемми, бл. 1545 р.

У XX столітті музей був надзвичайно вдячним за дарунки й фінансову допомогу Даніелю  Георгу ван Бенінгену (1877—1955). Багатій Бенінген зібрав колекцію, що мала європейську славу, незважаючи на невелику кількість картин. Бенінген дарував картини, в тому числі ескізи П. П. Рубенса, що поціновувались більше картин, бо ті виконували учні майстерні. Після смерті Бенінгена дирекція спромоглася придбати художню колекцію Бенінгена і додала до назви музею його ім'я.

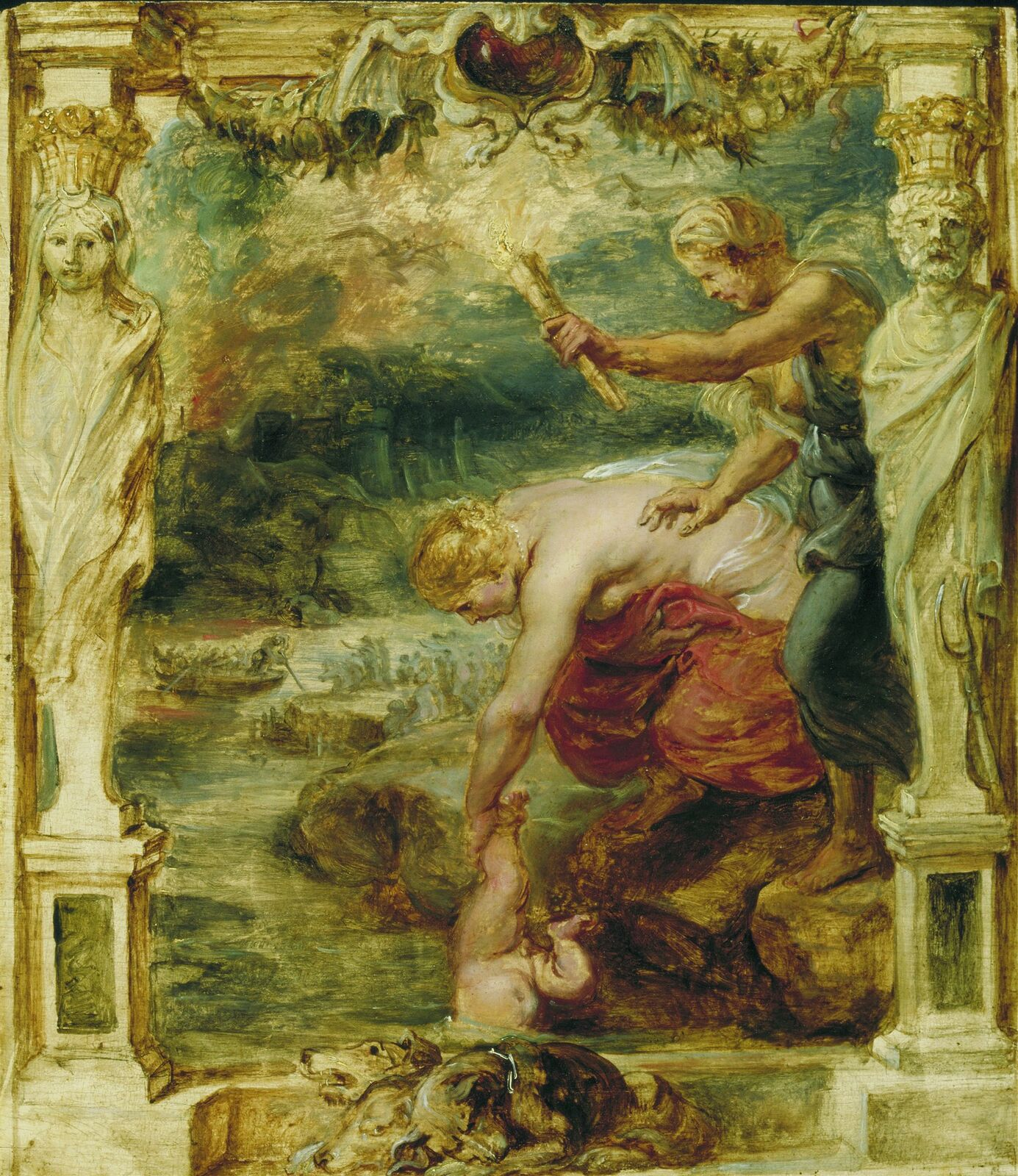
П. П. Рубенс. Ескіз «Тетіс занурює малого Ахілла у Стікс заради броньованості»
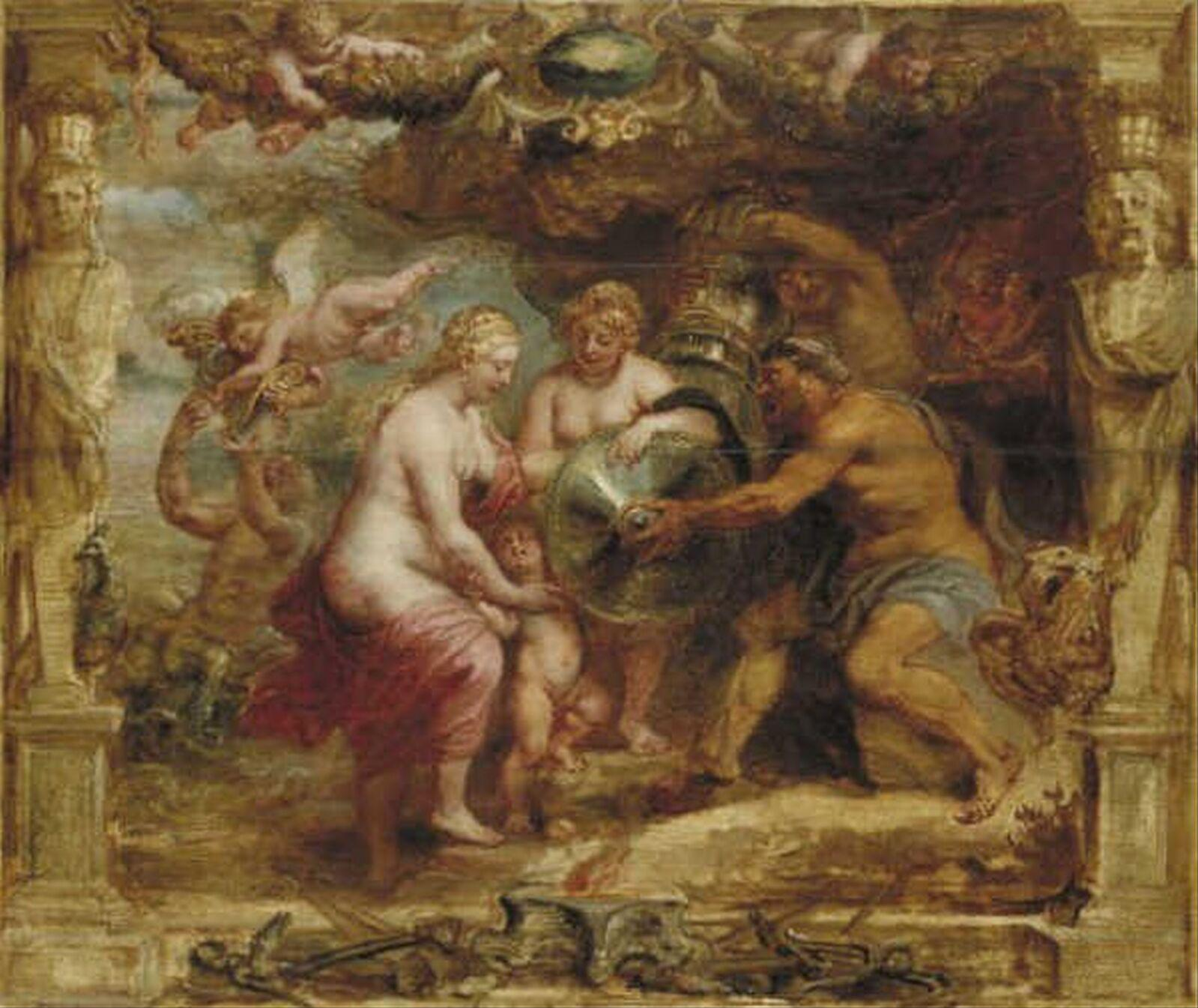
П. П. Рубенс. «Тетіс здобуває чарівну зброю для Гектора у бога Вулкана»
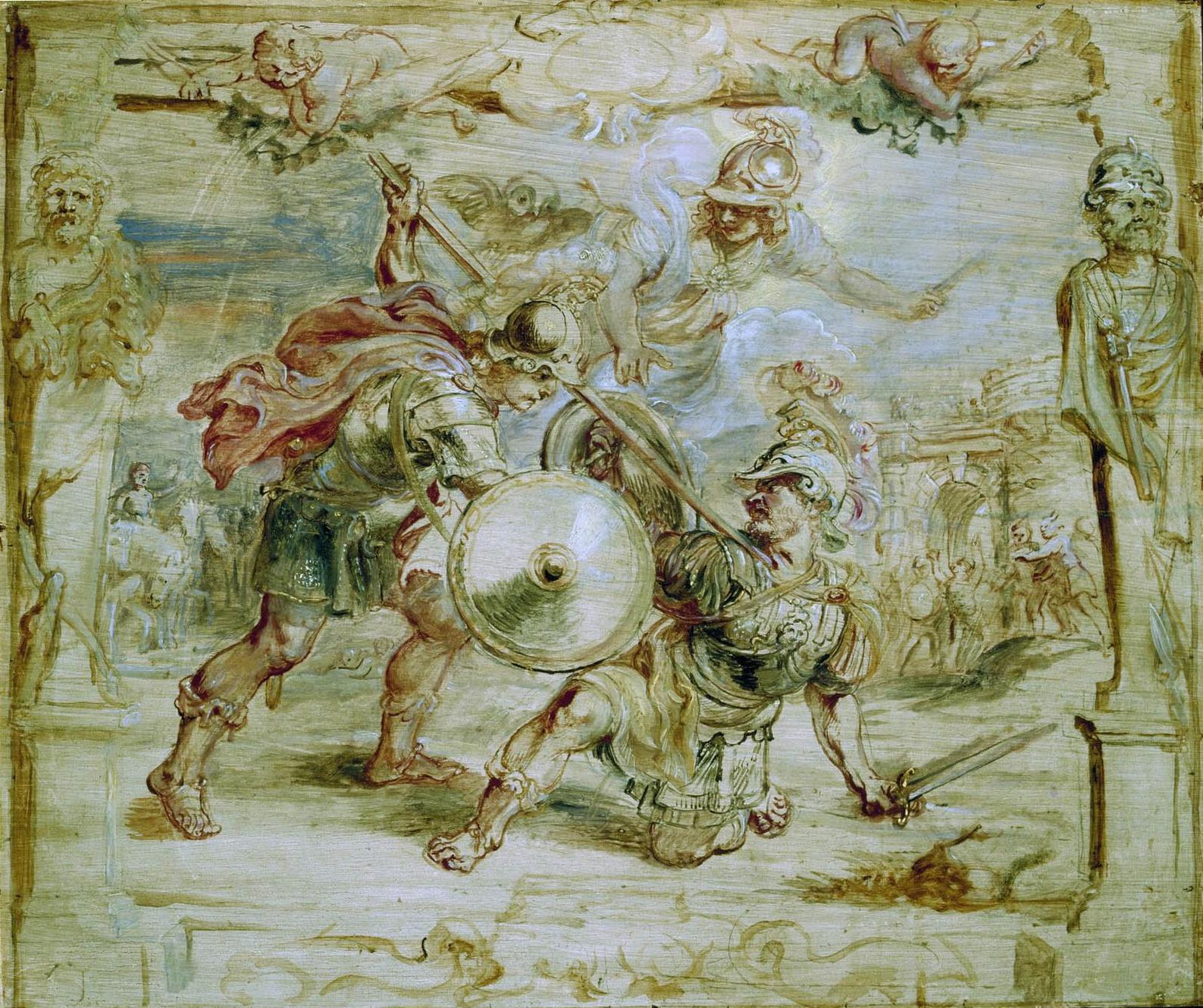
П. П. Рубенс. Ескіз «Ахілл вбиває Гектора»
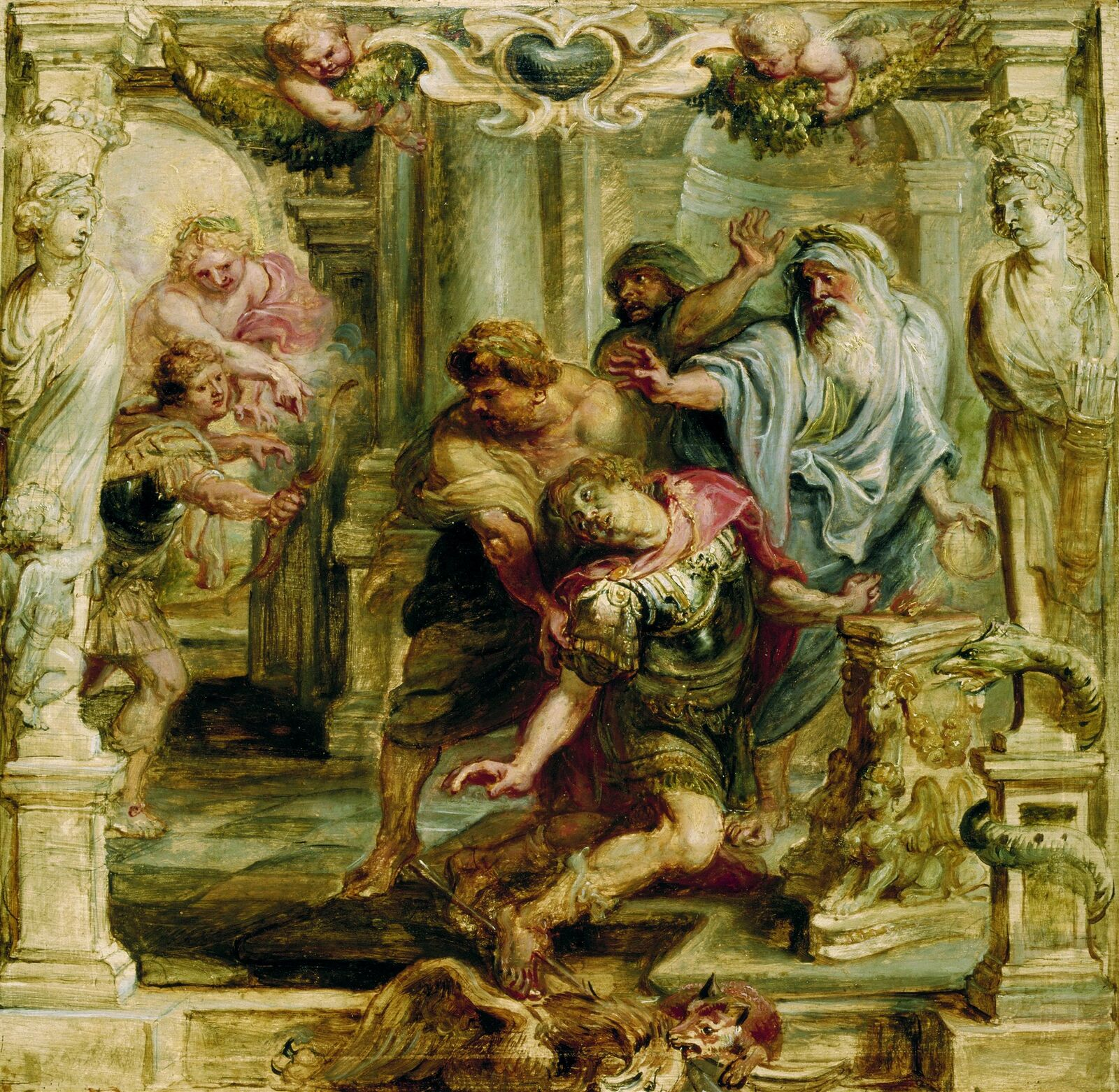
П. П. Рубенс. «Ахілл вбиває Паріса»

## Нове приміщення
У XX столітті виникла необхідність у новому великому приміщенні для колекцій. Муніципалітет у 1928 р. придбав земельну ділянку Дейзихт. Проєкт нової будівлі створив архітектор А. ван дер Стьор в суворих і спрощених формах стилю функціоналізм з цегли і вапняку. У будівлі використано верхнє і бічне освітлення, яке вважається найкращим для музеїв. Нова будівля була відкрита для відвідин з 1935 року.

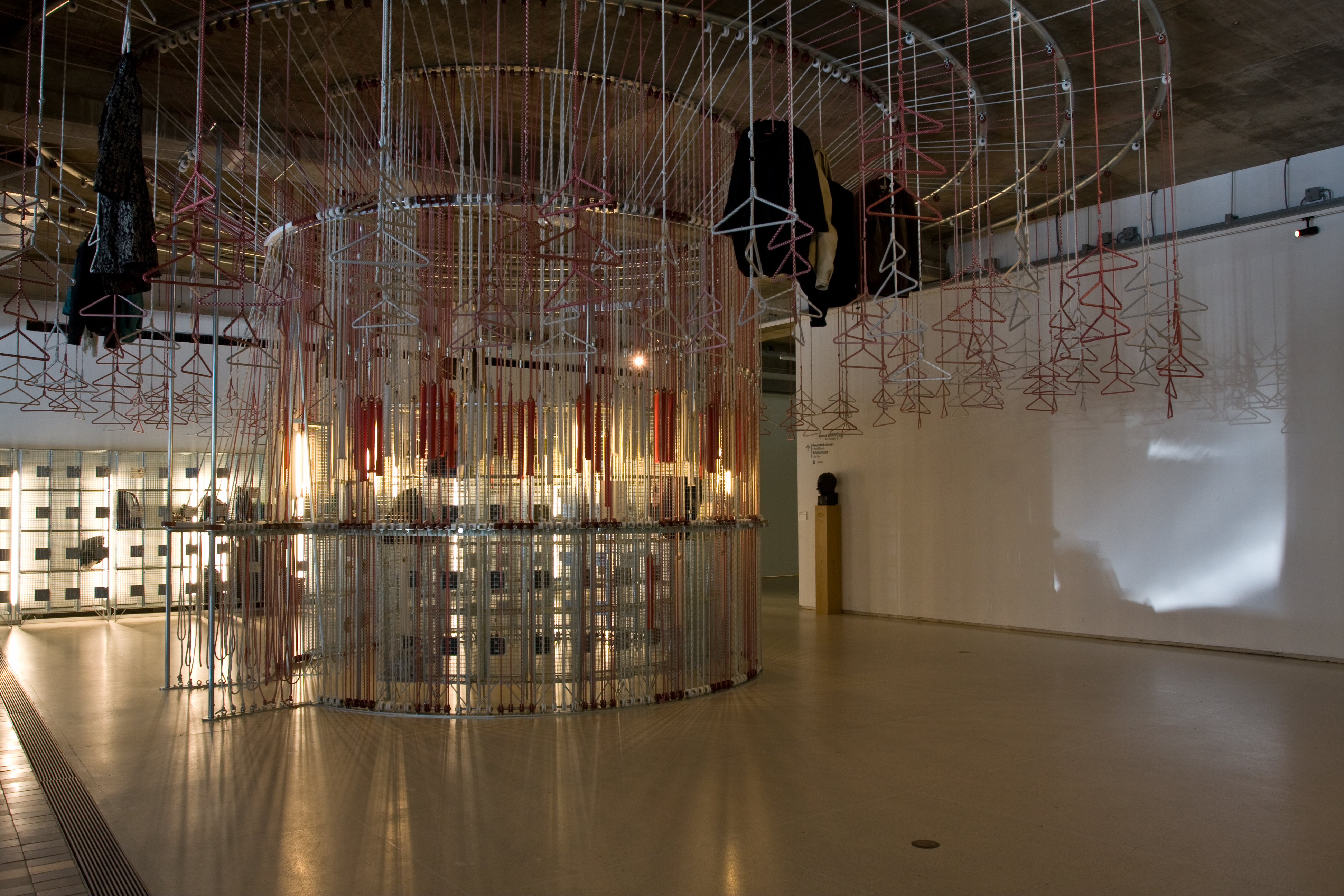
Вестибюль і гардероб
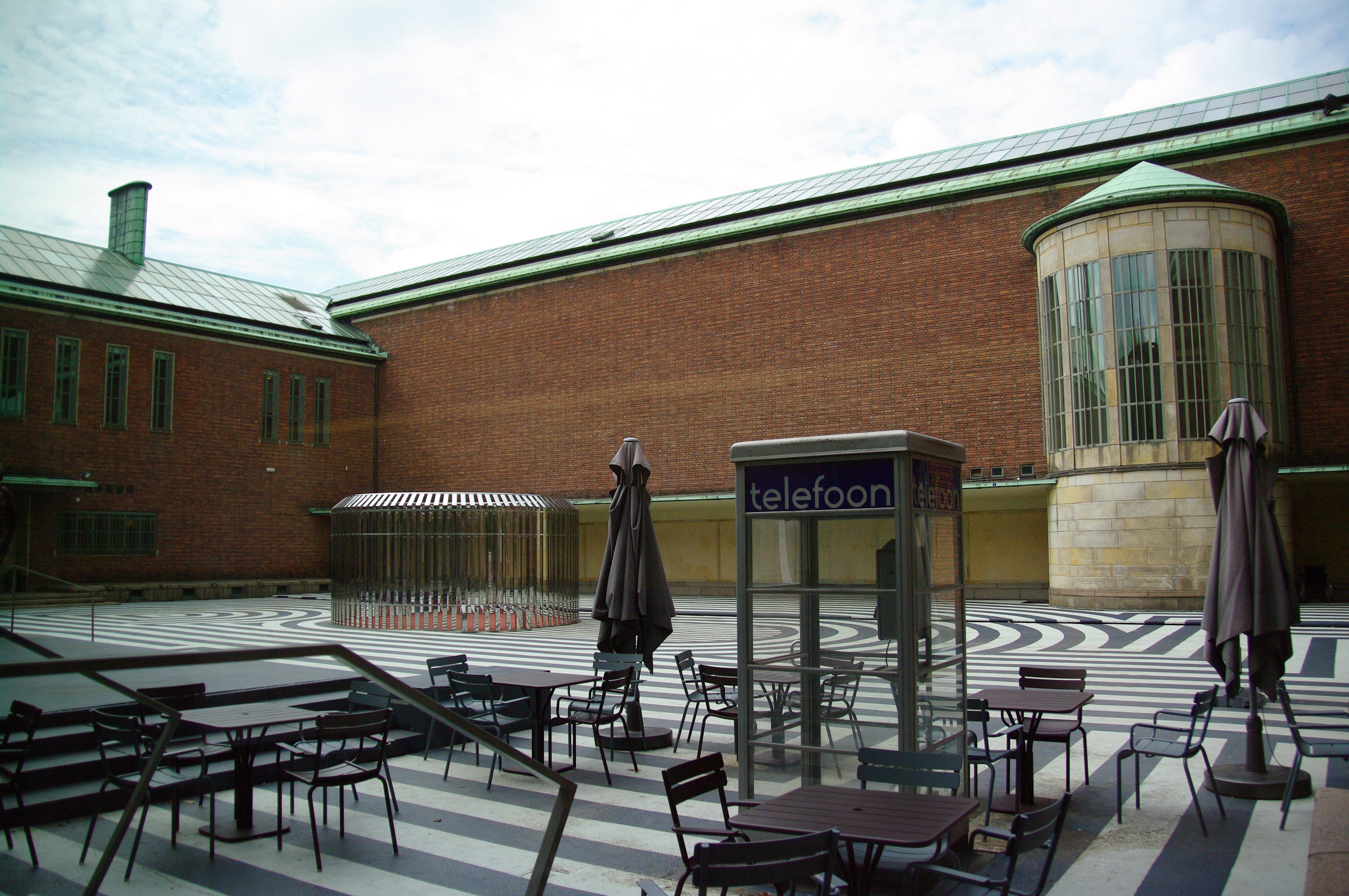
Внутрішній дворик музею
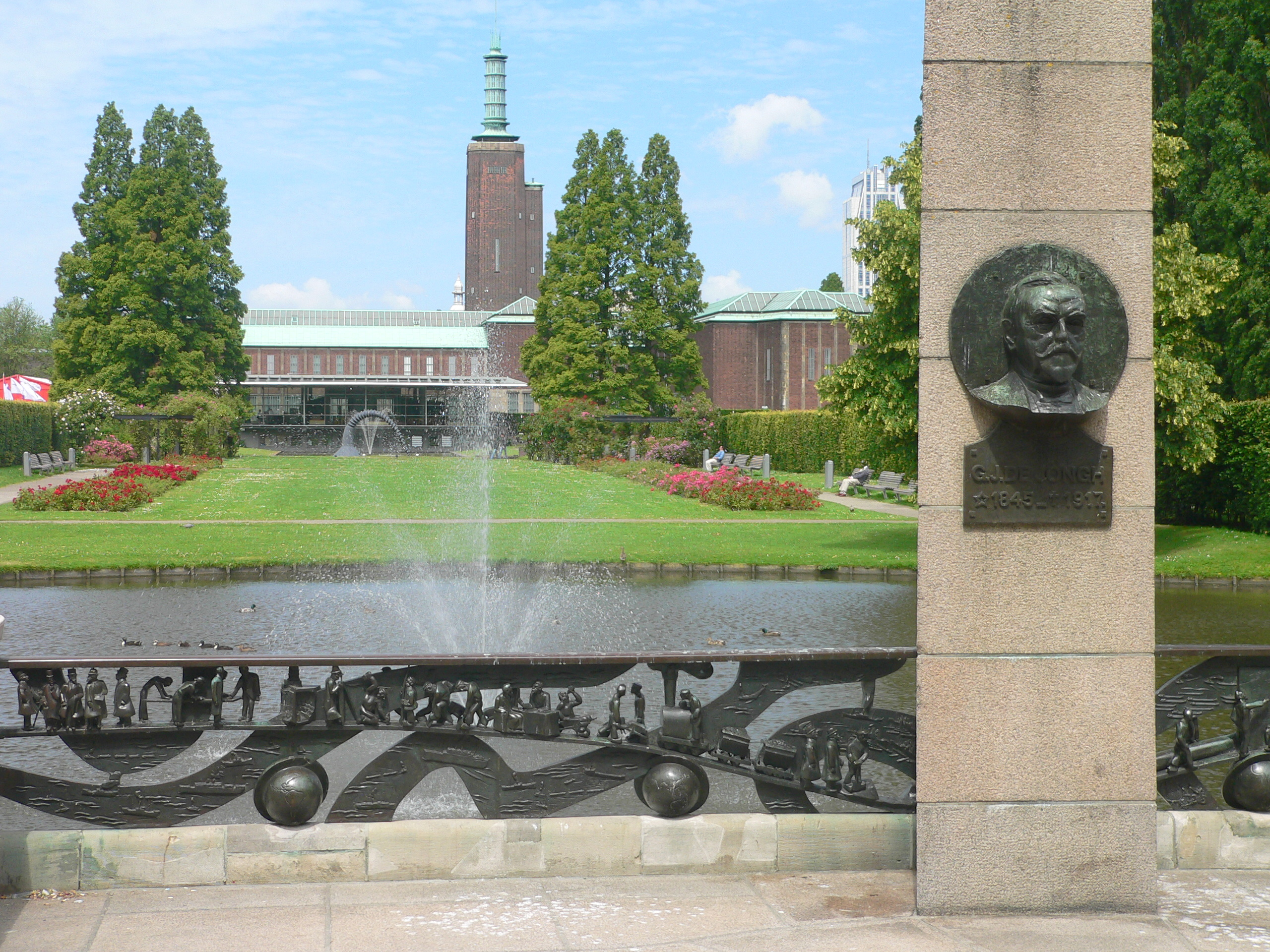
Сучасний садок музею Бойманс

## Дарунки добродіїв
Музейні збірки — це не тільки дарунки багатіїв і унікальні картини. Це і другорядні майстри, і витвори мистецтва доби чи мистецьких стилів. Іноді дарунок однієї картини міняє ситуацію в експозиції. Музею Бойманса ван Бенінгена дарували малюнки і гравюри, порцеляну, гобелени, уславлені фаянси міста Делфт XVII століття. У збірці музею твори XIV—XX століть у стилях Відродження, бароко, рококо, класицизму, модерну тощо.  Колекцію голландських майстрів розбавляють твори інших мистецьких шкіл і країн — Джованні Баттіста Мороні, Бернардо Строцці, Тиціана, Веронезе, Тінторетто, Шардена, Ватто, Франсуа Буше, Делакруа, деяких імпресіоністів (Клод Моне, Альфред Сіслей). Формування колекції картин і декоративно-ужиткового мистецтва продовжується.
Гордістю колекції вважають декілька картин ранішнього періоду творчості Вінсента Ван Гога.

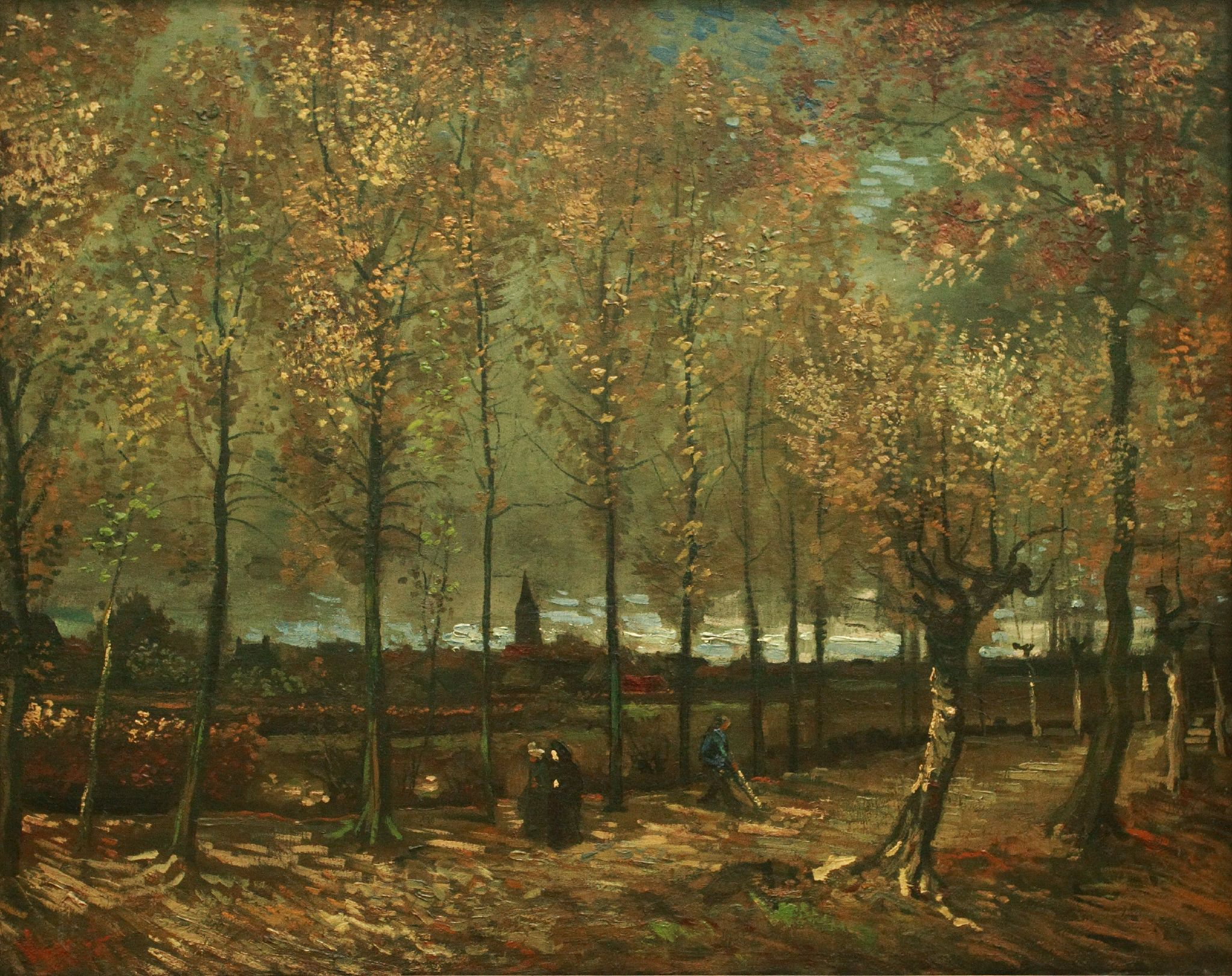
Ван Гог. «Алея в Нюенені»
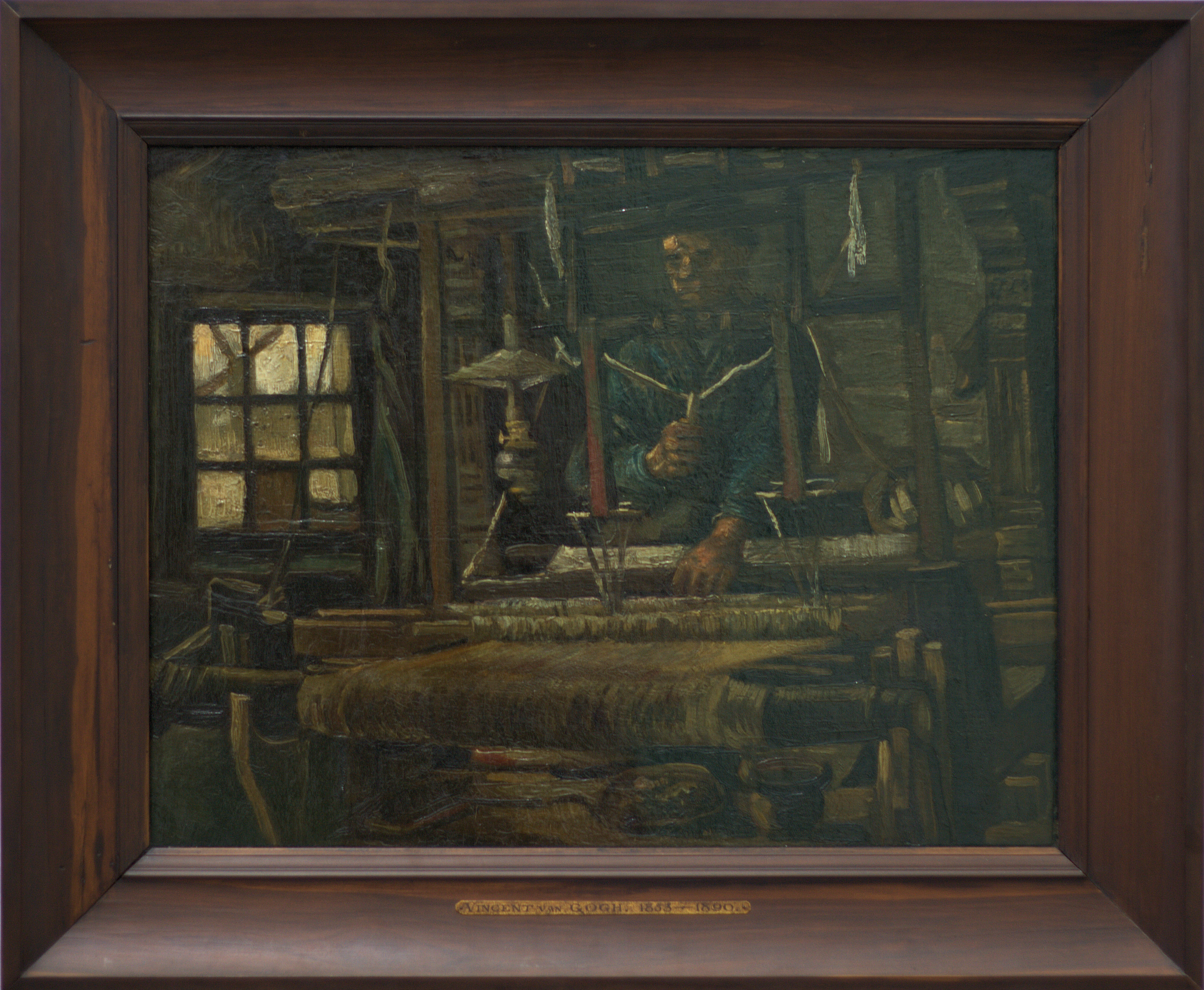
Ван Гог. Голландський ткач.

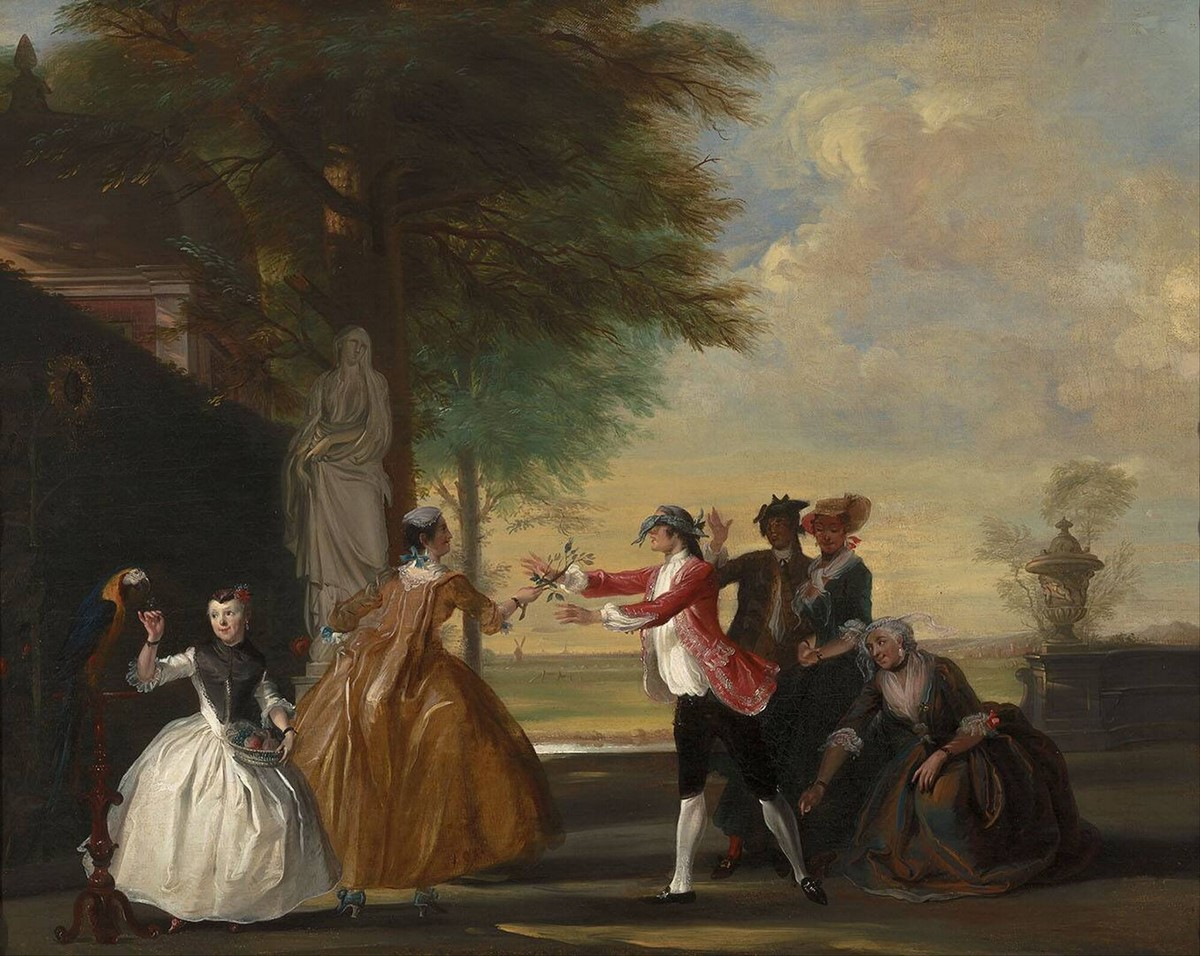
Корнеліс Трост. «Паркові забави», рококо.

## Натюрморти в збірці

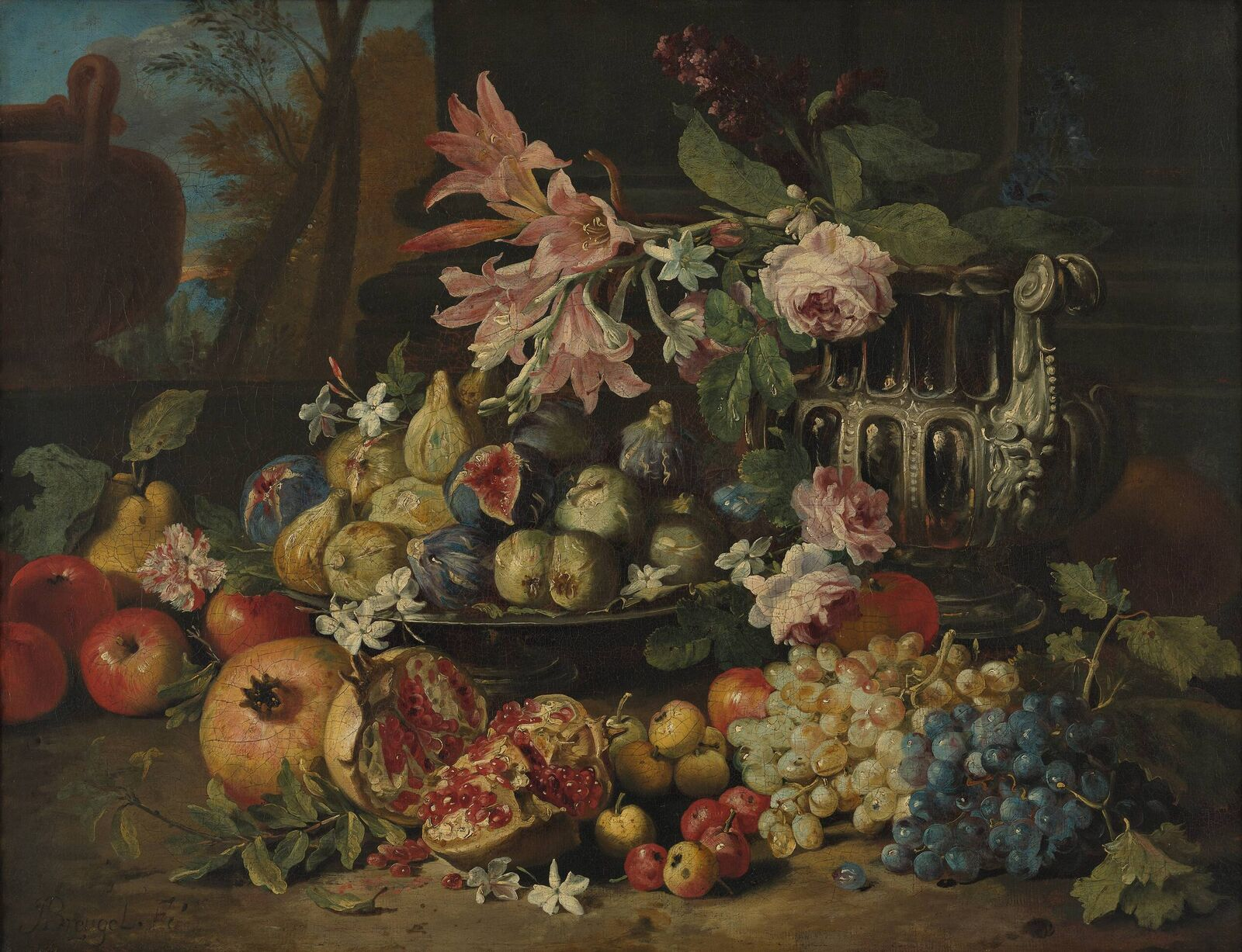
Абрахам Брейгель. «Фрукти, квіти і коштовний посуд», до 1680 р.

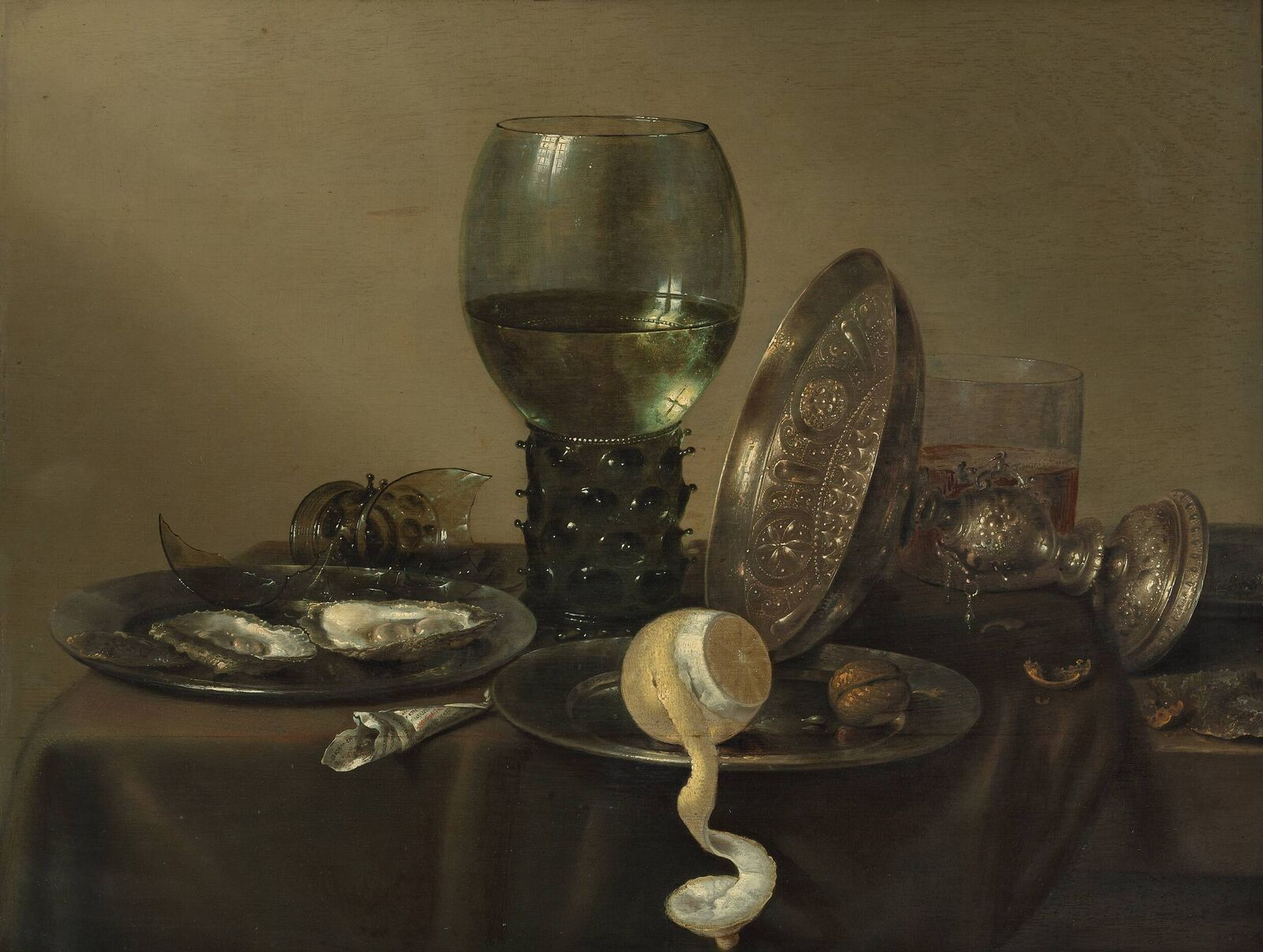
Віллем Клас Геда, «Сніданок»
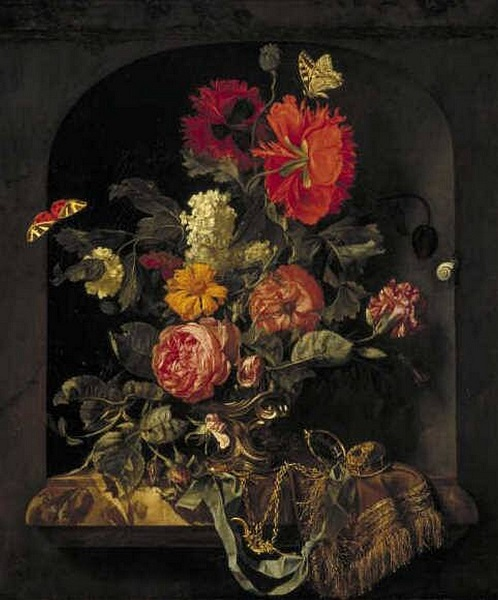
Віллем ван Алст. «Квітковий натюрморт з коштовним годинником і метеликом в ніші», 1662, Роттердам
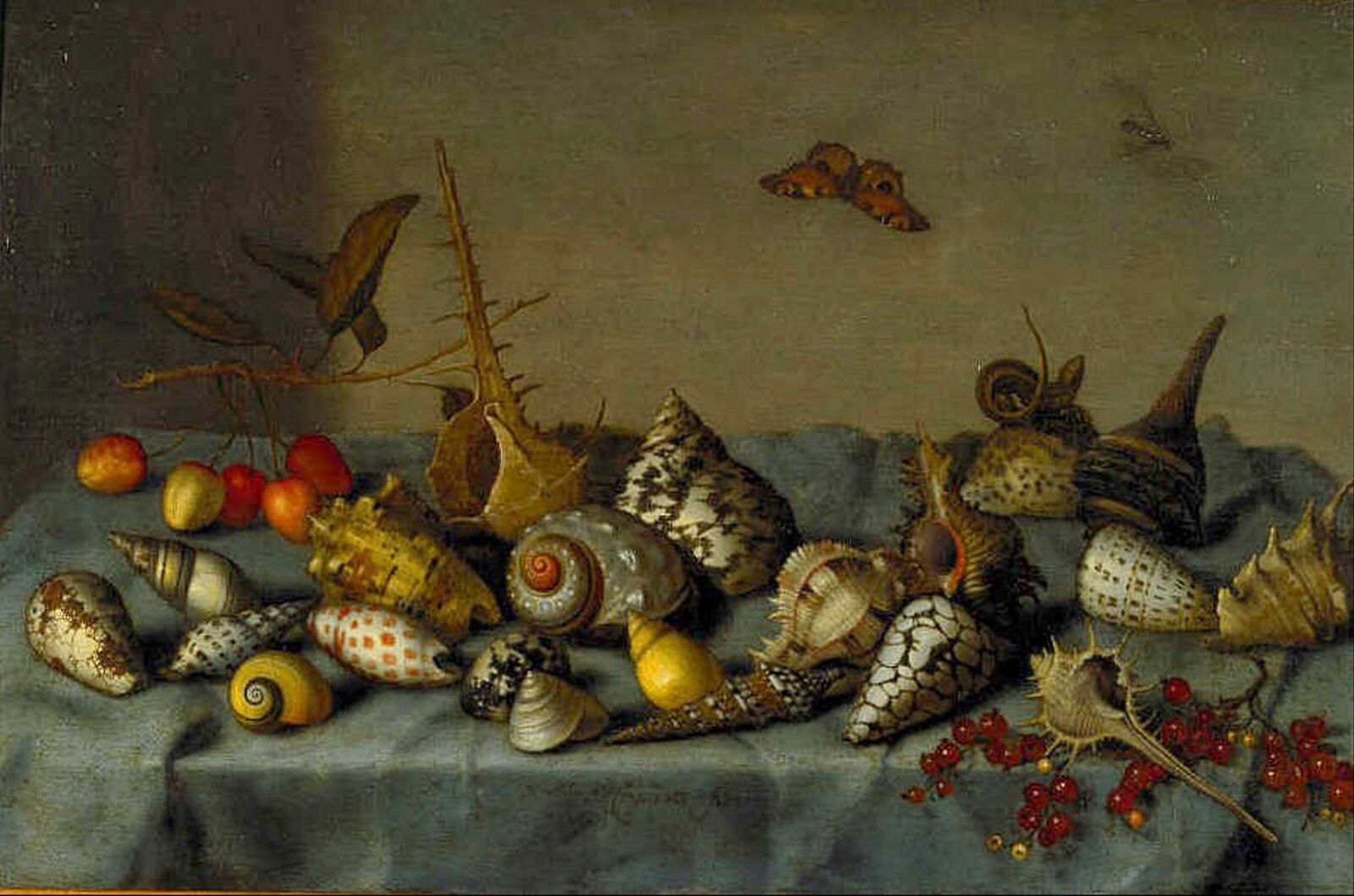
Балтазар ван дер Аст, «Колекція мушель».

## Головні відділи
- Декоративно-ужиткове мистецтво.
- Живопис країн Західної Європи.
- Живопис Нідерландів XV—XVI століть.
- Живопис Голландії XVII—XX століть.
- Відділ скульптур.
- Відділ малюнків і гравюр.

## Декоративно-ужиткове мистецтво

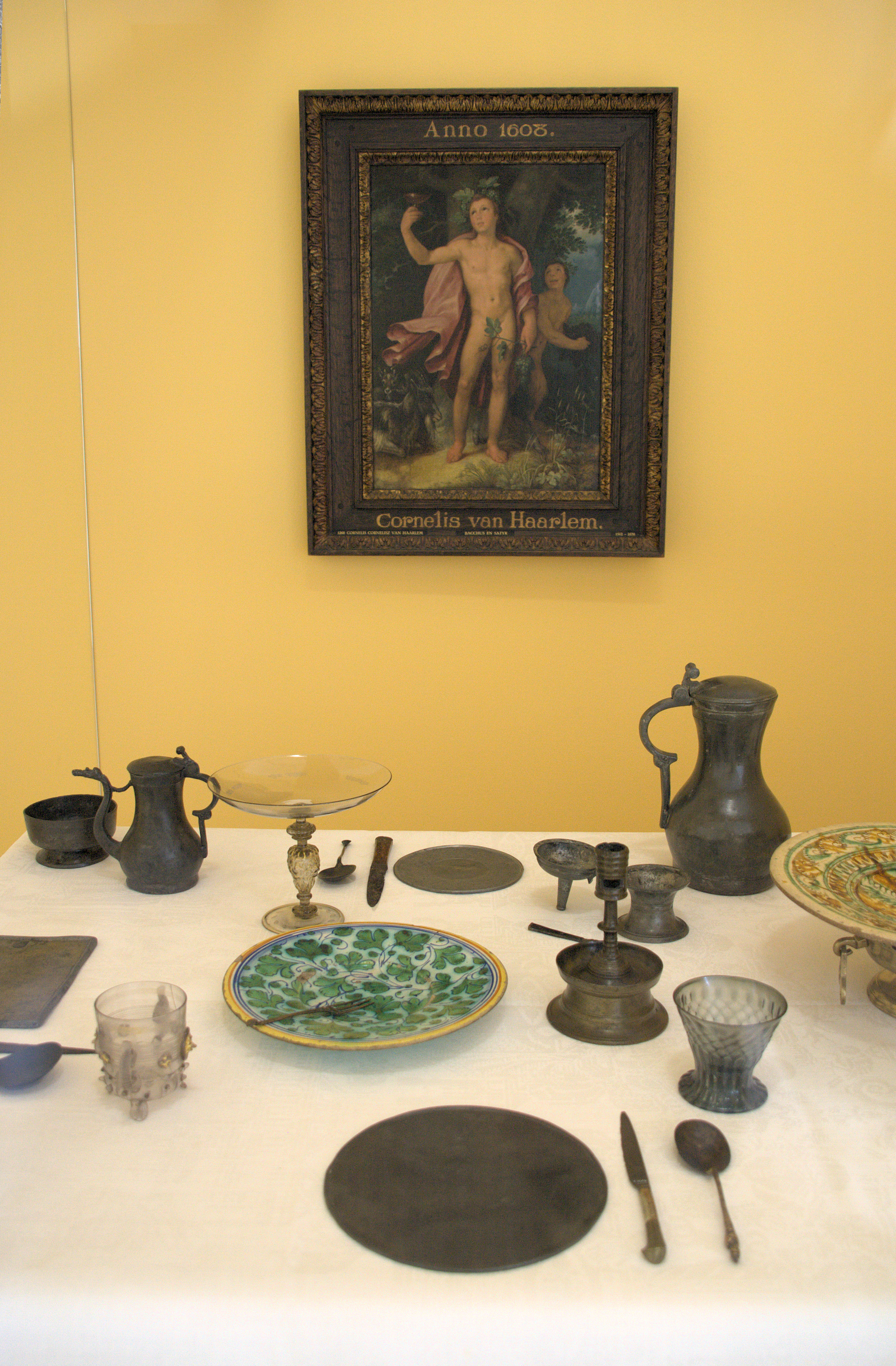
Вироби з кераміки і металів
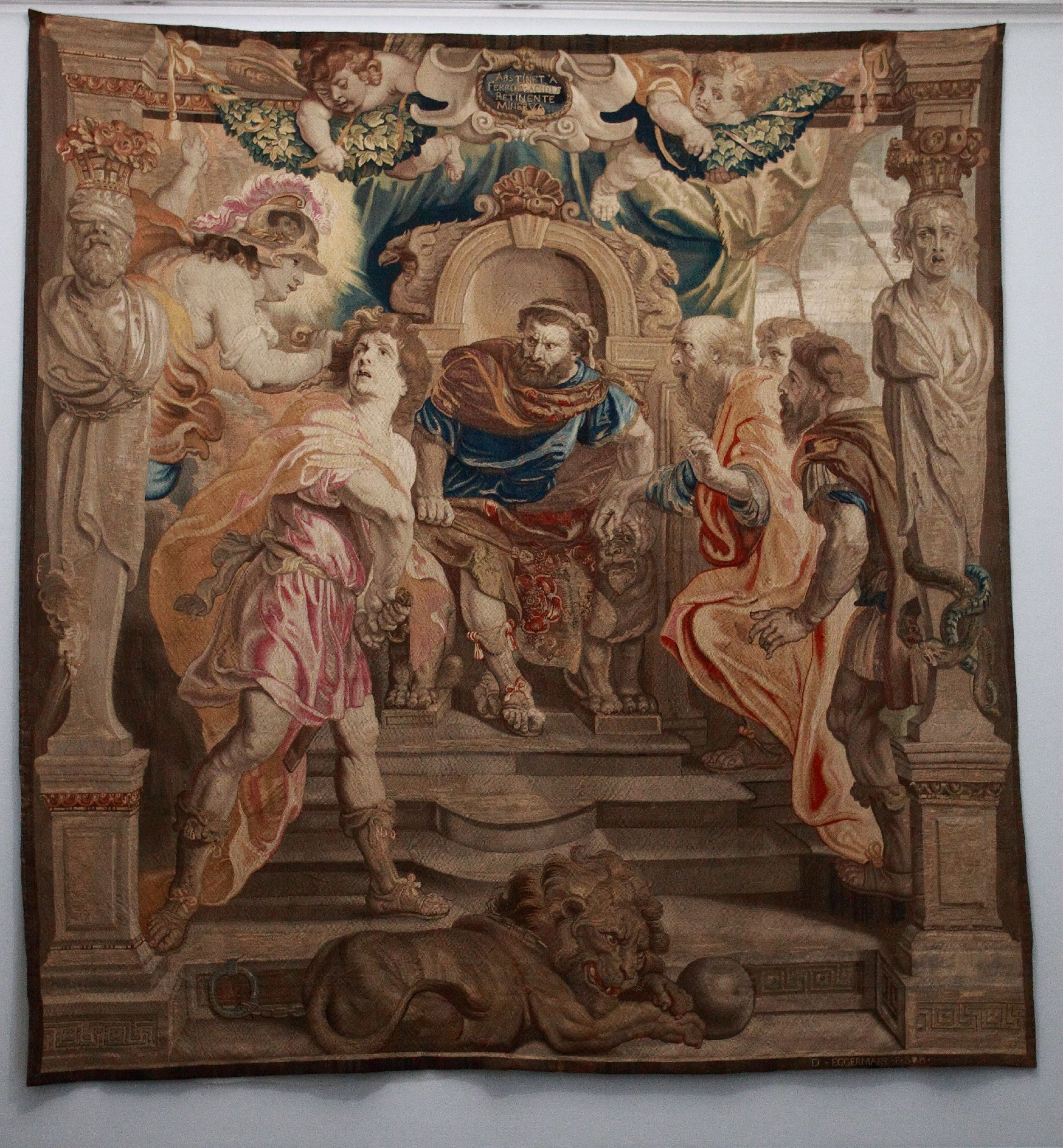
Гобелен за картоном П. П. Рубенса
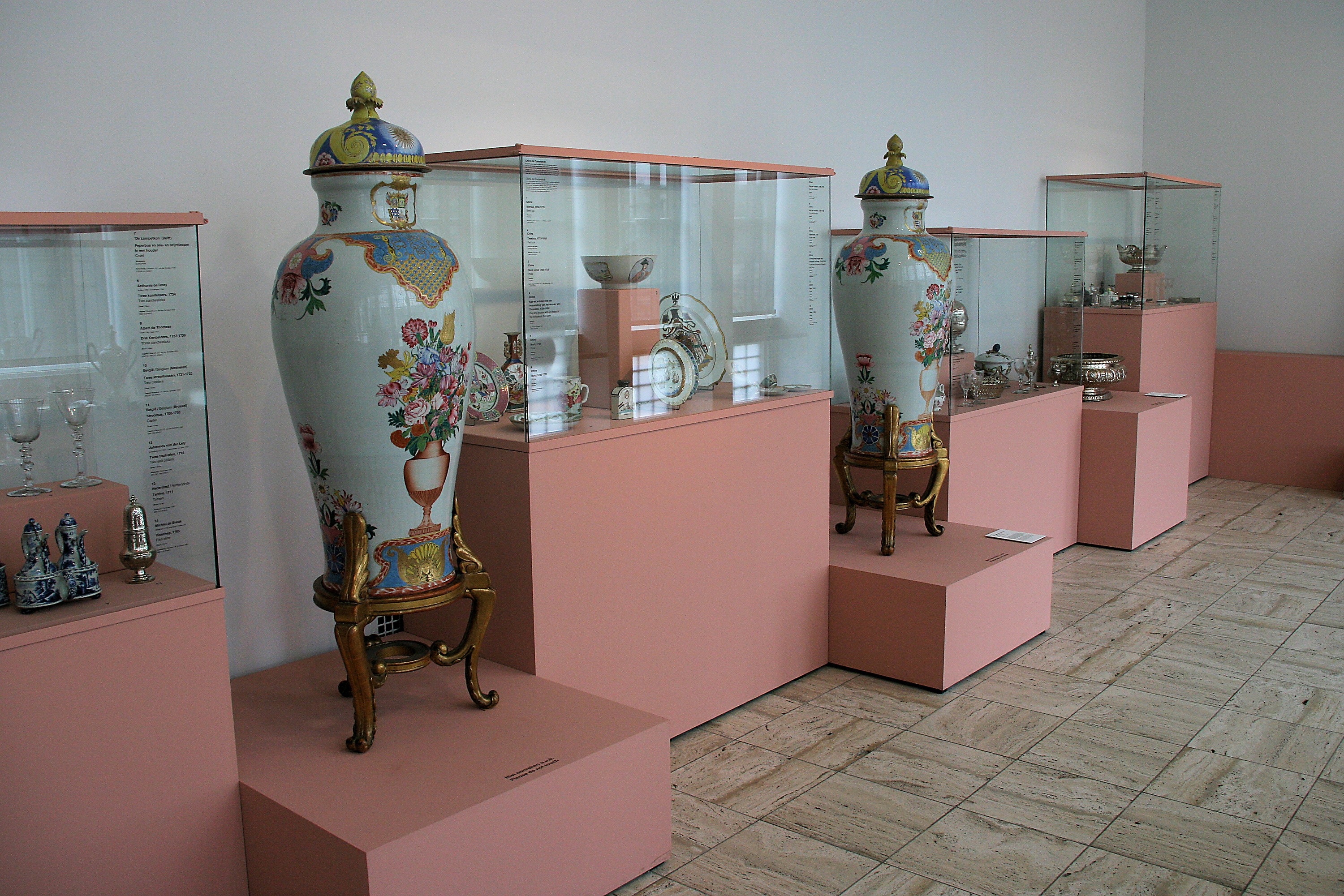
Порцеляна, кришталь, срібло
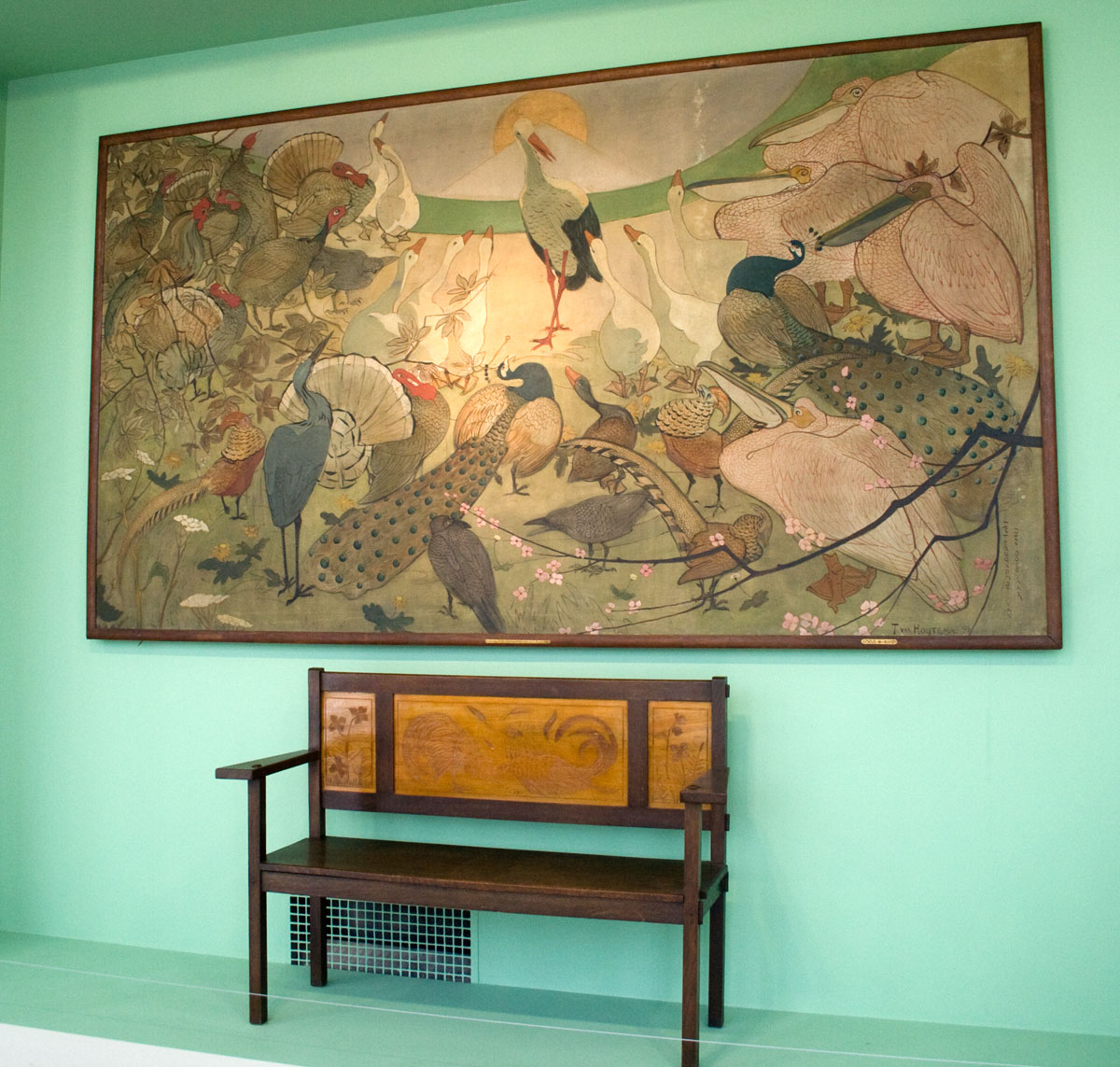
Витвори стилю модерн.

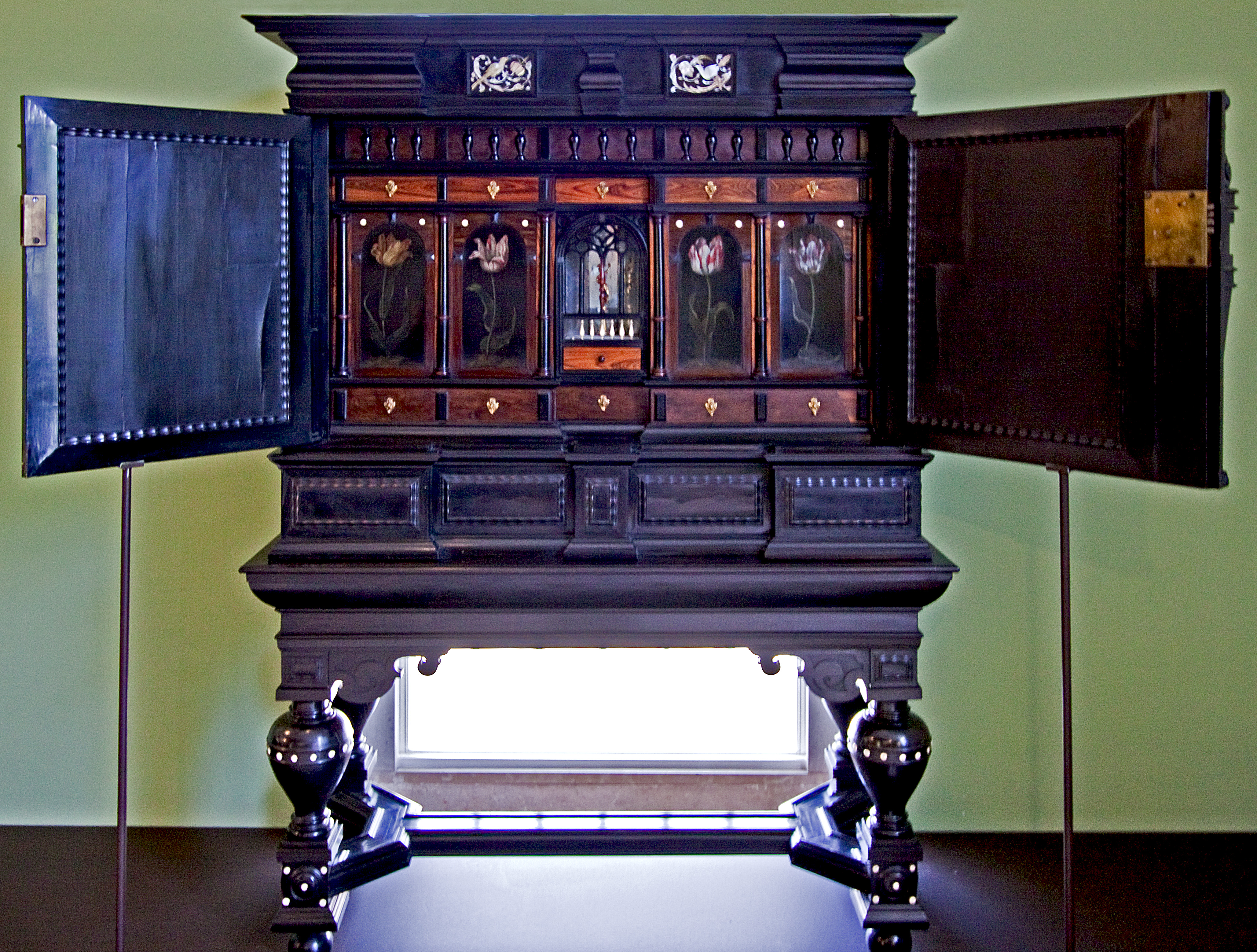
Шафа-кабінет XVII століття, бароко.
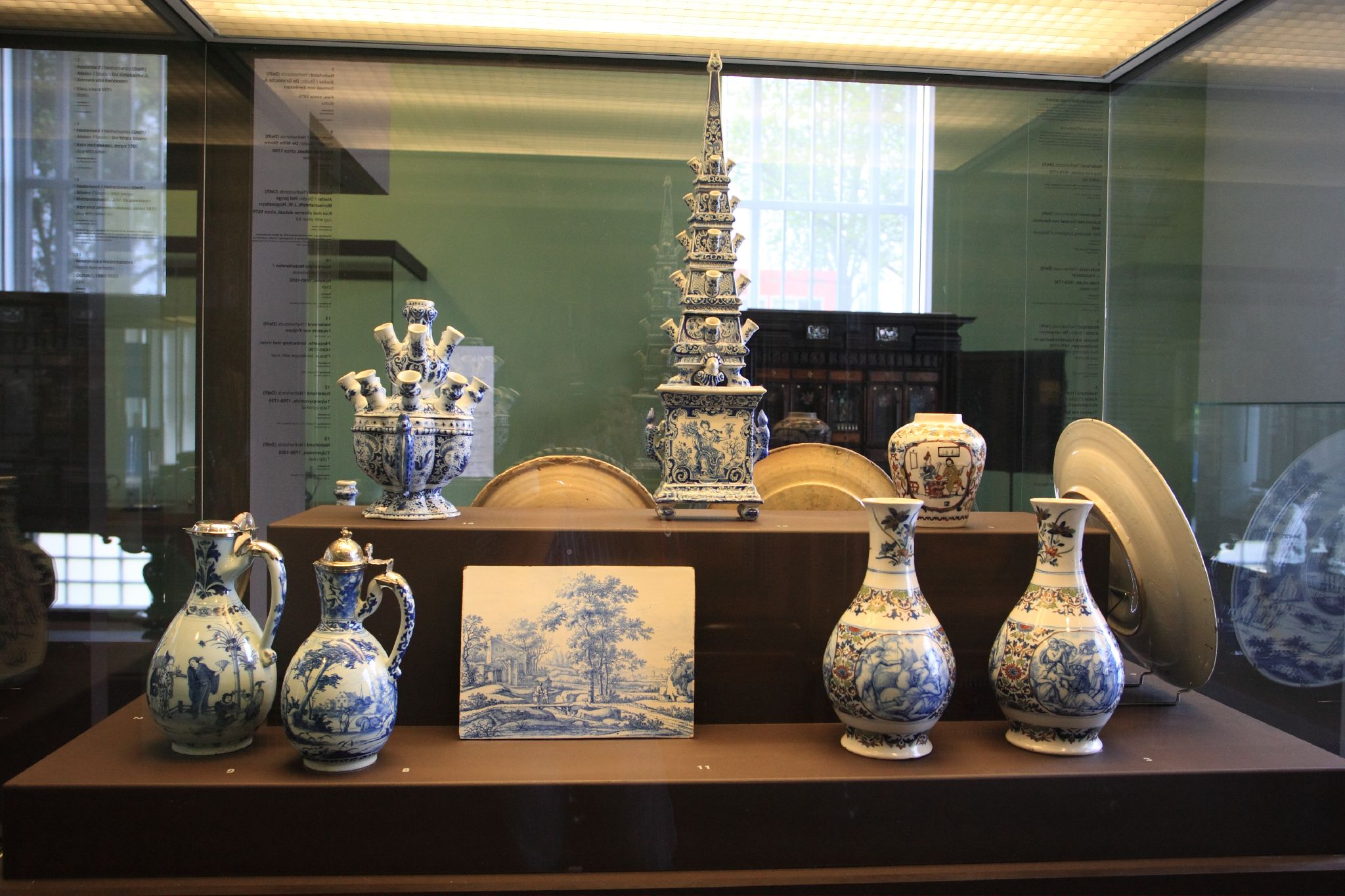
Фаянс із міста Делфт, XVII століття
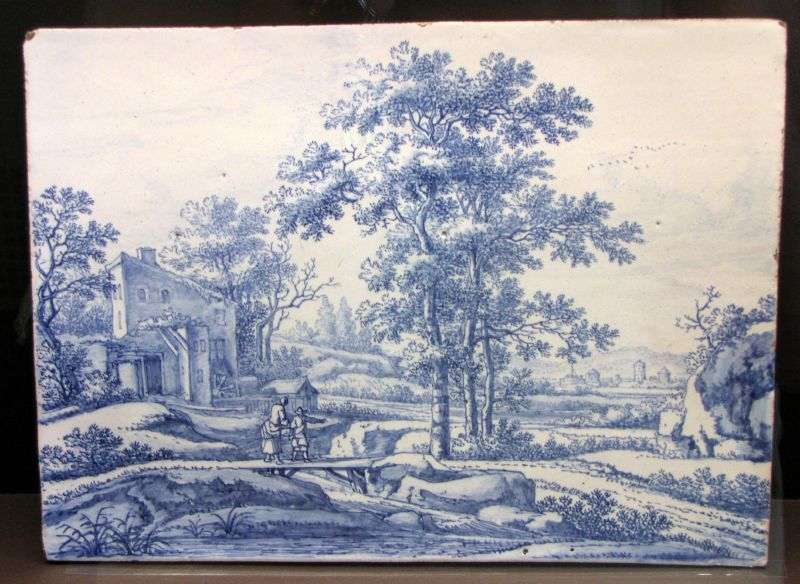
Кахля, сюжетна, безрамочна, Делфт XVII ст.
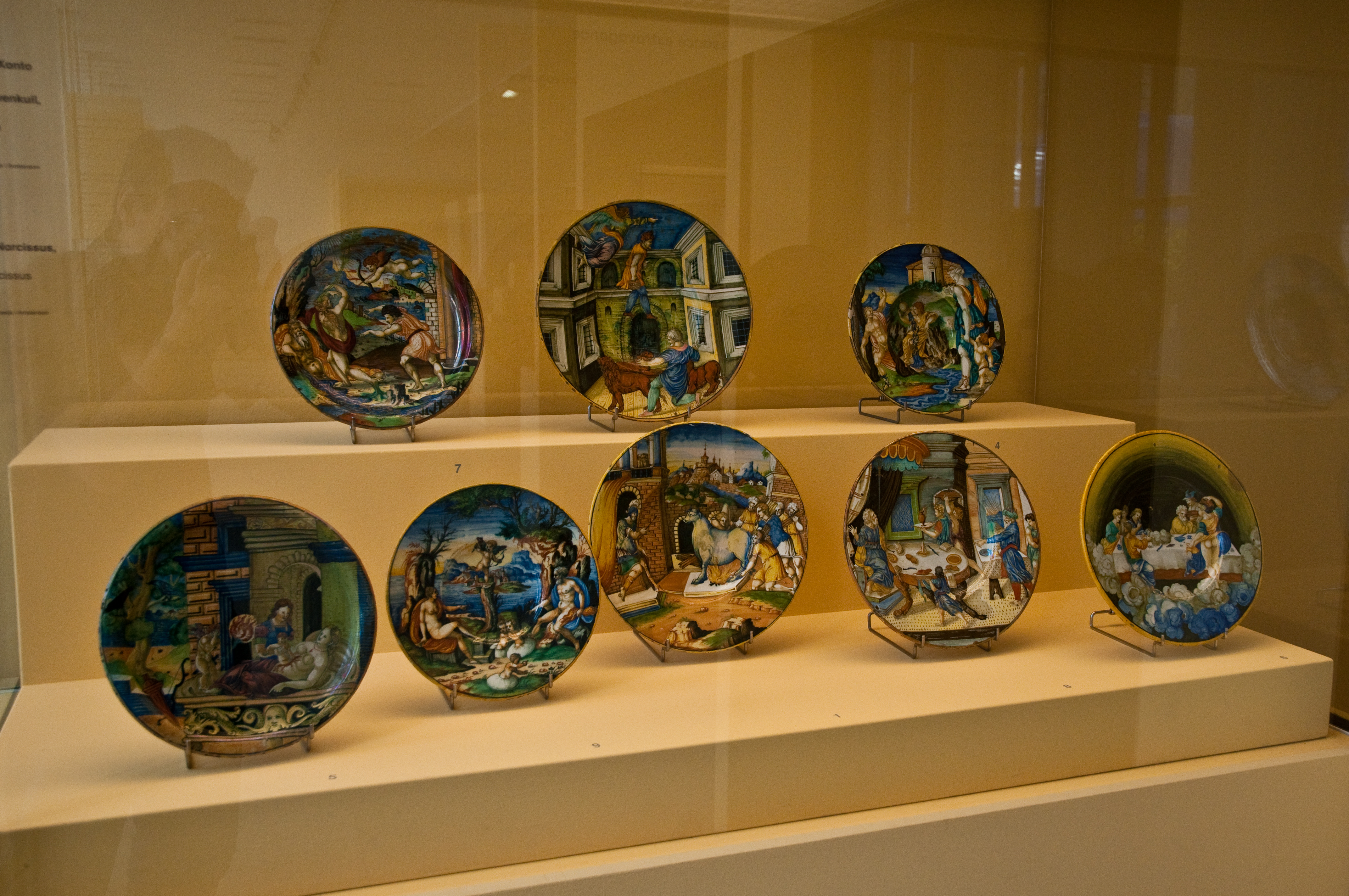
Кераміка центрів з Італії

## Портрети

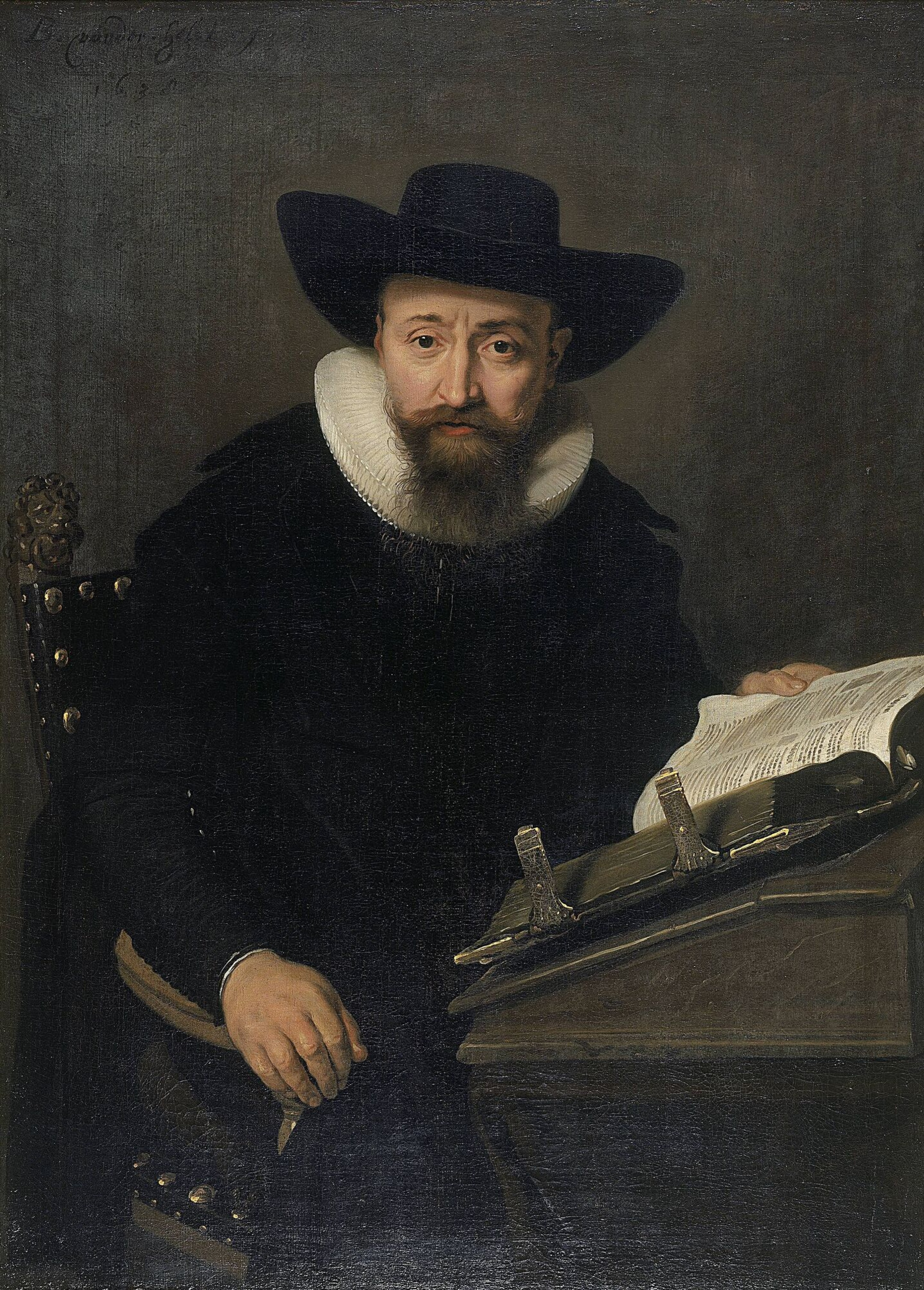
Бартоломеус ван дер Гелст. «Портрет протестантського місіонера з біблією», 1638 р. Музей Бойманс ван Бенінгена. Роттердам

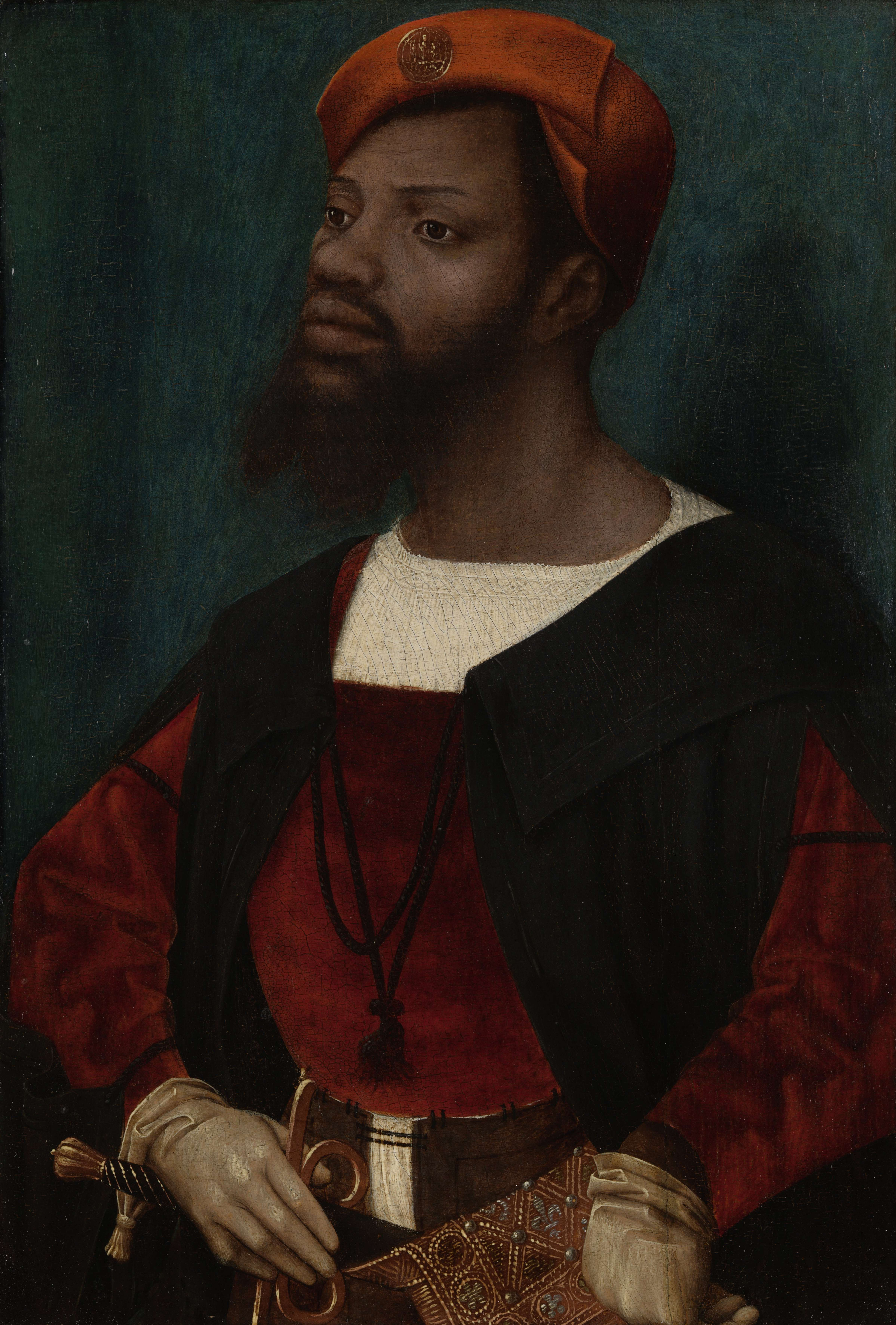
Мостарт, європейський негр.
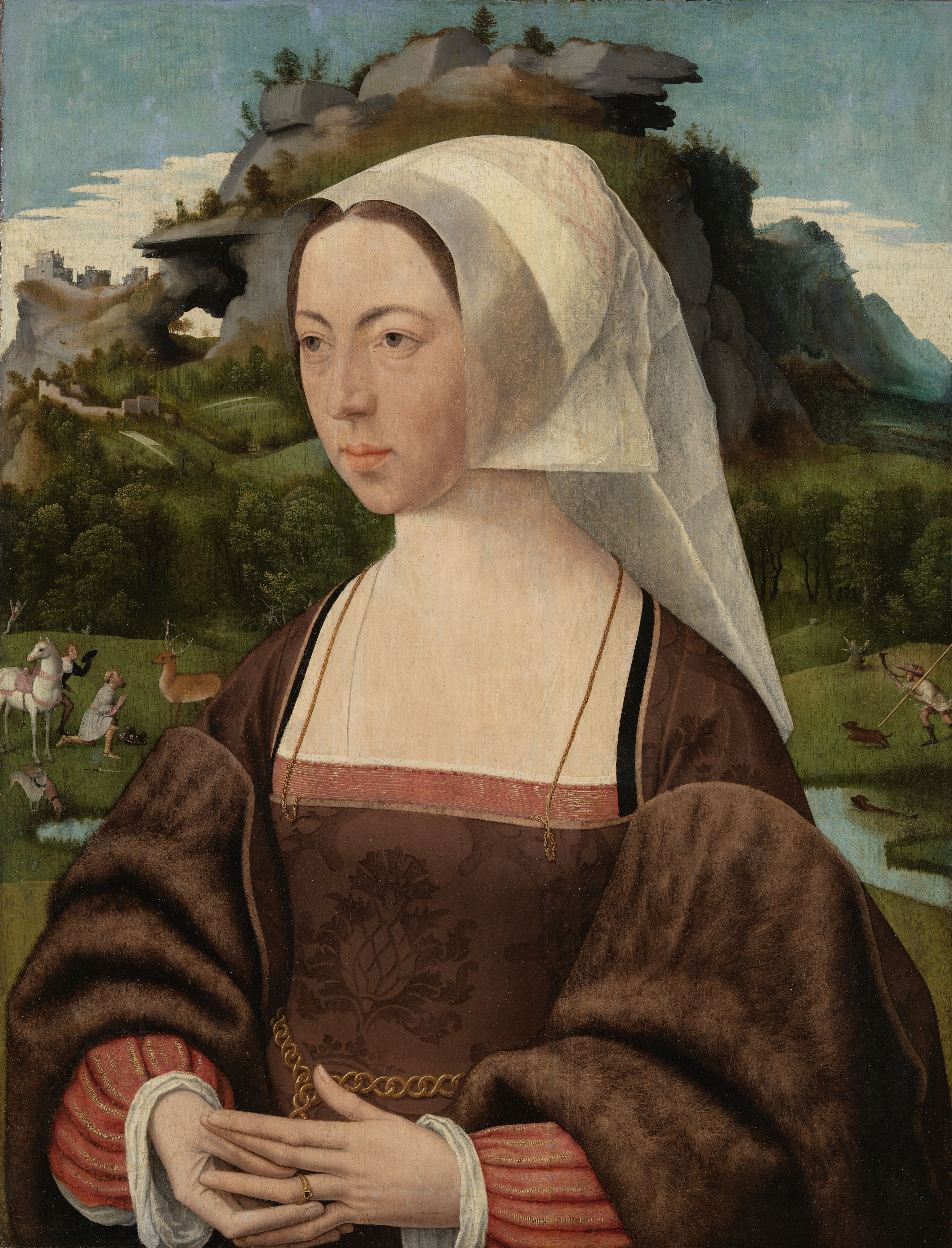
Мостарт, панна з Амстердаму.
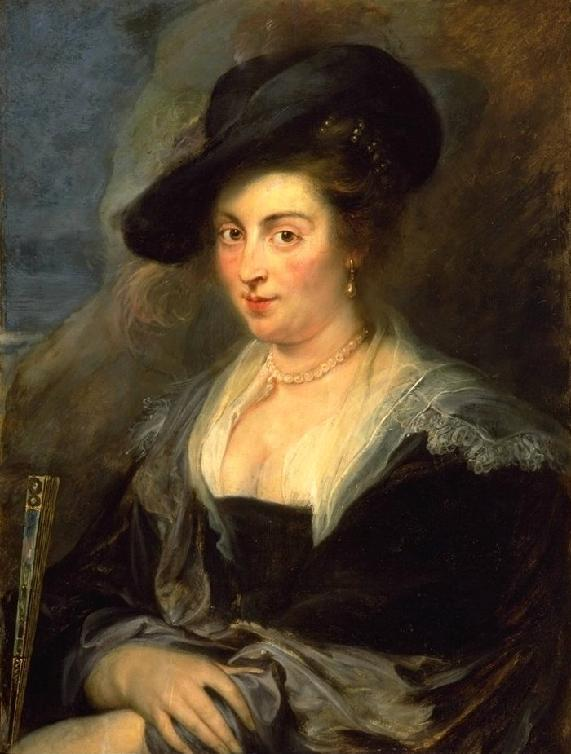
П. П. Рубенс. Жіночий портрет.
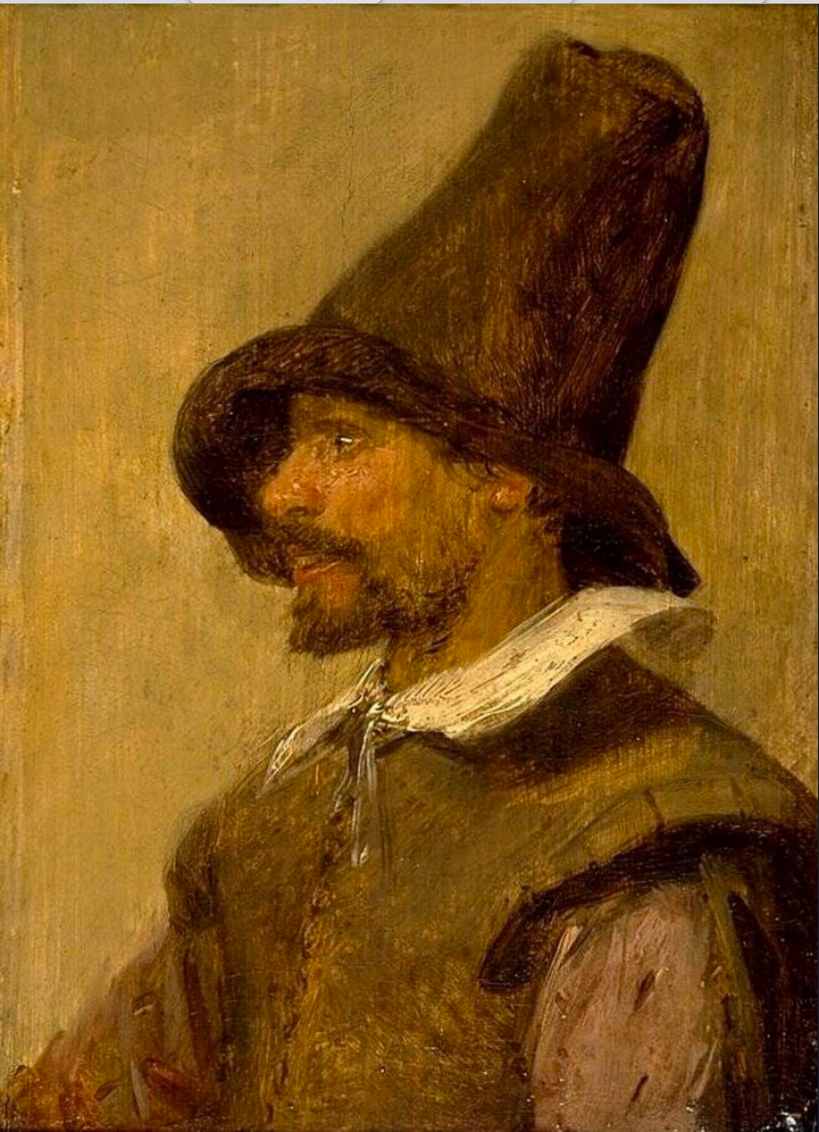
Адріан Брауер. Невідомий у високому капелюху.

## Портрети художників в гравюрі

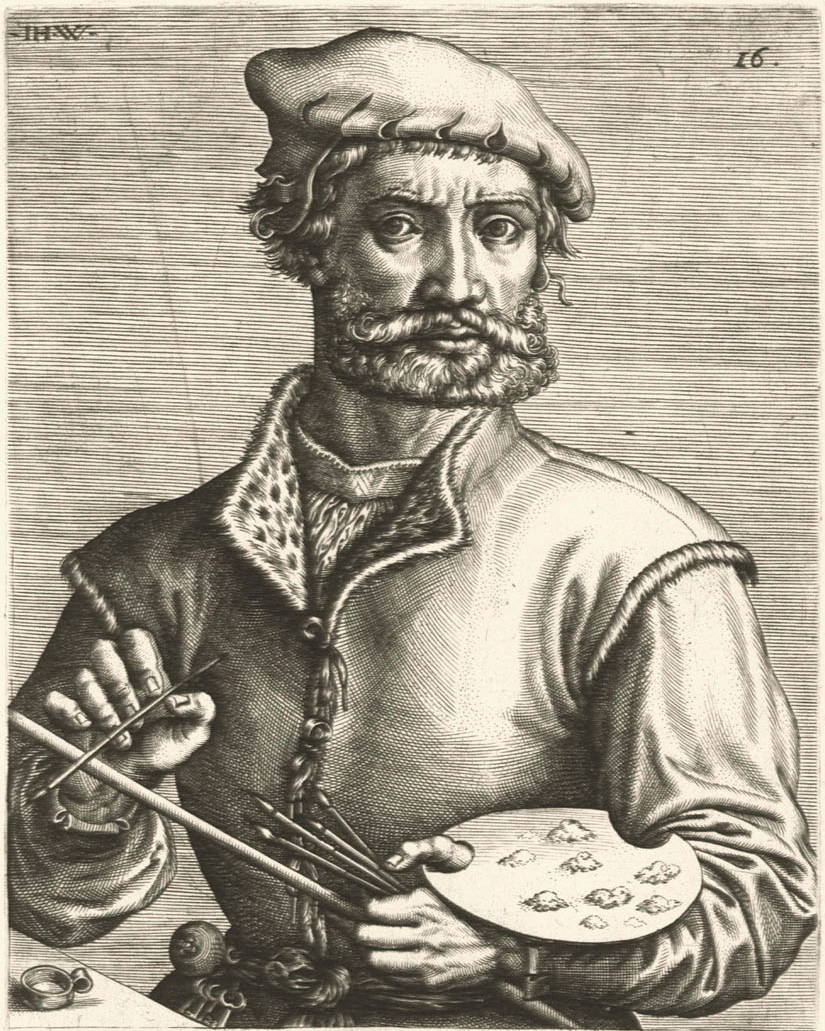
Пітер Кук ван Альст
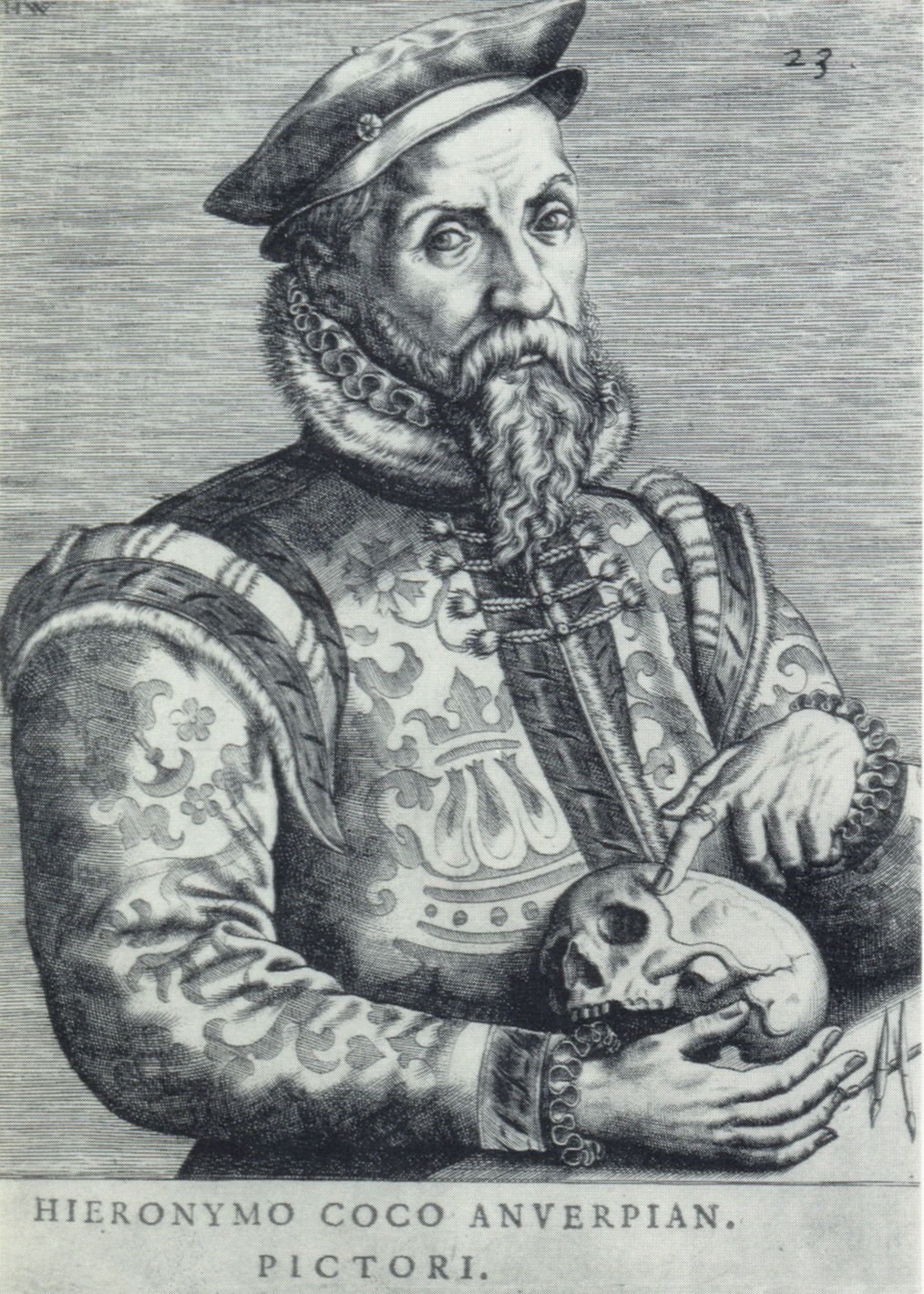
Ієронімус Кок.
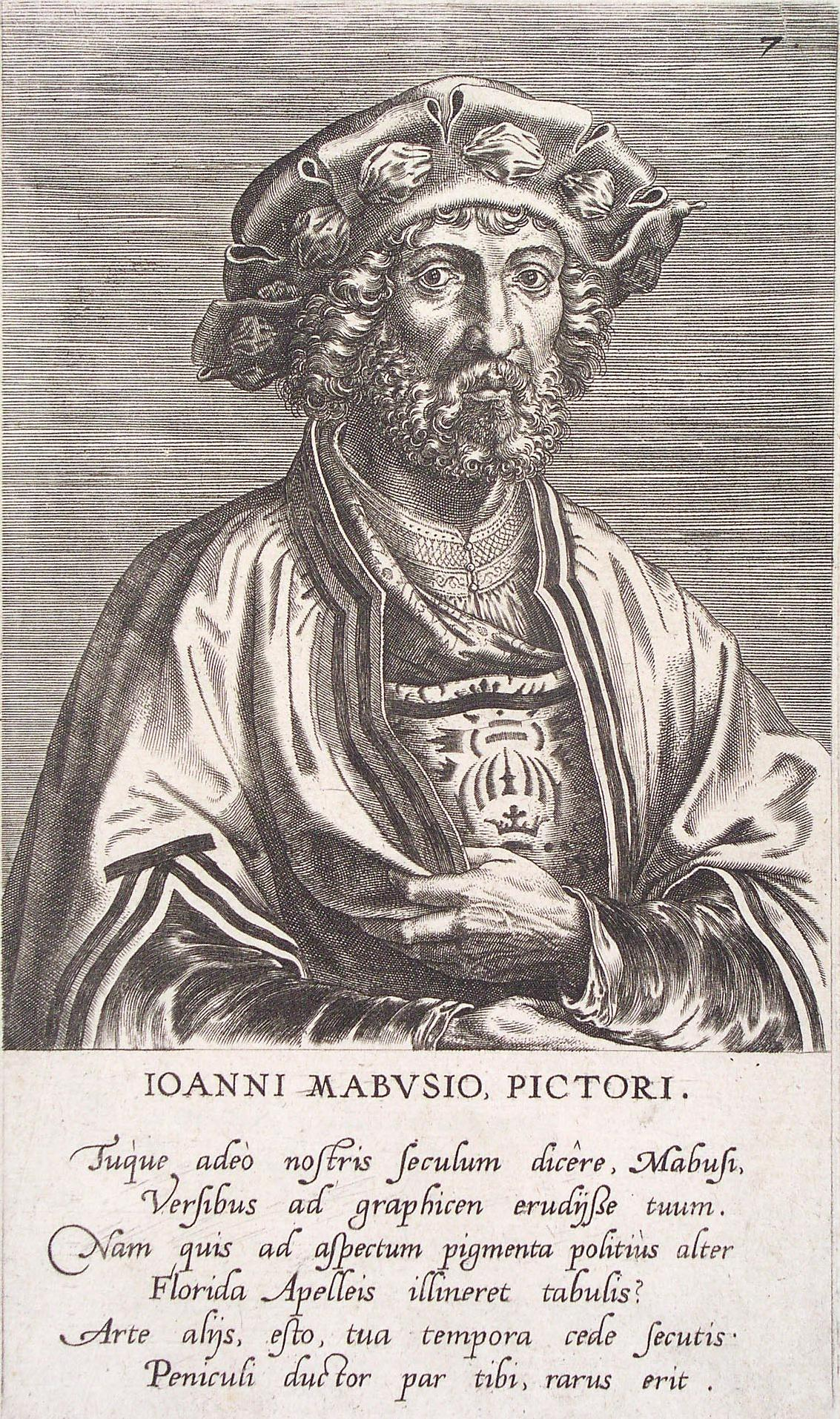
Мабюз, або Ян Госсарт.
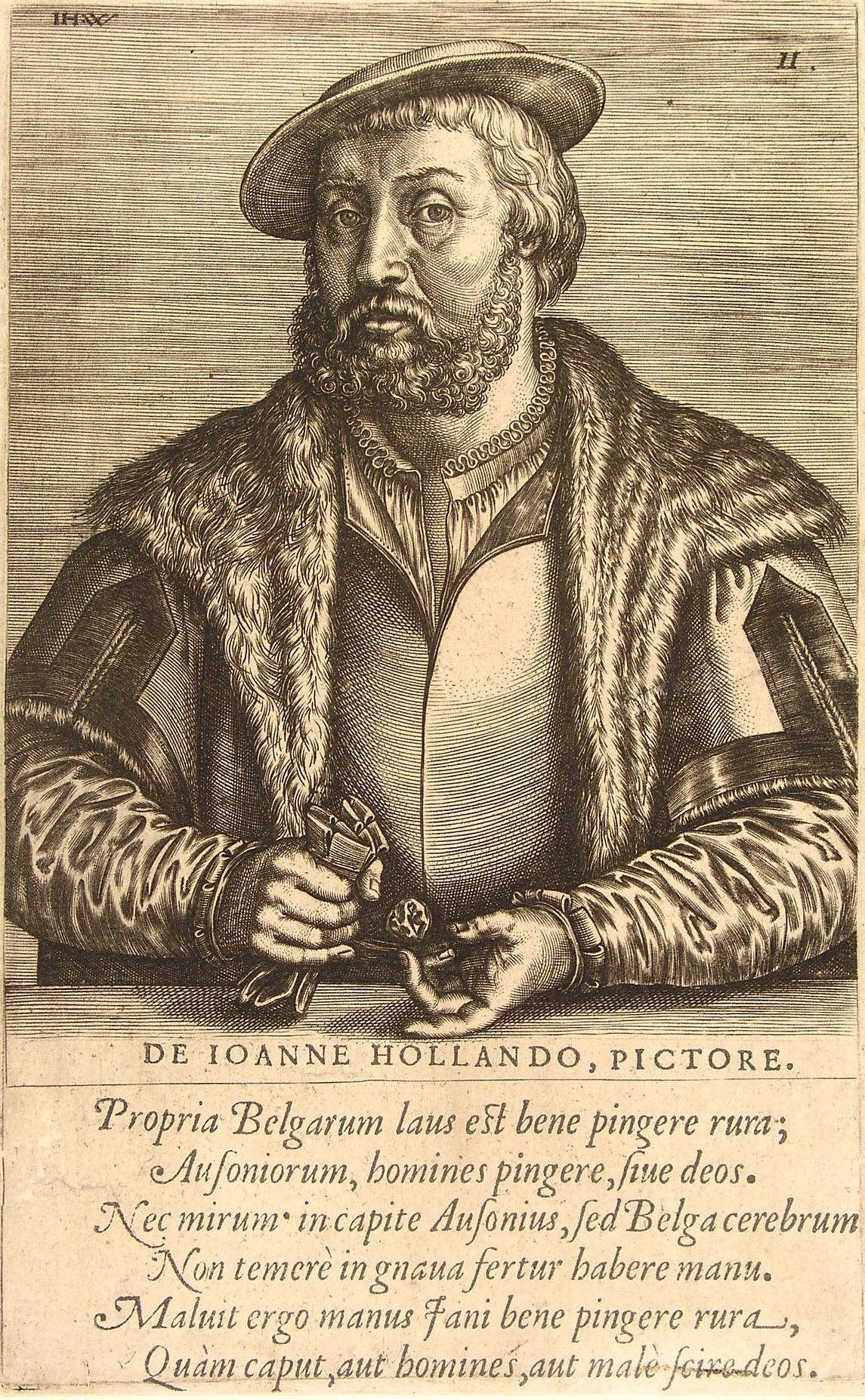
Ян Голландер

## Відділ малюнків і гравюр

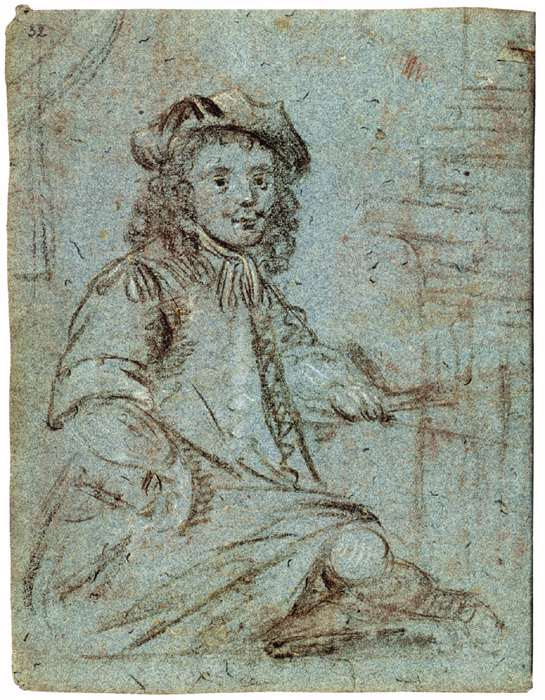
Худ. Хенрік Корнеліс, портрет, XVII ст.
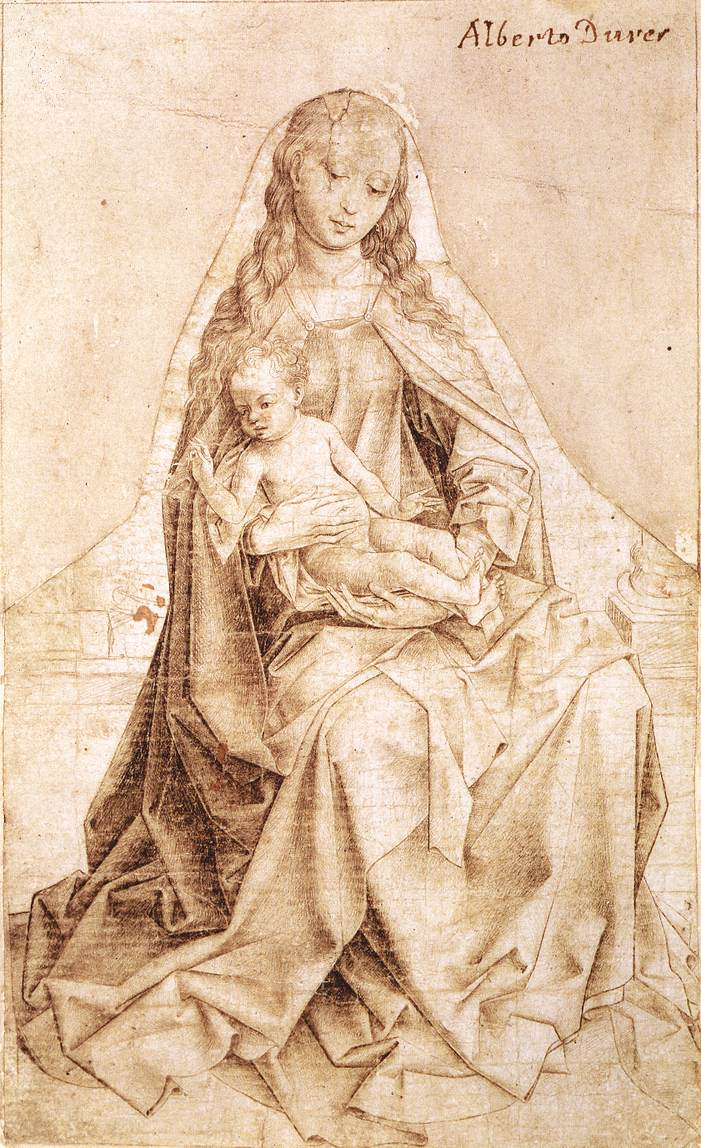
Учень або послідовник Рогіра ван дер Вейдена. Мадонна з немовлям, 1455 р.
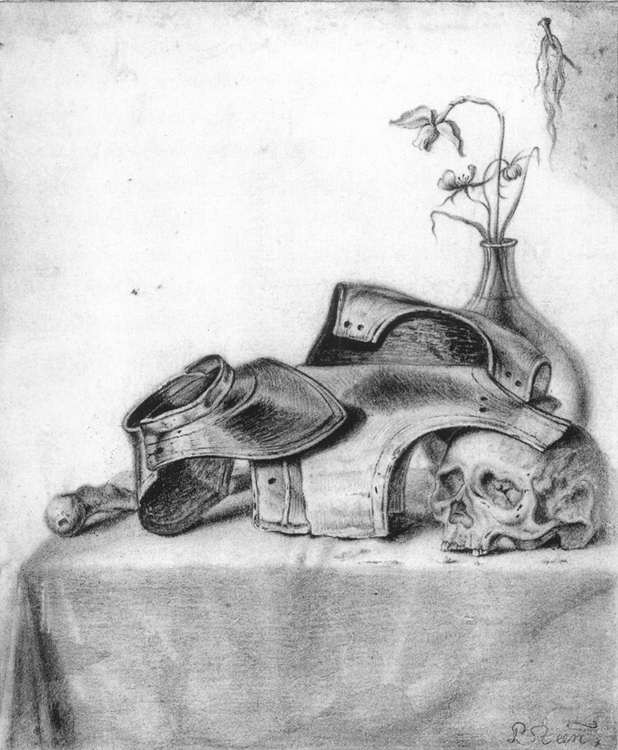
Пітер Стенвейк, малюнок до натюрморту «Марнота марнот», 1640 р.
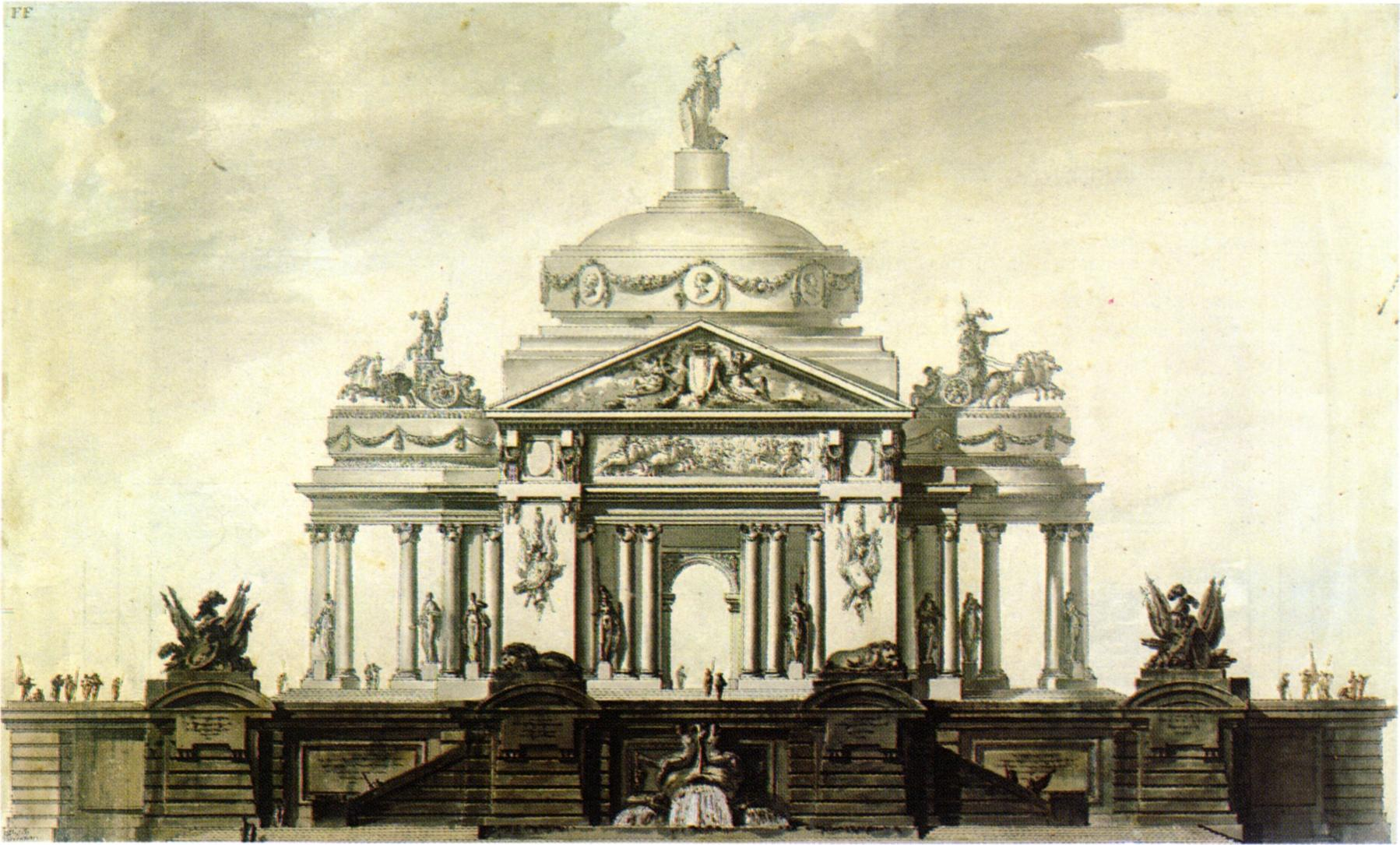
Жан-Шарль Делафос. Проект Монумента, 1768 рік

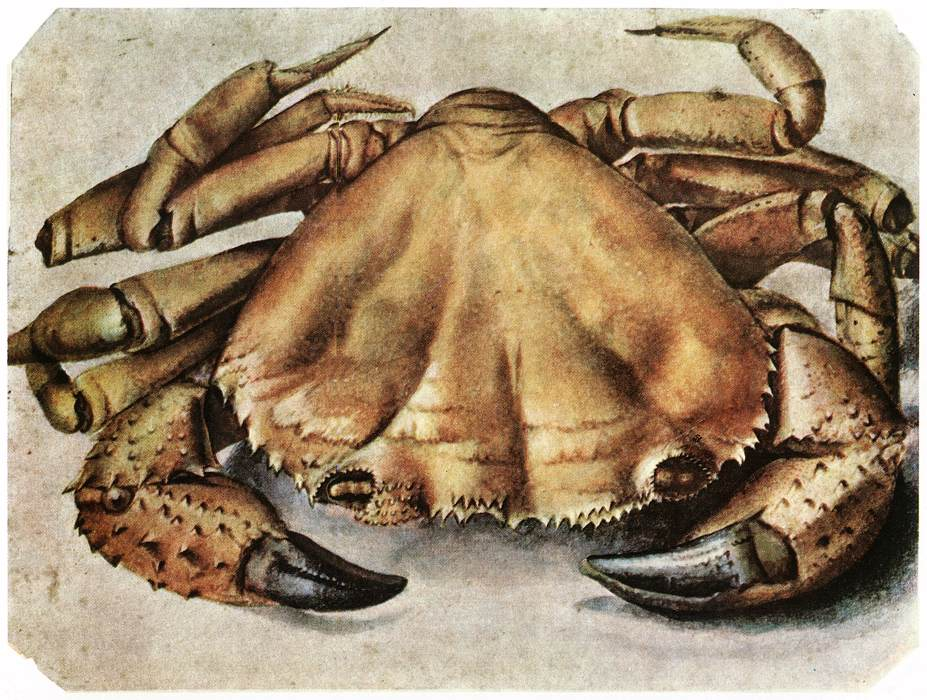
Дюрер. Краб, 1495 рік.
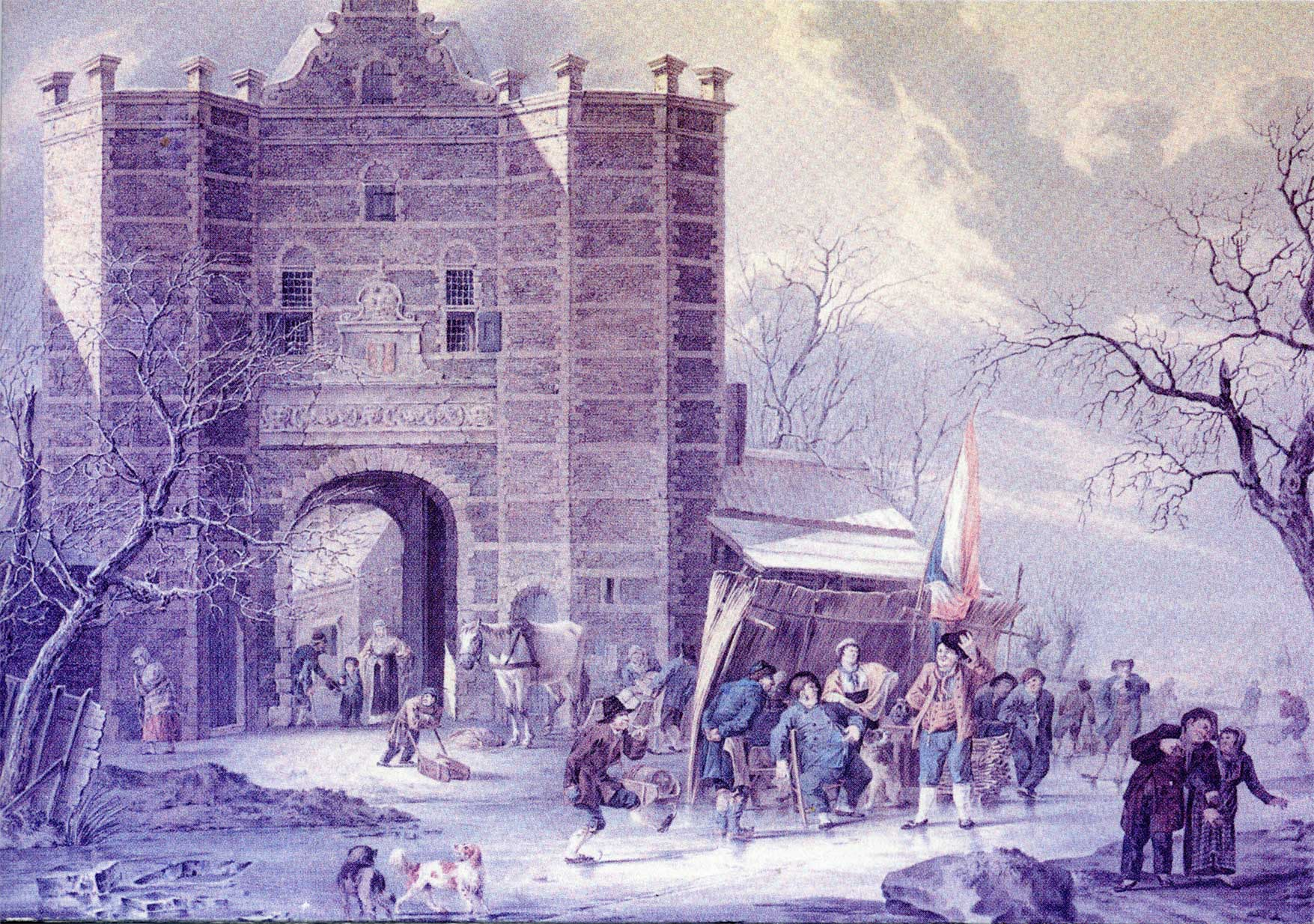
Бурштег. Зимові забави, 1830 р.
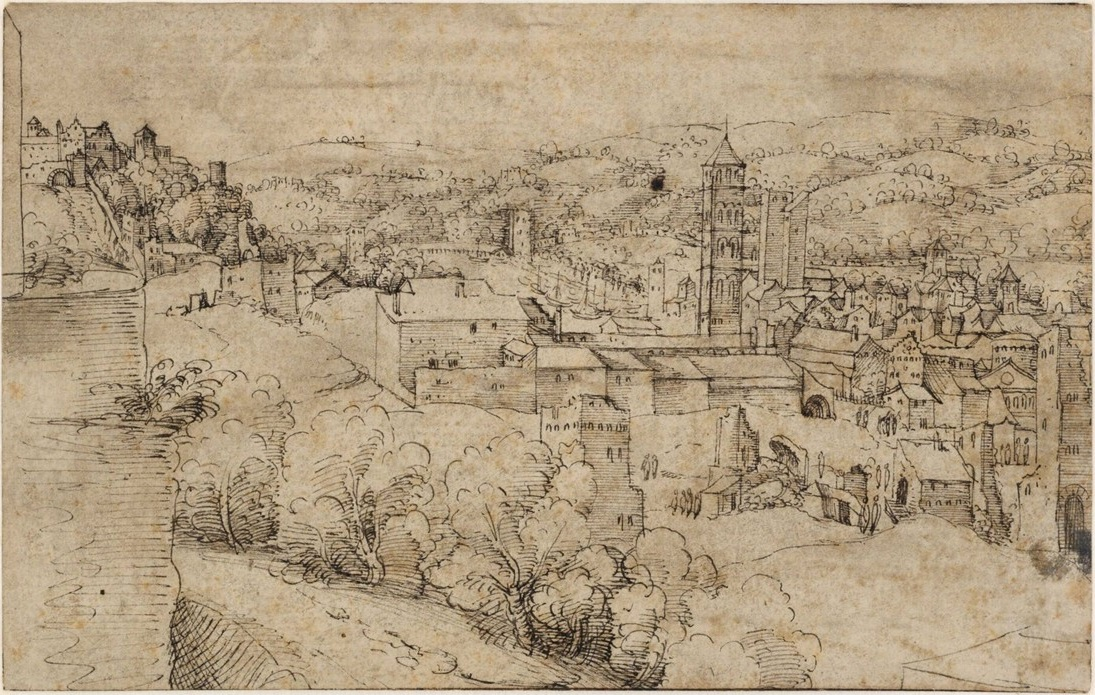
Ян ван Скорель, малюнок 16 ст.
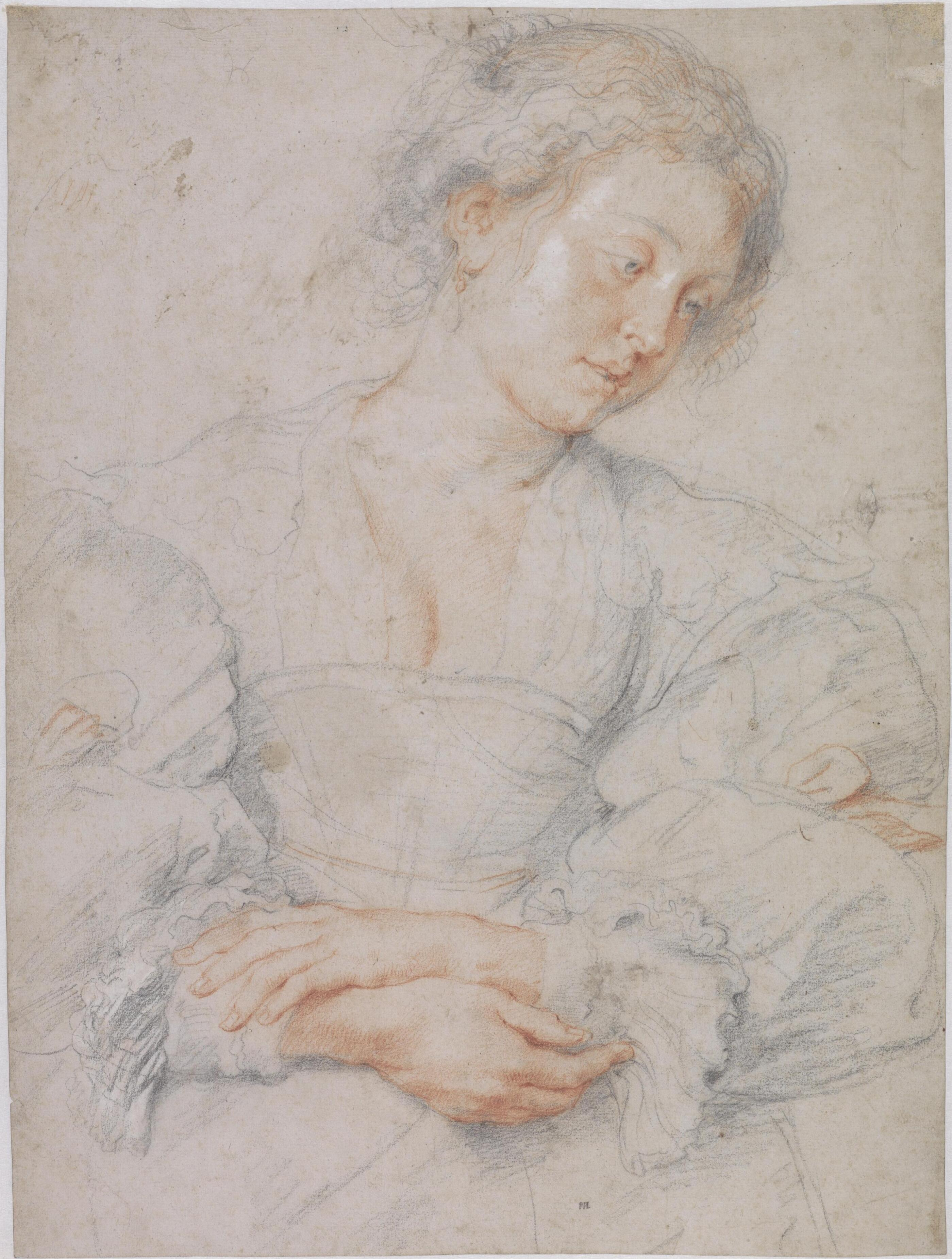
П. П. Рубенс, молода жінка. 1636 рік.

## Колекція скульптур

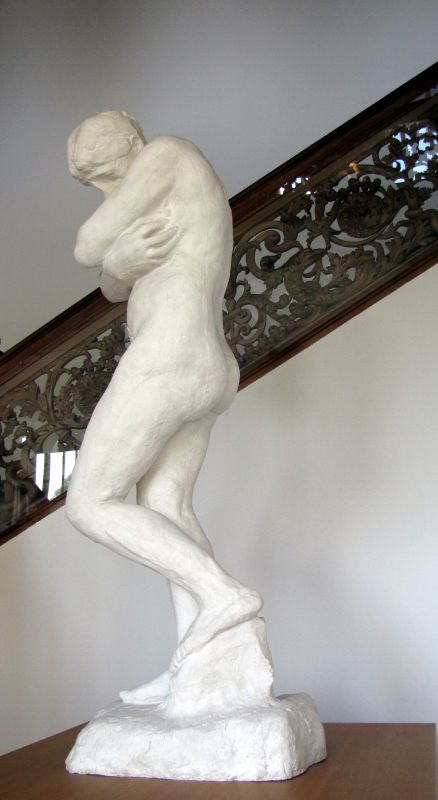
Роден. Єва зі сцени «Вигнання з раю».
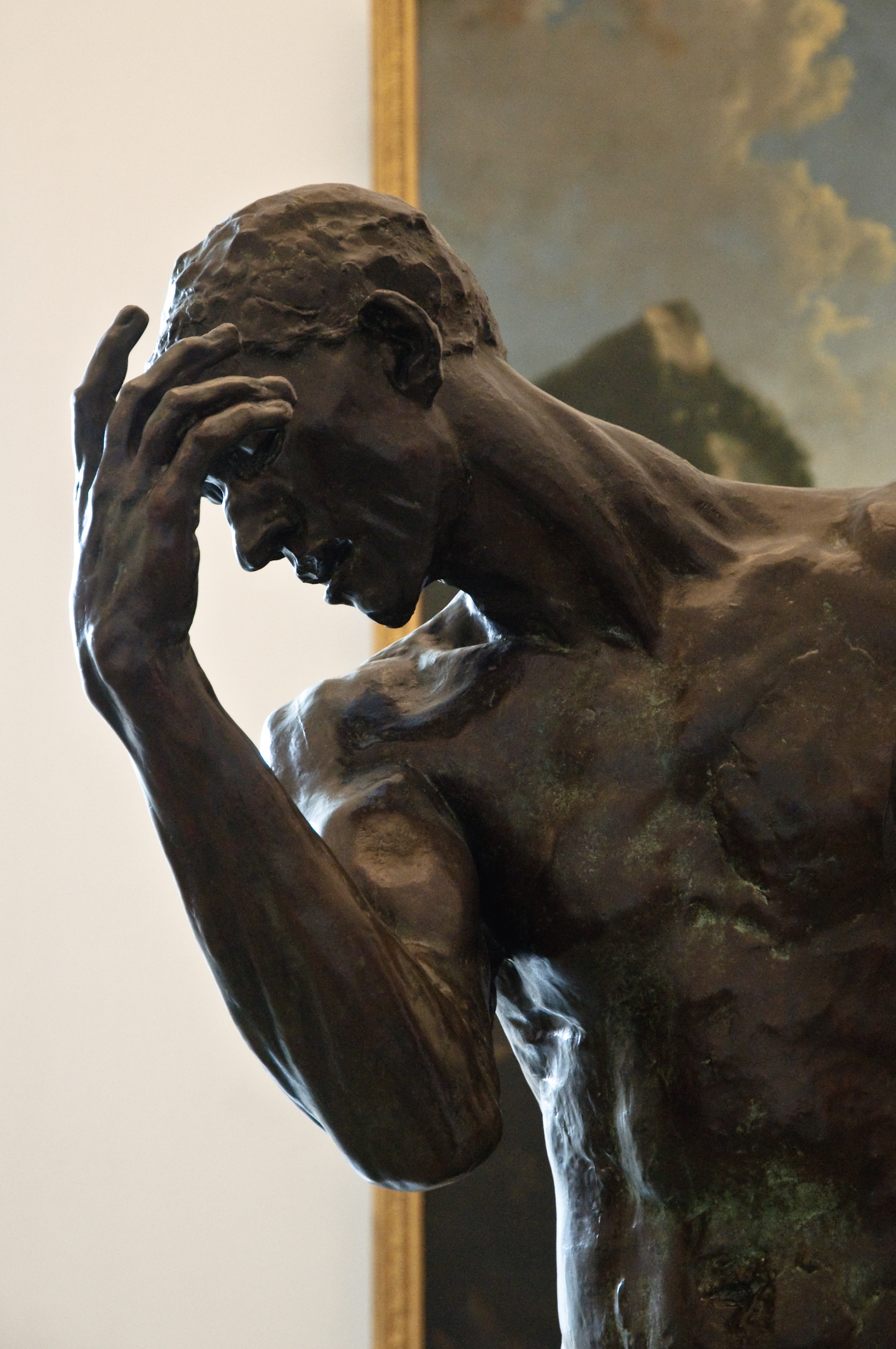
Роден. Фігура з групи «Громадяни міста Кале»
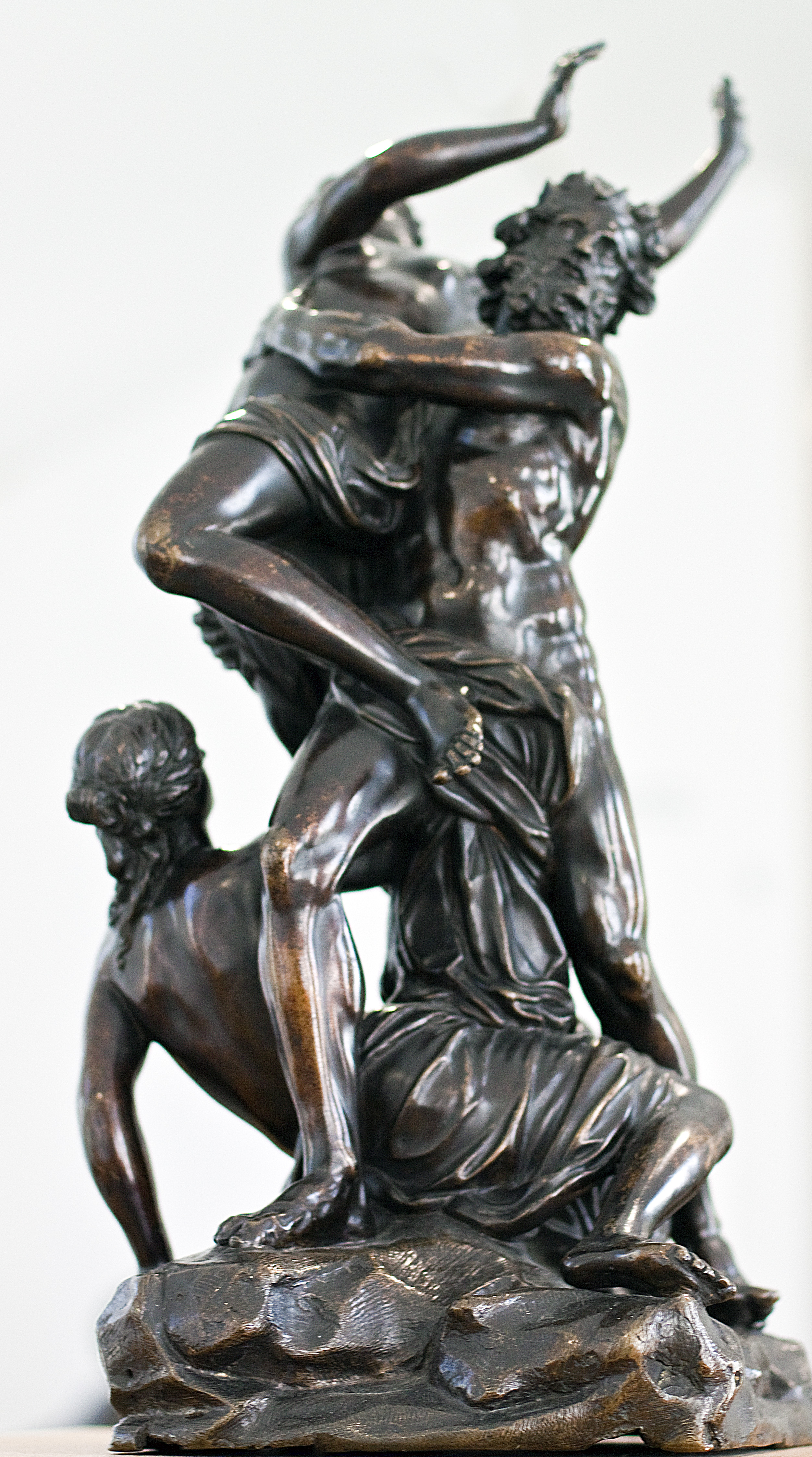
Викрадення Прозерпіни, 1700 рік, бароко.

## Гравюри старих майстів

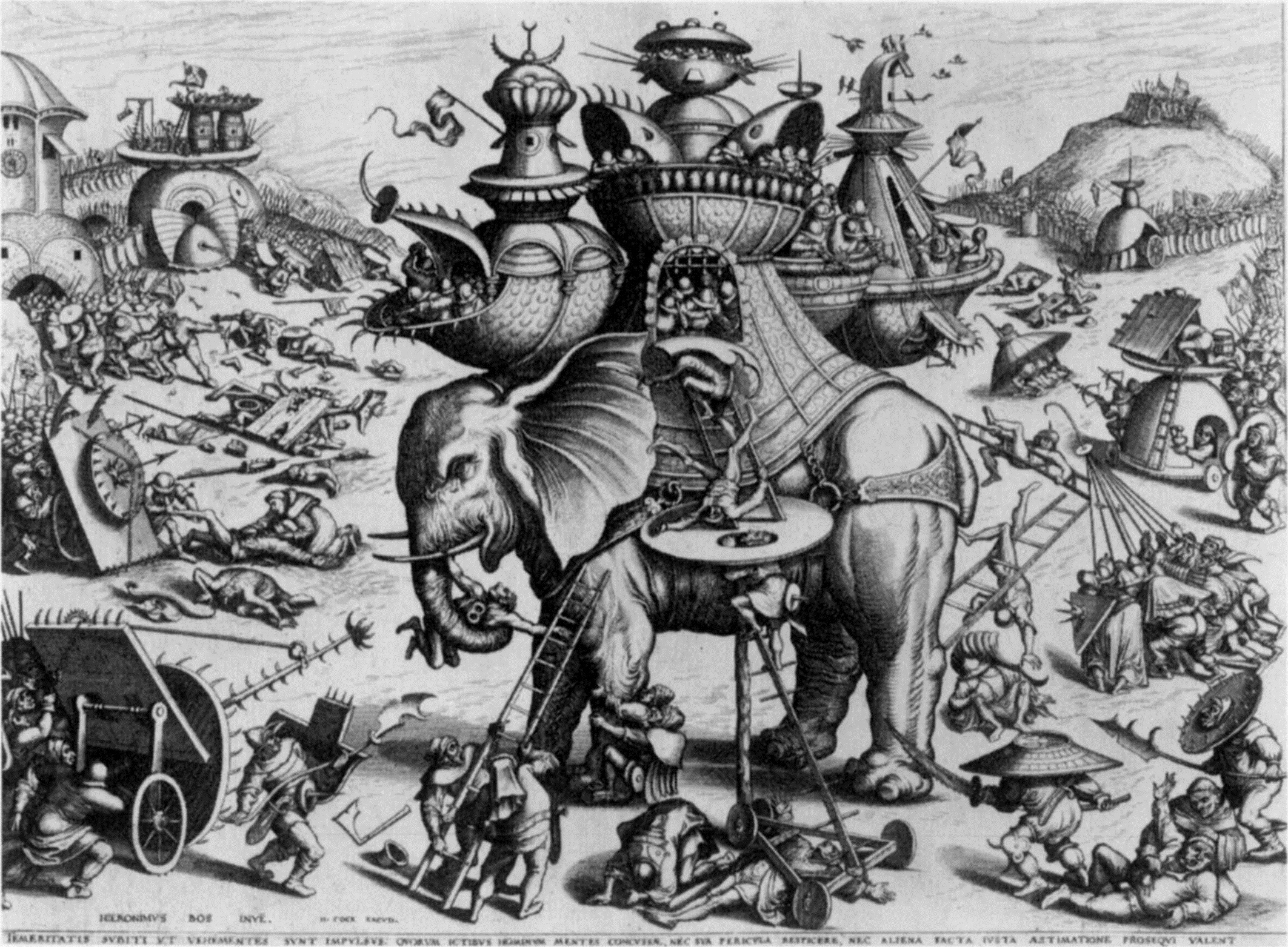
За малюнком Алерта дю Хемела. «Бойовий слон», 1550 р.
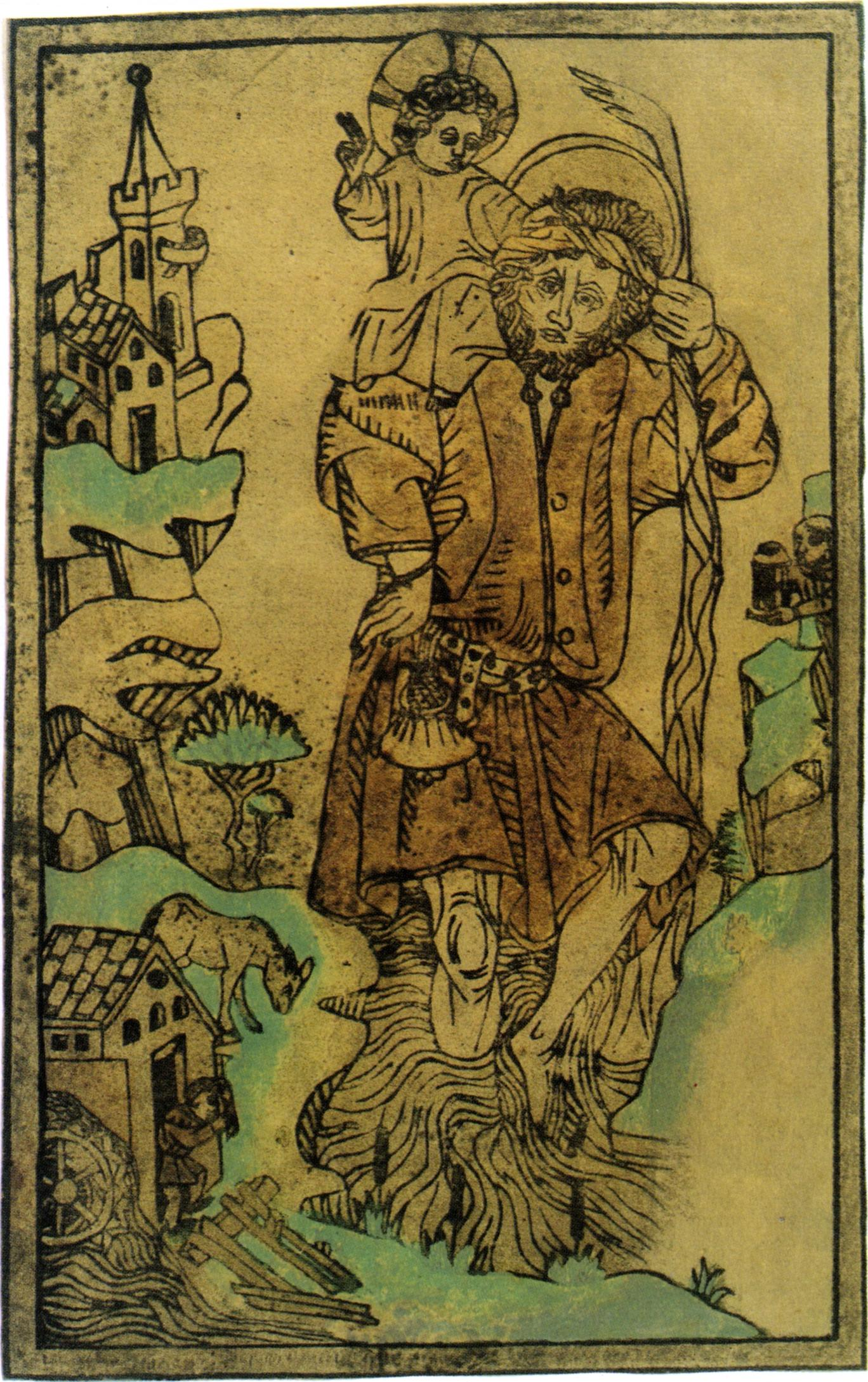
Німецька гравюра 1470 р. «Св. Христофор несе Христа».
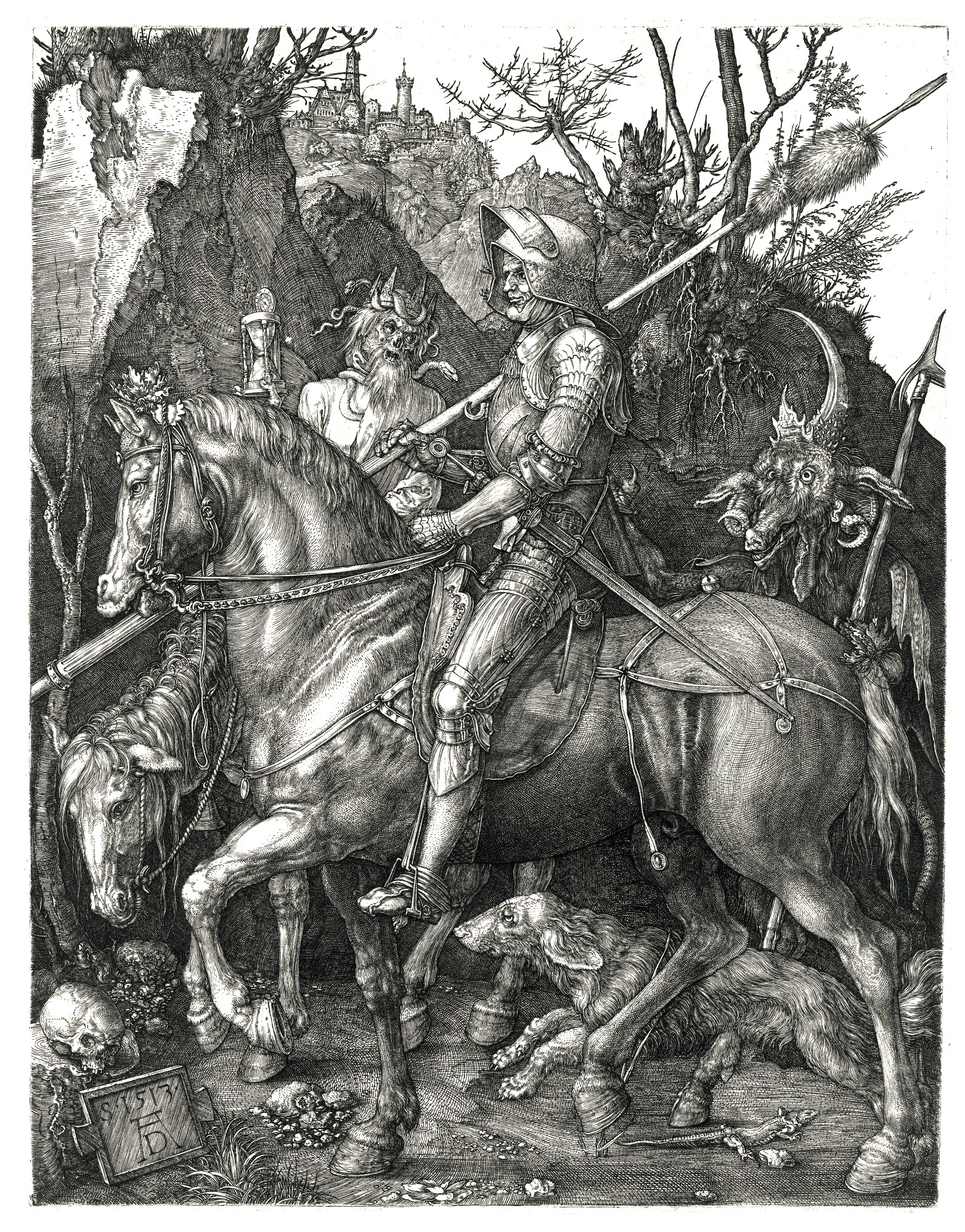
Дюрер. «Лицар, Диявол та Смерть», 1513 рік.

## Гравюри Луки  Лейденського

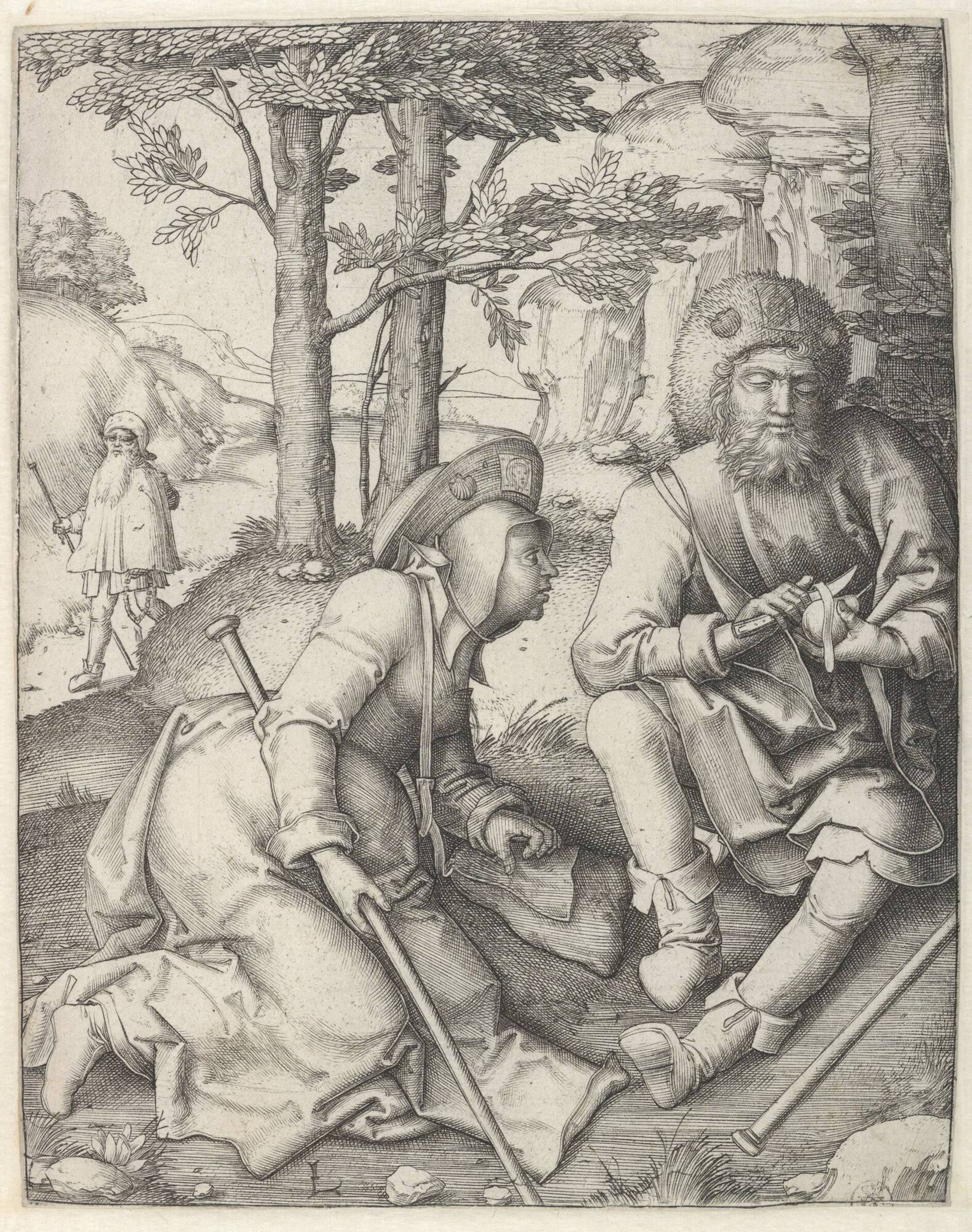
Лука Лейденський. «Відпочинок пілігримів», XVI ст.
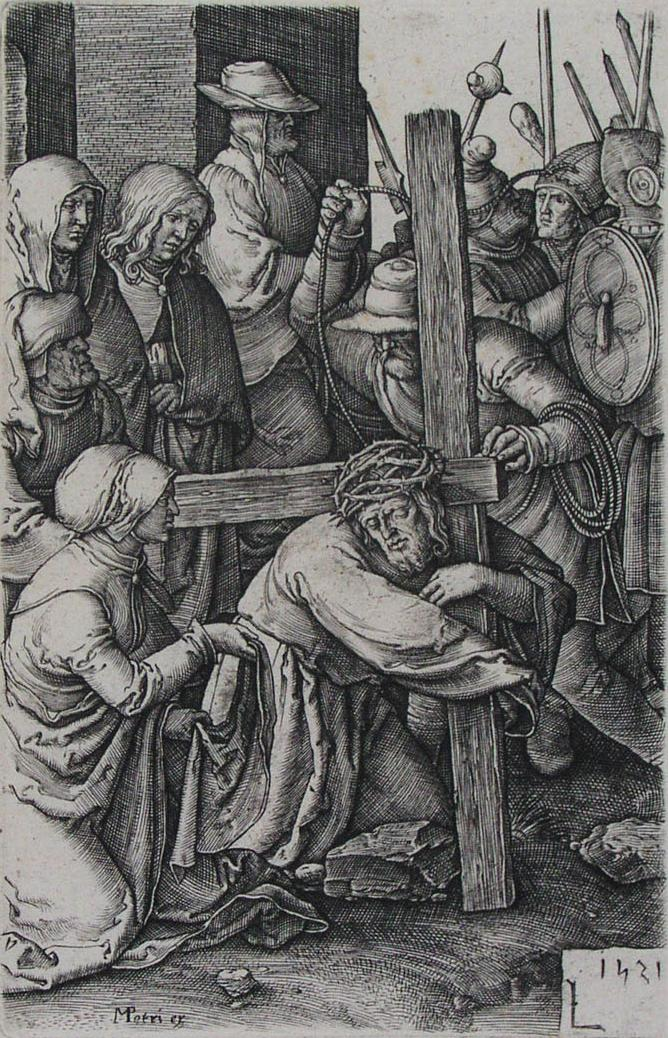
«Шлях на Голгофу» (серія «Великі страсті»)
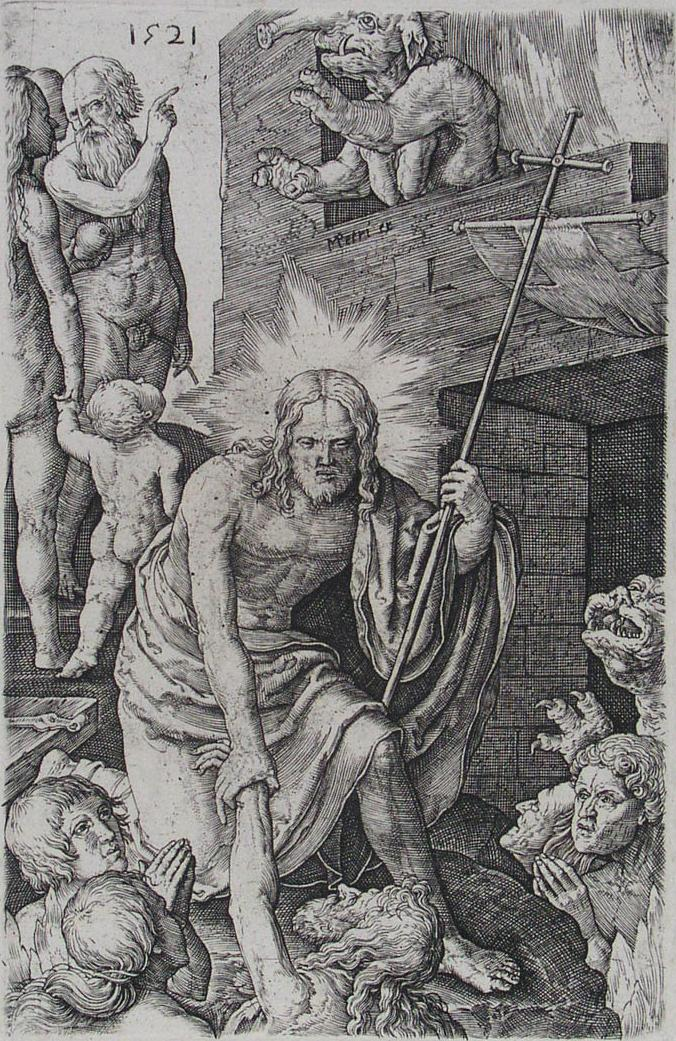
«Зшестя Христа в безодню»
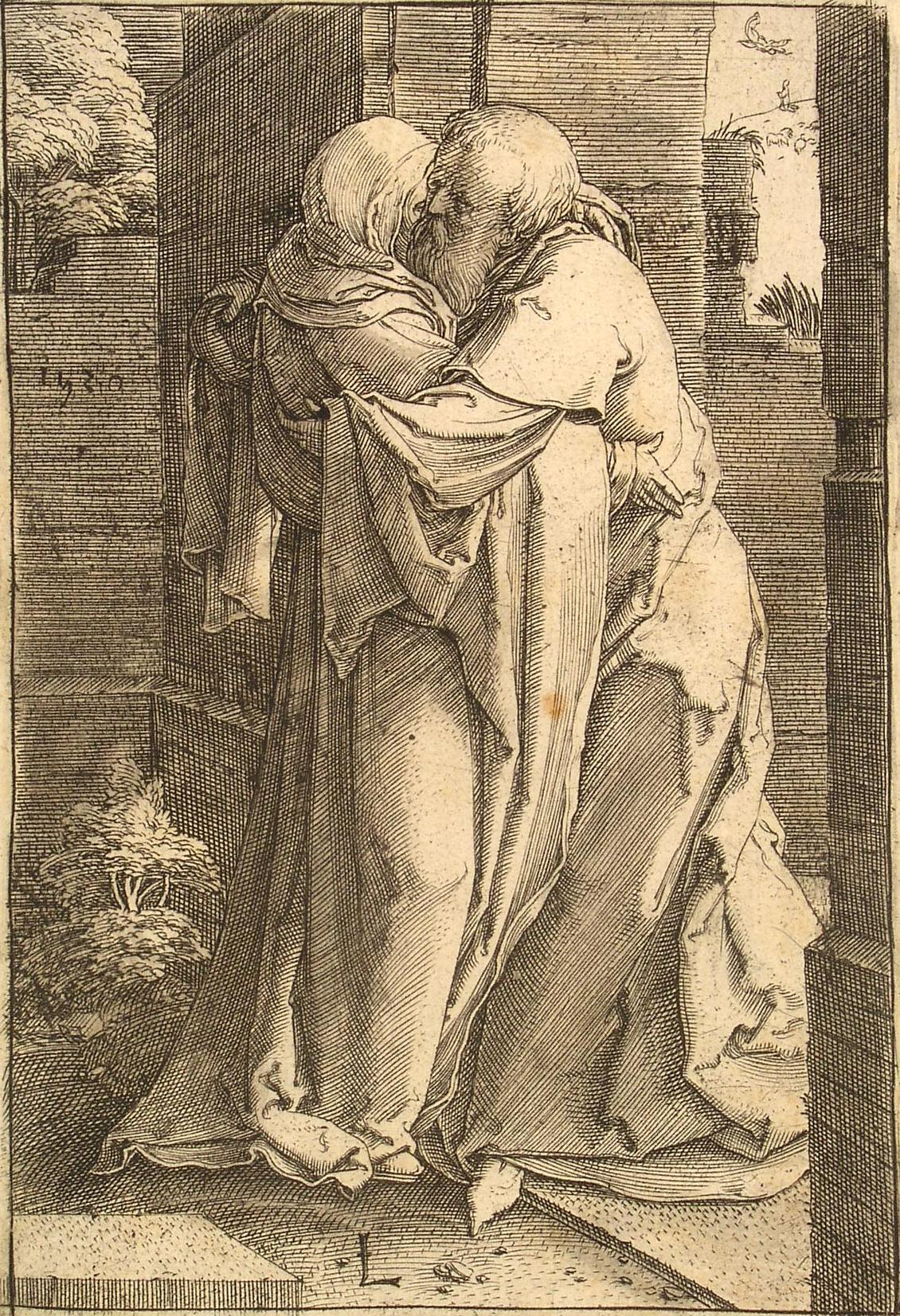
«Йоахим і Анна»

## Майстри західноєвропейської графіки XIX—XX ст.

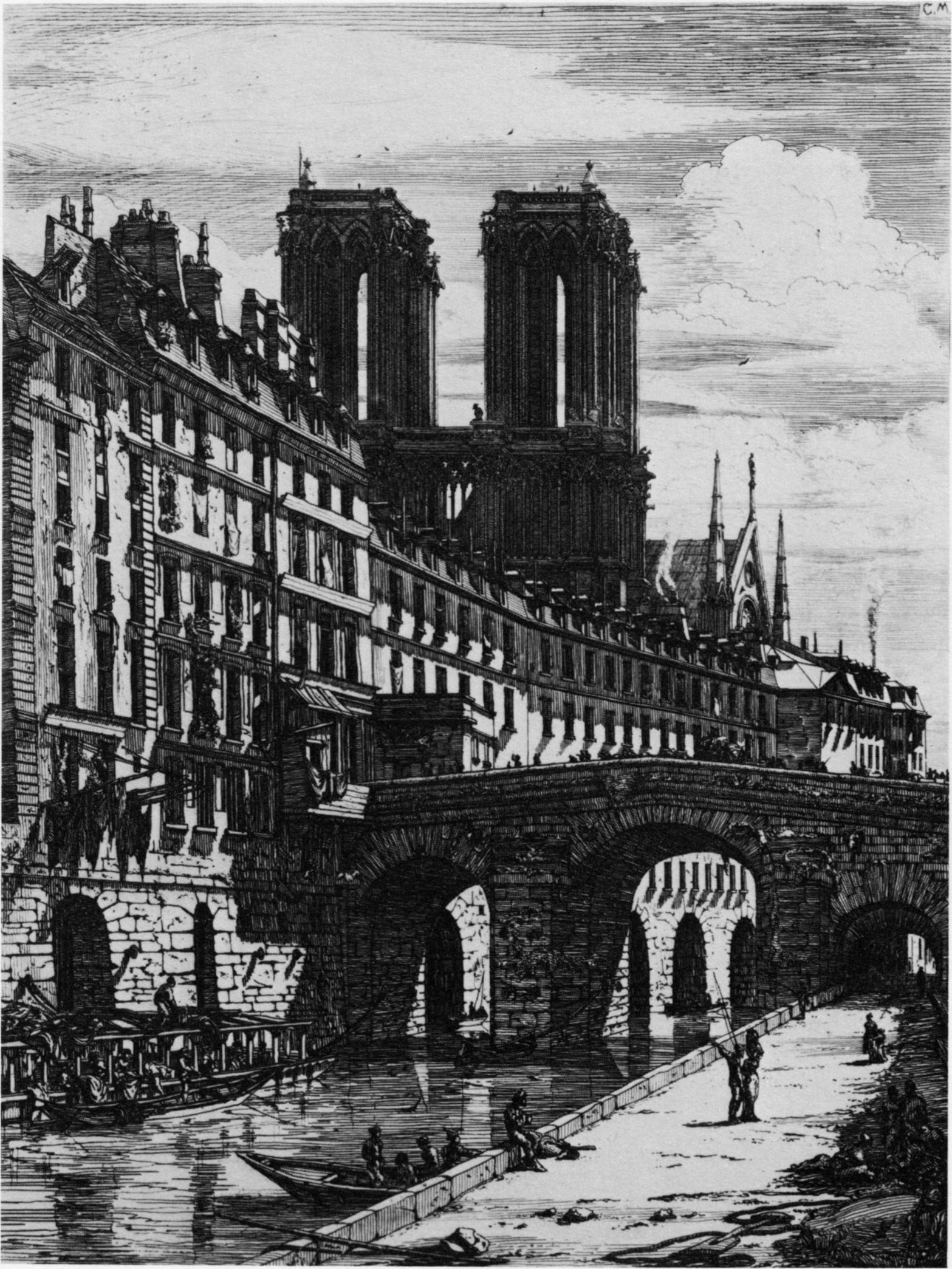
Шарль Меріон, «Париж. Малий міст», офорт 1850 р.

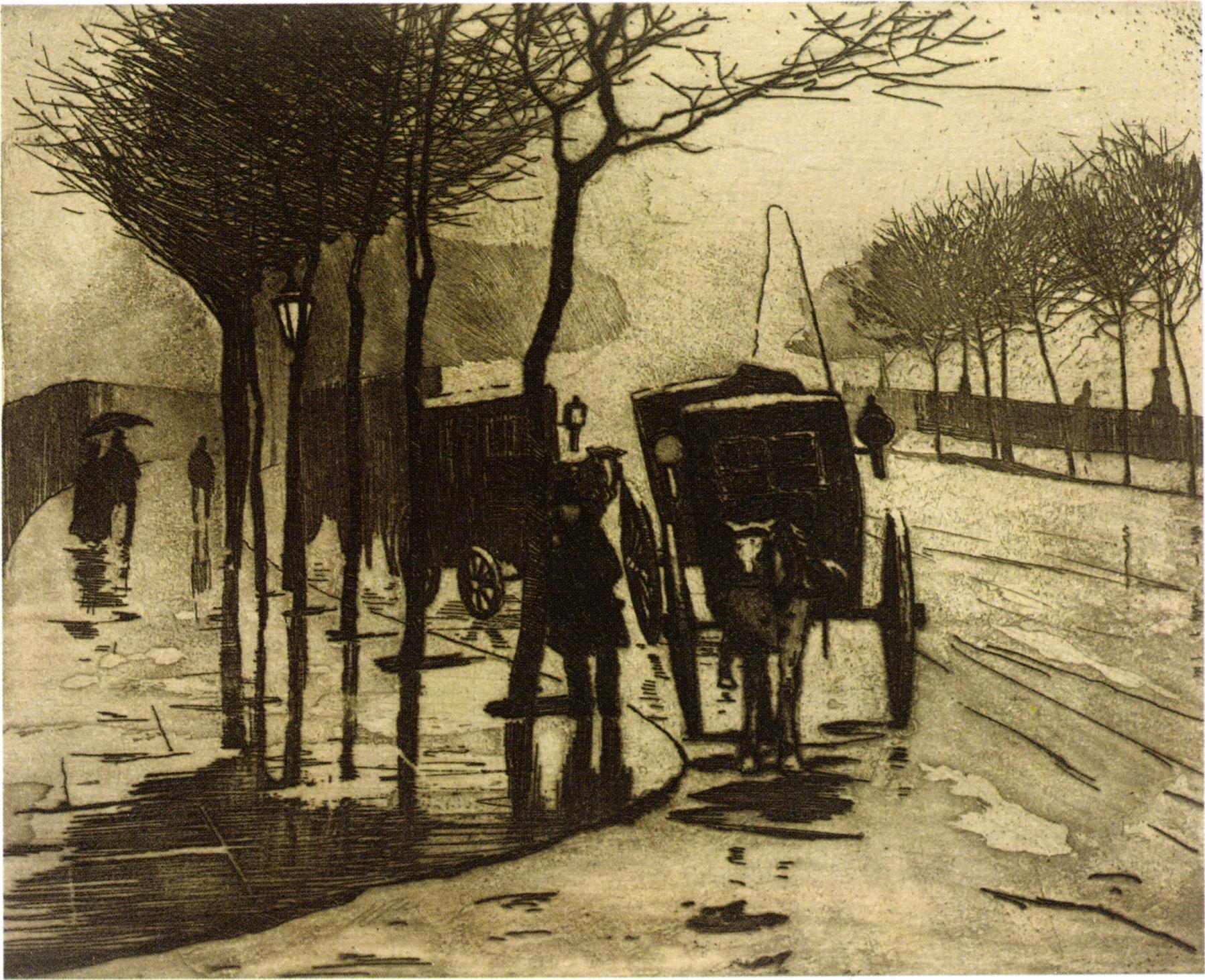
Вільям Вітзен, «Кеб в Лондоні», офорт 1908 р.
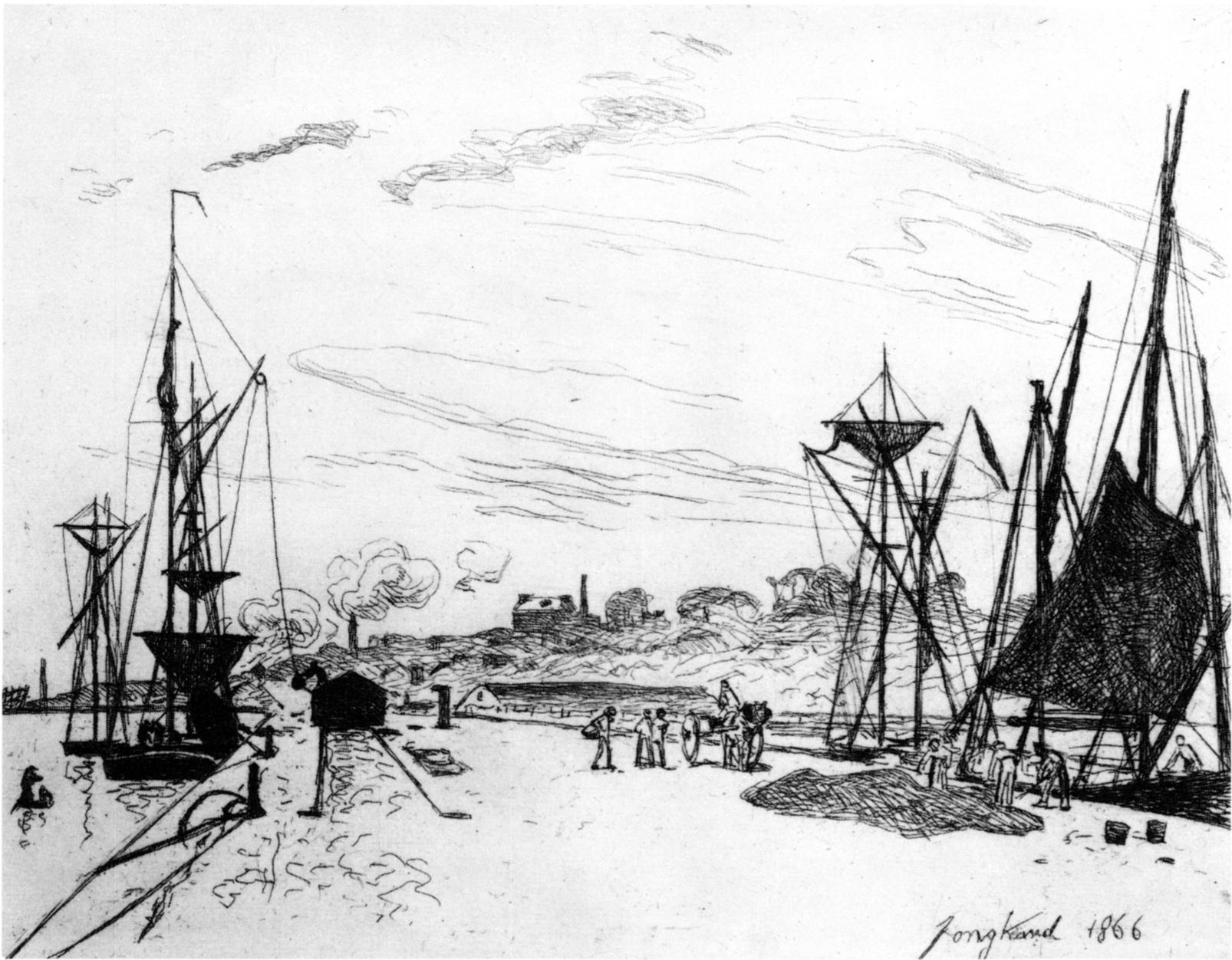
Йонкінд Йоган Бартольд, «Онфльор. Док.», офорт 1866 р.
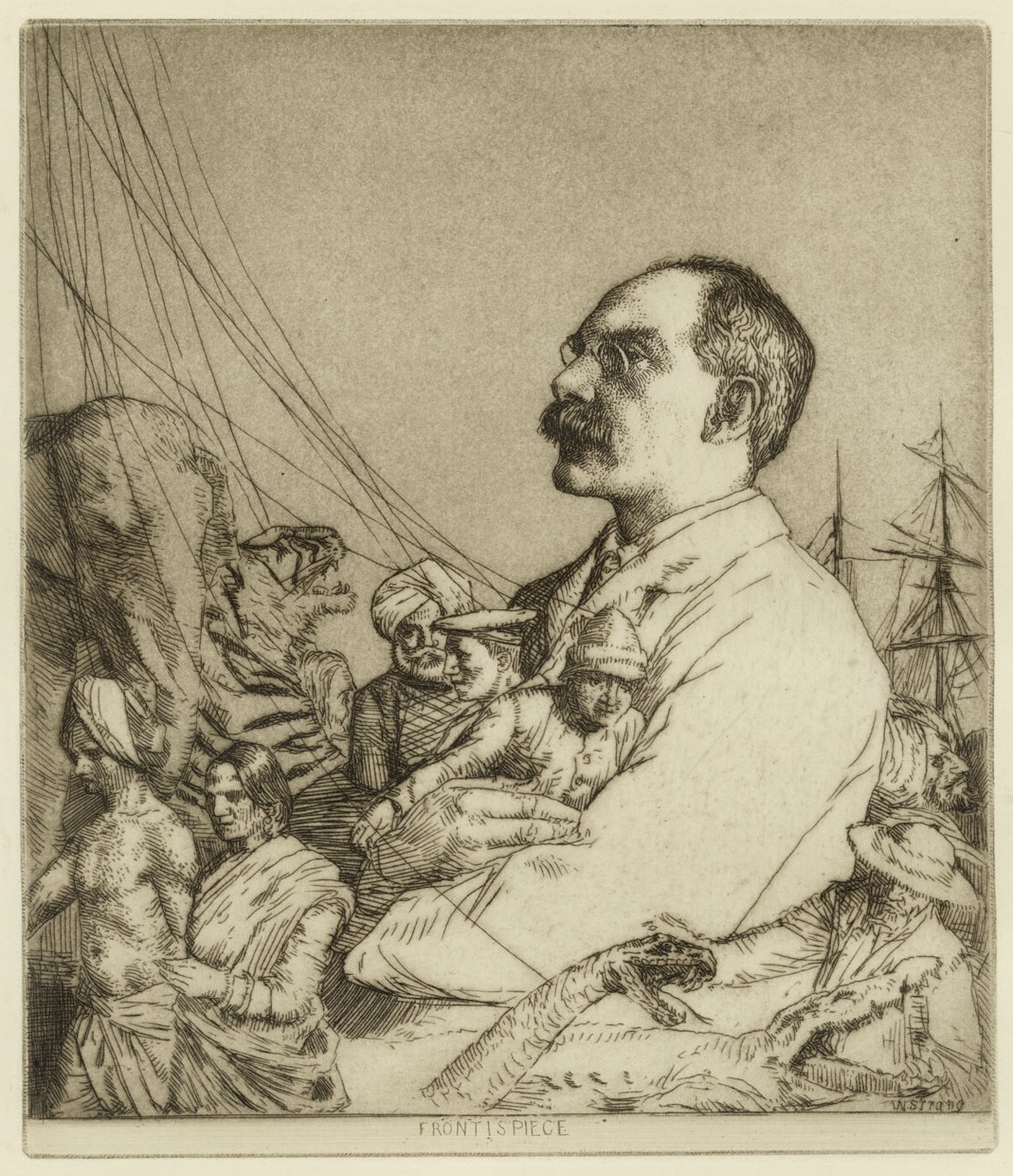
Вільям Стренг (William Strang, 1859—1921, Англія), «Портрет Редьярда Кіплінга»

## Живопис країн Західної Європи.

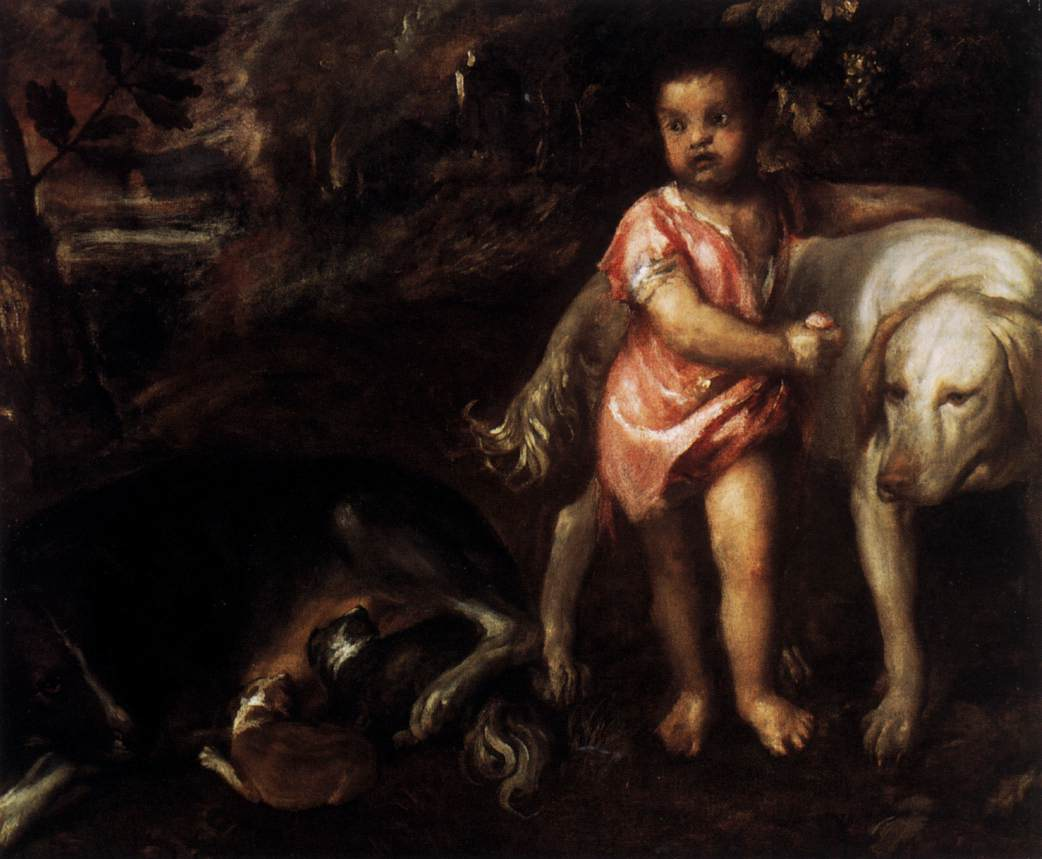
Тиціан, «Дитина з собаками»
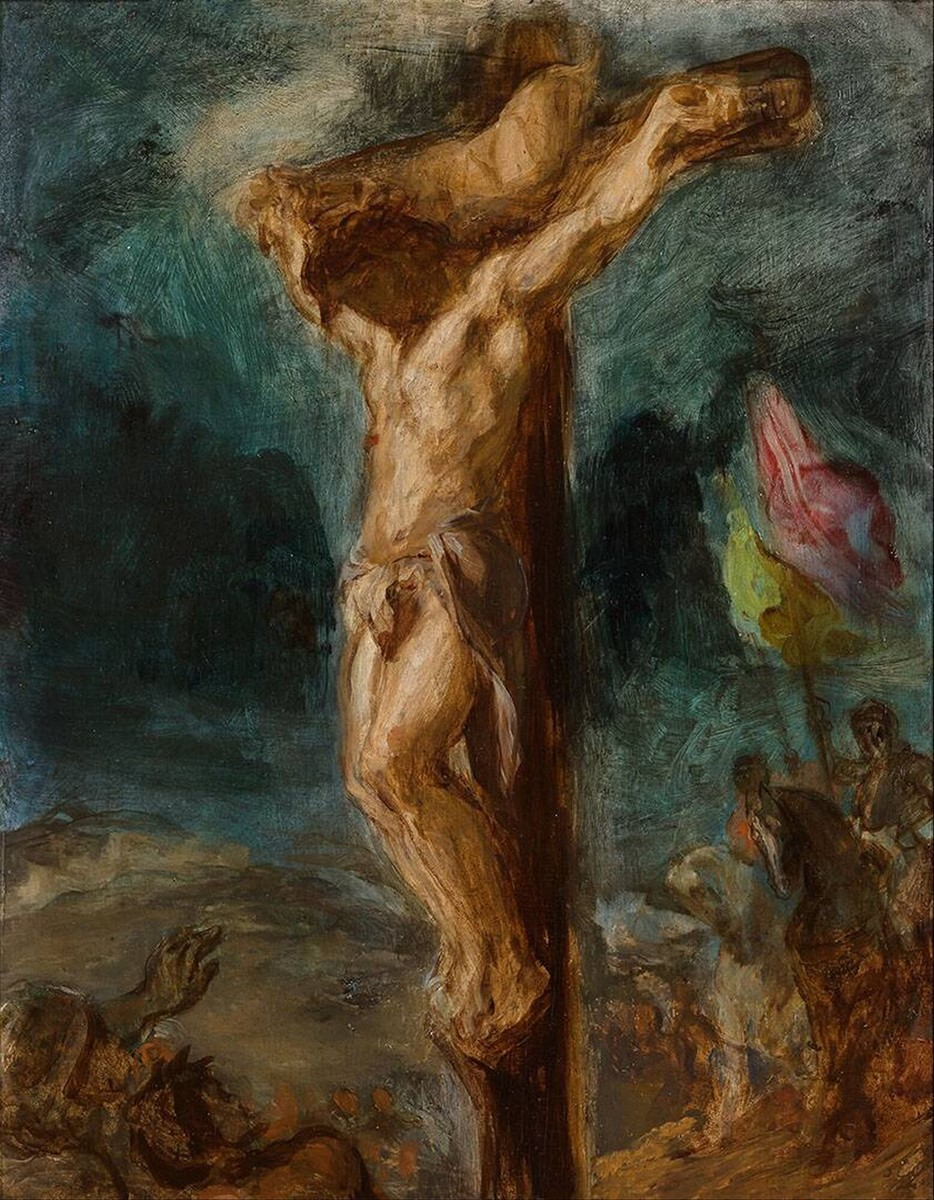
Ежен Делакруа, «Розп'яття», ескіз, 1845 рік.
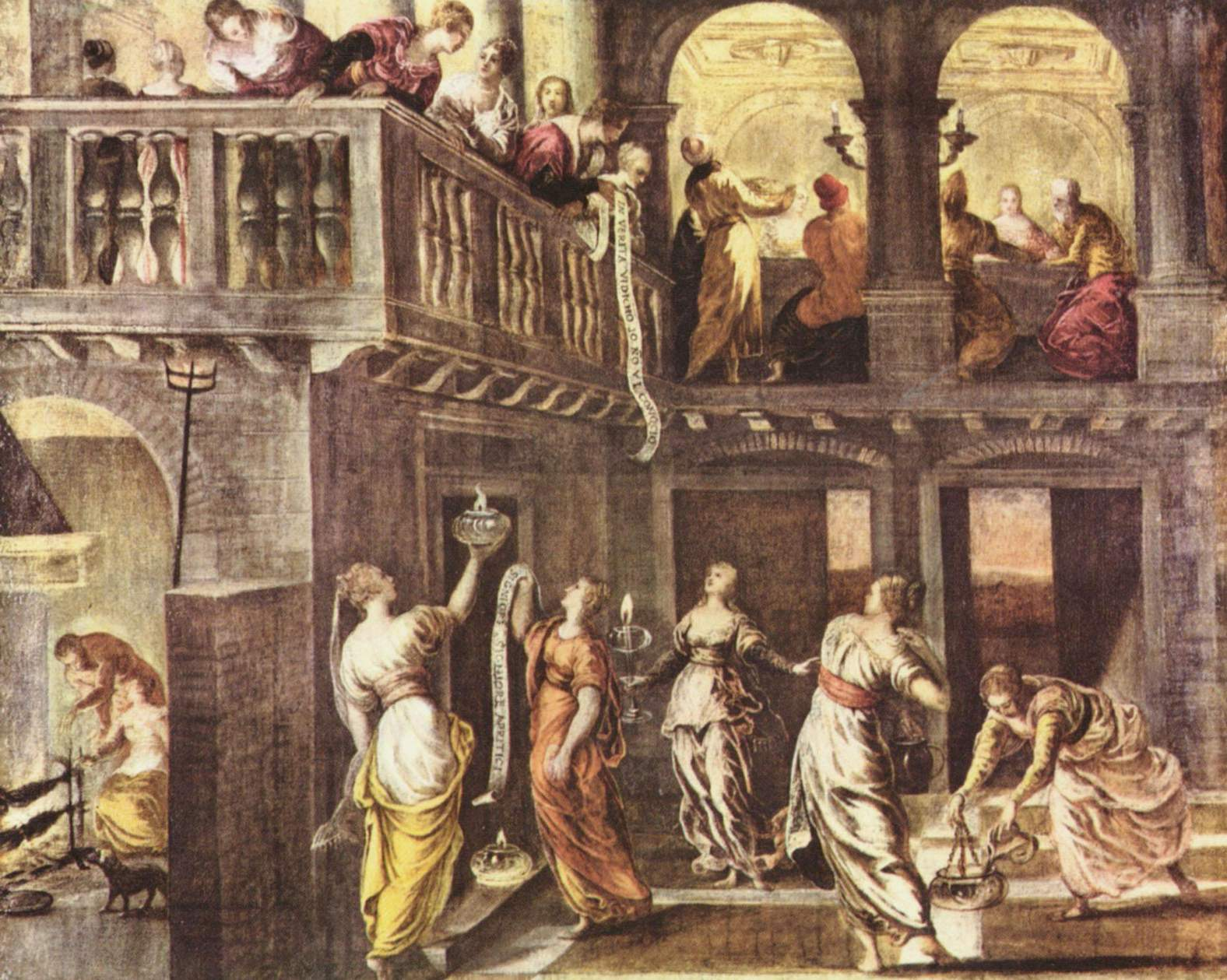
Тінторетто, «Діви розумні і нерозумні» (біблійна притча).
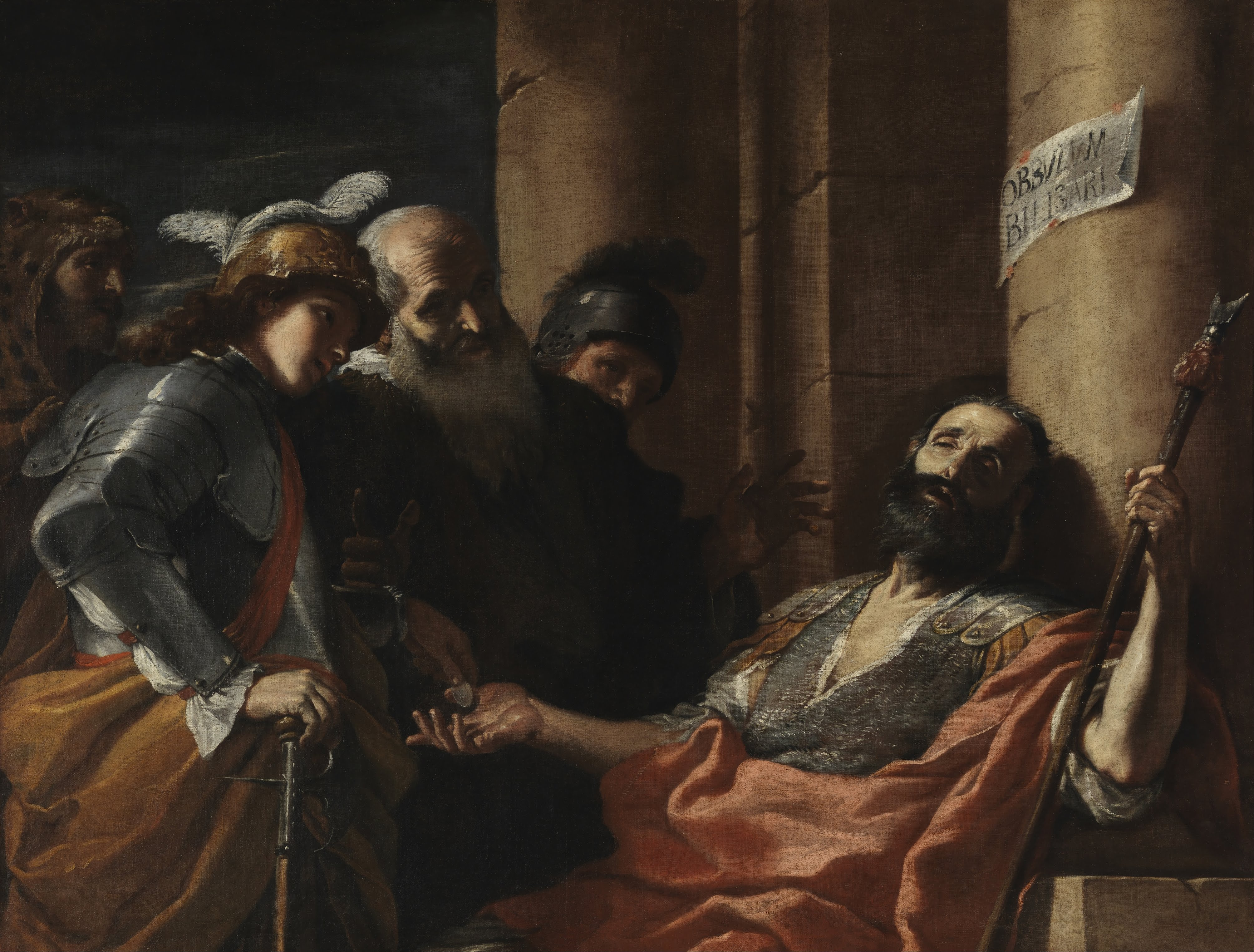
Матіа Преті. «Милостиня сліпому Велісарію, колишньому полководцю», до 1665 р.
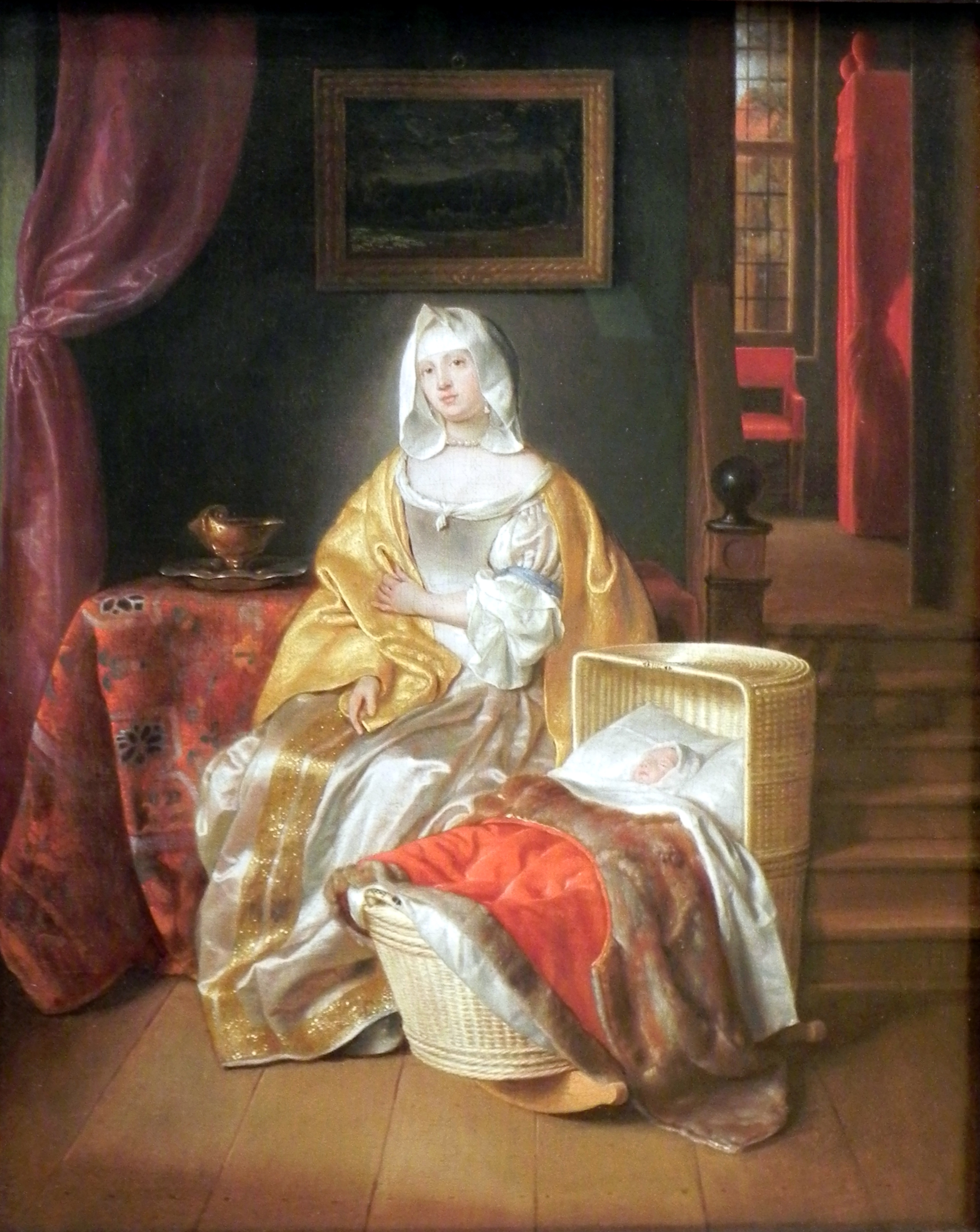
Самюел ван Хогстратен. «Мати біля колиски в заможному будинку», до 1670 р.
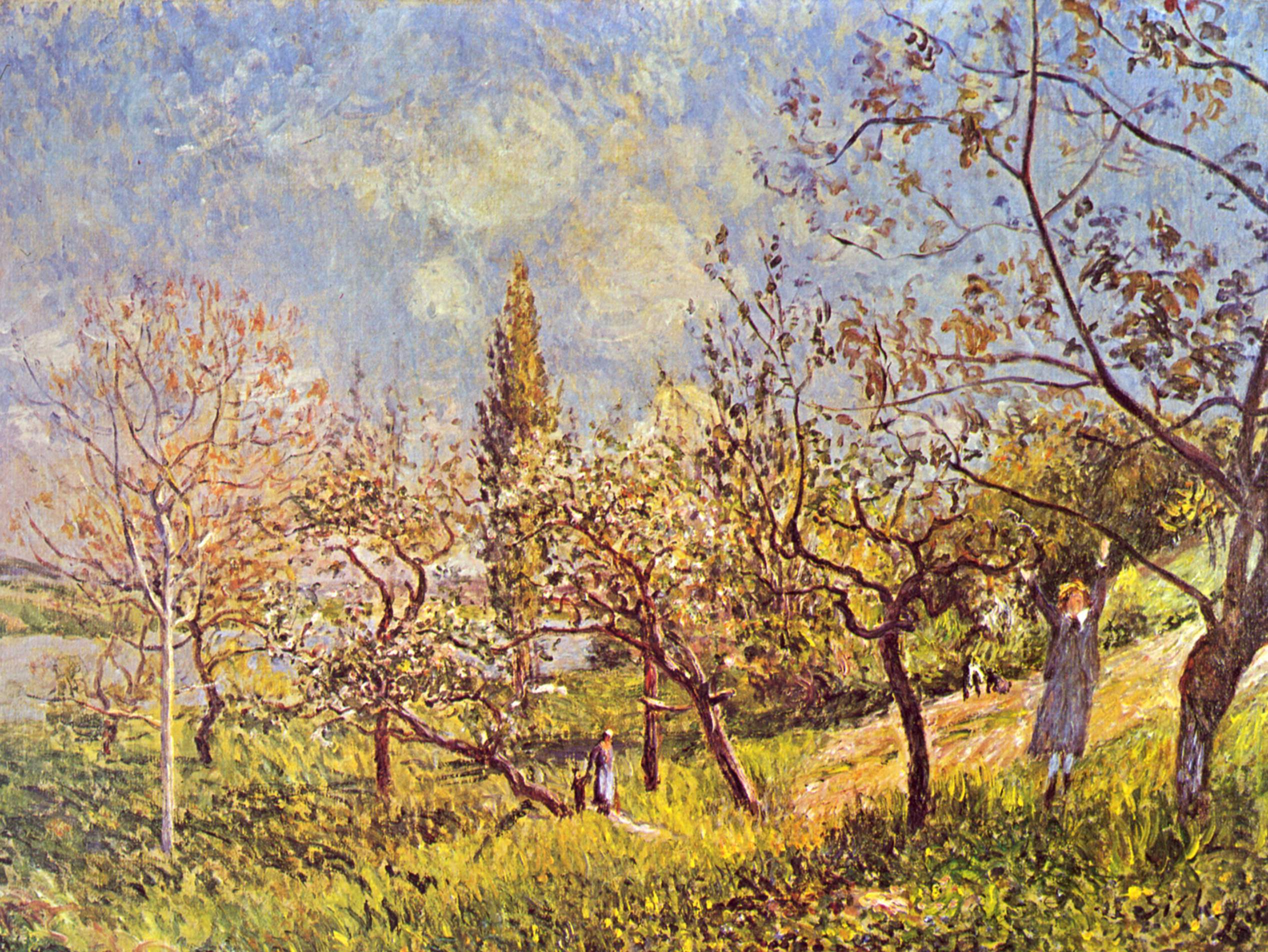
Альфред Сіслей. «Фруктовий сад весною», 1881 рік.

## Живопис Нідерландів 15—16 століть

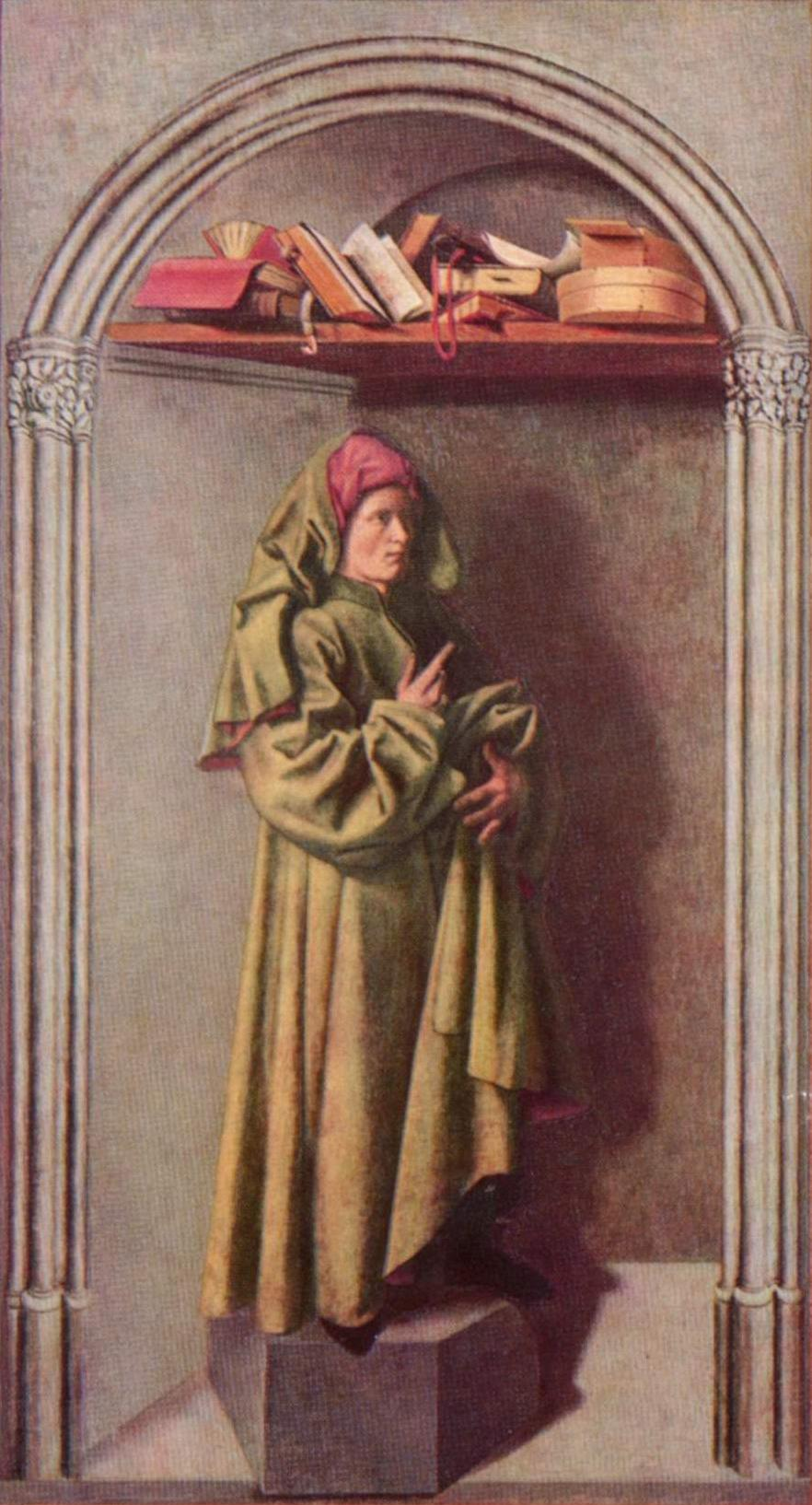
Вартоломей д'Ейк, 1469 р, Ісайя.
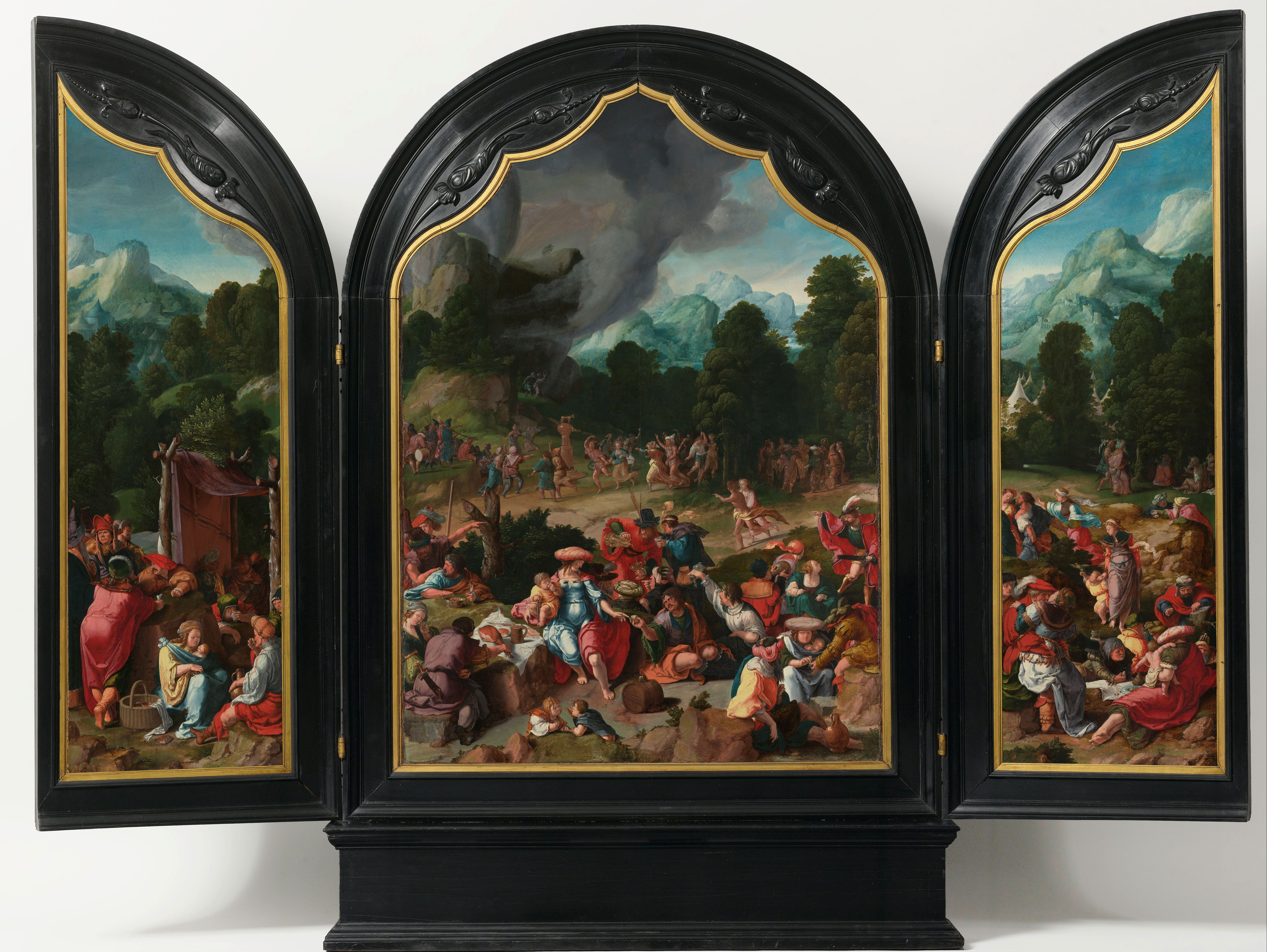
Лука Лейденський, «Поклоніння золотому тельцю»
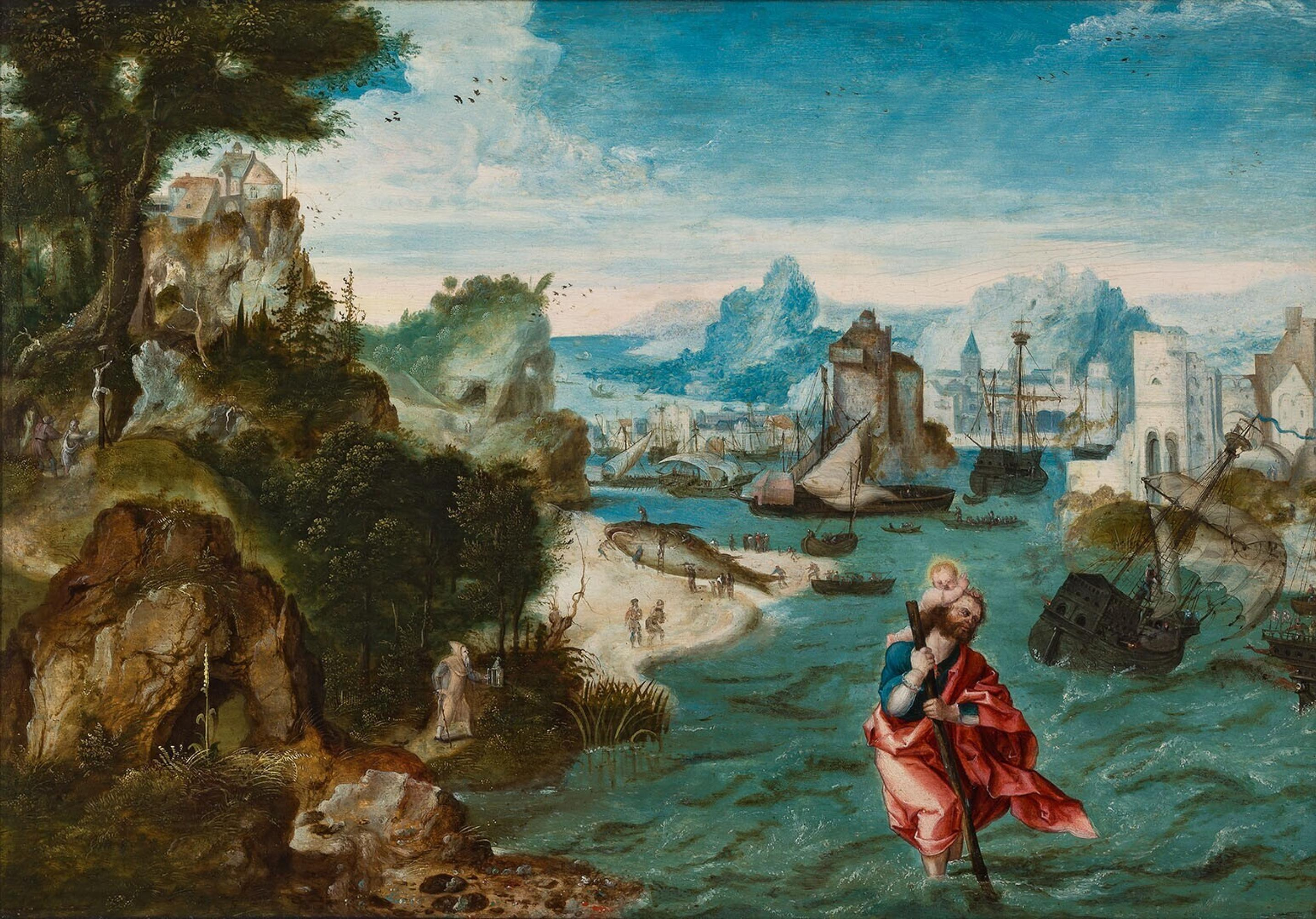
Геррі мет де Блес, «Св. Христофор переносить Христа», до 1545 р.
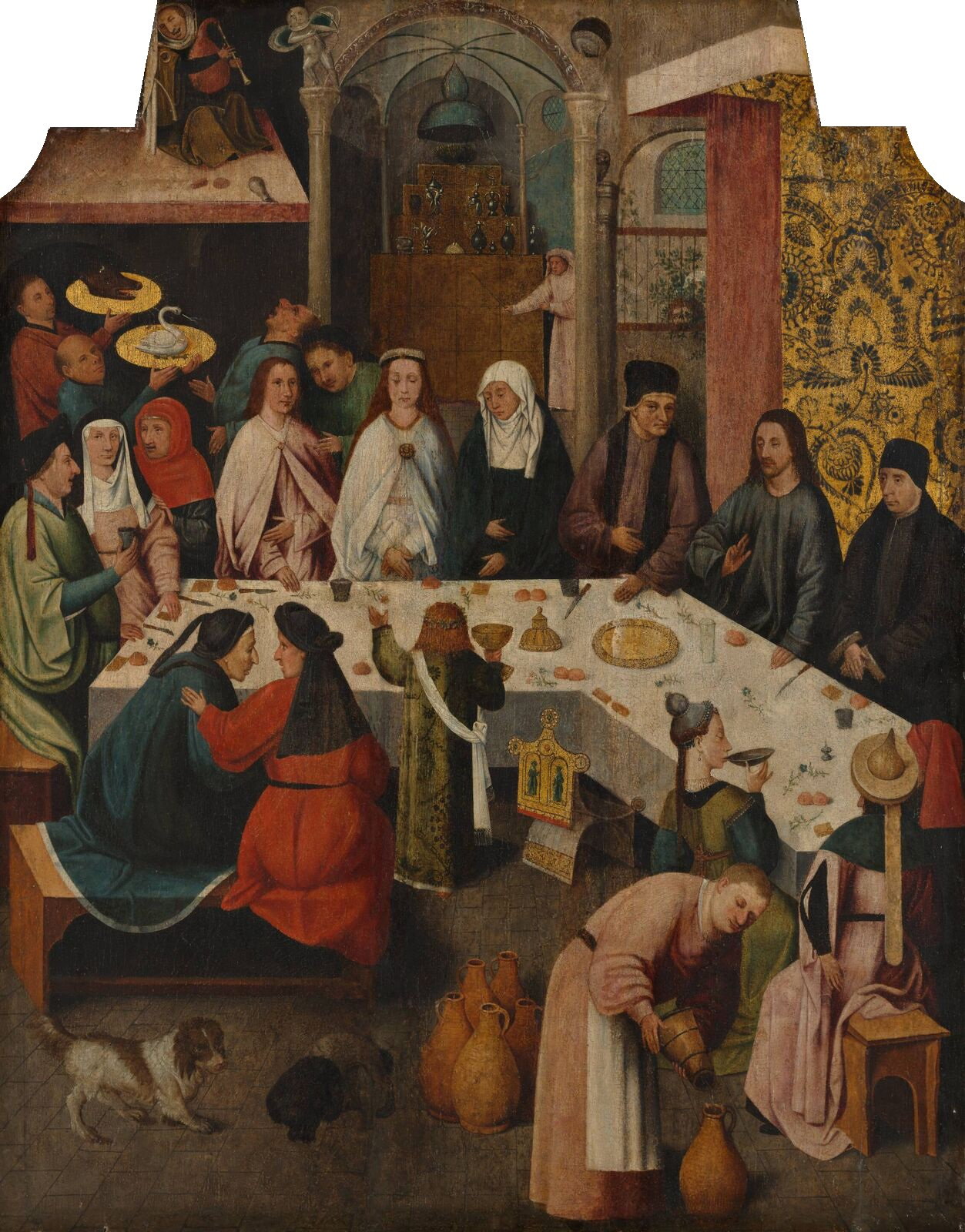
Босх, «Весілля в Кані Галілейській»
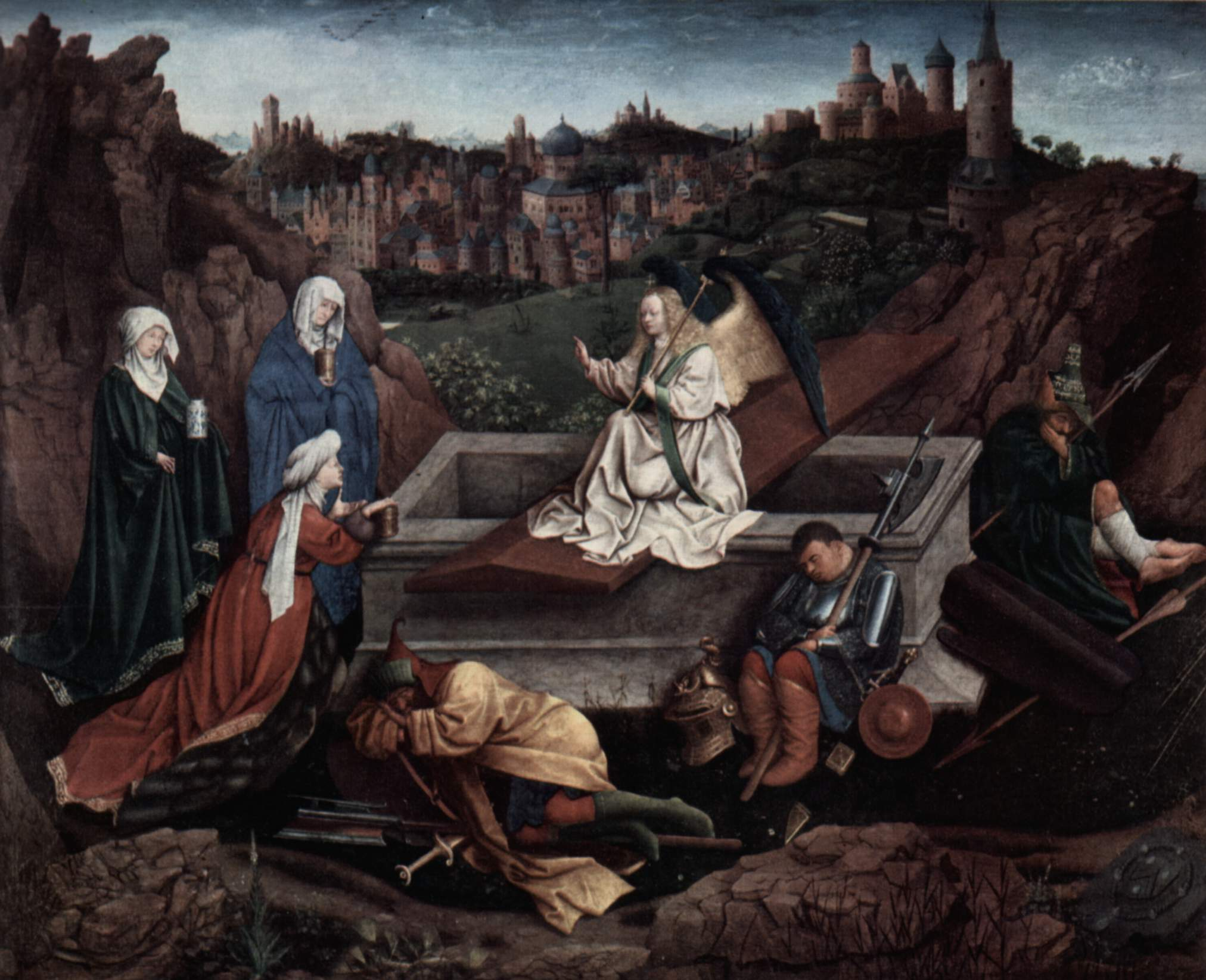
Губерт Ейк, «Святі жони біля гробу Господнього», бл. 1435 р.